# Imigração italiana no Brasil
A imigração italiana no Brasil teve como ápice o período entre 1874 e 1930, ganhando relevância estatística no final do século XIX. Os italianos que foram para o Brasil podem ser classificados em três grupos principais: os que foram para colônias agrícolas, concentrados no Sul e em menor escala no Sudeste, incentivados pelo governo para criar uma classe de pequenos agricultores; os que foram trabalhar nas fazendas de café, o grupo mais numeroso, atraídos por uma imigração subvencionada para suprir a demanda por mão de obra após a abolição da escravatura, sobretudo em São Paulo, mas também em Minas Gerais, Espírito Santo e Rio de Janeiro; e os que se dirigiram aos centros urbanos, compostos por imigrantes espontâneos, sem depender de incentivos governamentais, de origem mais diversa, muitos com algum capital e qualificação profissional.
Durante o período emigratório, chegaram ao Brasil em torno de 1,6 milhão de imigrantes italianos. Na mesma época, milhões de europeus estavam emigrando, em decorrência dos problemas socioeconômicos na Europa e da atratividade que alguns países do Continente Americano ofereciam. No mundo, o Brasil foi o sexto país que mais recebeu imigrantes italianos e, nas Américas, ficou atrás apenas dos Estados Unidos e da Argentina. Alguns italianos ascenderam socialmente no Brasil, como proprietários de terras, comerciantes, industriais. Outros sofreram explorações nas mãos dos fazendeiros brasileiros, particularmente dos cafeicultores, que detinham grande poder político e econômico na sociedade brasileira da época. Notícias de que imigrantes italianos estavam sendo explorados no Brasil chegaram à Itália e levaram o governo italiano a tomar medidas para dificultar a emigração dos seus cidadãos para o Brasil, particularmente pelo Decreto Prinetti de 1902, que proibiu a imigração subsidiada. A partir de então, a entrada de italianos no país caiu consideravelmente, embora a imigração só tenha realmente terminado na década de 1960.
Com o passar das gerações, muitos descendentes de italianos no Brasil perderam o vínculo com a Itália e com a cultura italiana. Muitos, porém, ainda mantêm certos costumes tradicionais italianos, assim como parte da população brasileira sem origem italiana, que acabou por absorvê-los por causa do impacto da imigração italiana. A contribuição dos italianos é notável em todos os setores da sociedade brasileira, principalmente na mudança socioeconômica que os italianos produziram no campo e nas cidades. Podemos citar desde o modo de vida que mudou profundamente influenciado pelo catolicismo, bem como nas artes, música, arquitetura, alimentação e no empreender italiano na abertura de empresas, e também como trabalhadores especializados. No campo, podemos citar a introdução de novas técnicas agrícolas, e principalmente na mudança do latifúndio para pequenas propriedades agrícolas e na introdução da policultura de produtos.
Algumas fontes afirmam que os ítalo-brasileiros são a maior população de oriundi (descendentes de italianos) fora da Itália. A grande maioria dos descendentes de italianos está no sul e no sudeste do Brasil, mas há ítalo-brasileiros também em outras regiões do Brasil. Muitos ítalo-brasileiros já residentes no Brasil, em especial no sul, migrariam para estados do Centro-Oeste – em especial para o Mato Grosso do Sul. No Rio Grande do Sul, Santa Catarina, Paraná e Espírito Santo, alguns ítalo-brasileiros ainda falam italiano e outros dialetos regionais da Itália, mas a maioria dos descendentes de italianos apenas fala português.

## Antecedentes
A presença italiana no Brasil remonta à década de 1560. Na então Capitania de Pernambuco, centro da economia canavieira, o senhor de engenho Filippo Cavalcanti, um nobre oriundo da cidade de Florença, casou-se com Catarina de Albuquerque, filha do governador Jerônimo de Albuquerque com uma índia chamada Tabira ou Muira Ubi, que depois do casamento foi batizada como Maria do Espírito Santo Arcoverde. Desse casamento nasceram doze filhos (tendo morrido o primogênito ainda na infância) dando origem ao clã dos Cavalcanti (ou na corruptela Cavalcante). A família é reconhecida como a mais numerosa do país e a primeira de origem italiana a ser formada em território brasileiro, que se tem notícia. Filippo recebeu a doação de uma sesmaria em 1572, e construiu o primeiro de três engenhos na capitania, fazendo com que os Cavalcanti prosperassem na produção de açúcar. Seus engenhos fariam parte dos relatórios da Companhia das Índias Ocidentais na época da invasão holandesa no Nordeste, em meados do século XVII.

## Estatísticas
Entre 1820 e 1963, entraram no Brasil 1.624.722 imigrantes italianos, com a maior concentração na década de 1890, quando entraram 690.365 (42,49% do total). Em todo esse período, apenas os portugueses (1.767.334) chegaram em maior número. Porém, no começo do século XX, devido à crise na economia cafeeira e à decisão do governo italiano de proibir a emigração subsidiada para o Brasil, houve uma queda significativa na chegada de imigrantes italianos. Entre 1900 e 1910, entraram 221.394
Dados de 2022 apontam que os imigrantes nascidos na Itália residentes no Brasil estavam concentrados na faixa etária mais idosa (acima de 70 anos de idade). Embora os dados apontem que a primeira geração de imigrantes esteja em processo de extinção no Brasil, a presença italiana ainda se mantém no país por meio de milhões de brasileiros descendentes de italianos. Não existem dados concretos sobre o número de descendentes de italianos no Brasil, visto que o censo nacional do Instituto Brasileiro de Geografia e Estatística (IBGE) não questiona a ancestralidade do povo brasileiro há várias décadas. No último censo a questionar a ancestralidade, o de 1940, 1 260 931 brasileiros disseram ser filhos de pai italiano, enquanto que 1 069 862 disseram ser filhos de mãe italiana. Os italianos natos eram 285 mil e os naturalizados brasileiros, 40 mil. Portanto, italianos e filhos eram pouco mais de 3,8% da população do Brasil, em 1940 Em 1925, o governo da Itália havia estimado que italianos e descendentes eram 6% da população brasileira e 15% da população branca.
Uma pesquisa de 1999, do sociólogo, ex-presidente do IBGE, Simon Schwartzman, indicou que cerca de 10% dos brasileiros entrevistados afirmaram ter ancestralidade italiana, percentual que, numa população de cerca de 200 milhões de brasileiros, representaria em torno de 20 milhões de descendentes. Uma fonte italiana, de 1996, cita o número de 22 753 000 descendentes. Segundo pesquisa de 2016 publicada pelo IPEA, em um universo de 46 801 772 nomes de brasileiros analisados, 3 594 043 ou 7,7% deles tinham o último ou o único sobrenome de origem italiana. A embaixada italiana no Brasil, em 2013, divulgou o número de 30 milhões de descendentes de imigrantes italianos (cerca de 15% da população brasileira), metade no estado de São Paulo. Segundo pesquisa do demógrafo Giorgio Mortara, complementada na década de 1980 por Judicael Clevelário, apenas entre 16 e 18% da população brasileira descendia de imigrantes entrados no Brasil após 1840, incluindo italianos e todas as outras nacionalidades. A maioria dos estudos sobre o impacto da imigração tem seguido as conclusões de Giorgio Mortara das décadas de 1940 e 1950. Mortara concluiu que apenas cerca de 15% do crescimento demográfico do Brasil, de 1840 e 1940, deveu-se à imigração, e que a população de origem imigrante (imigrantes e descendentes) era de 16% da população total do Brasil.

## Início
Desde 1820 havia uma colônia de genoveses em Salvador, na Bahia. Em 1836 foi fundada a Colônia Nova Itália no estado de Santa Catarina, com imigrantes da Sardenha. São registrados italianos em Porto Alegre no Rio Grande do Sul desde as primeiras décadas do século XIX. Em Petrópolis no estado do Rio começam a chegar em 1845, e na cidade do Rio havia mais de 1.700 italianos em 1872. A partir desta época, quando o governo passa a dar atenção prioritária aos italianos em seu programa colonizador, começam a chegar grandes levas para o Espírito Santo, Santa Catarina, Rio Grande do Sul, Minas Gerais, Paraná e principalmente São Paulo, onde se concentrou a maioria. A imigração italiana no Brasil foi intensa, tendo como ápice o período entre os anos de 1880 e 1930. Foram impulsionados pelas transformações socioeconômicas em curso no Norte da península itálica, que afetaram sobretudo a propriedade da terra. Um aspecto peculiar à imigração em massa italiana é que ela começou a ocorrer pouco após a unificação da Itália (1861), razão pela qual uma identidade nacional desses imigrantes se forjou, em grande medida, no Brasil.
O século XIX foi marcado por uma intensa expulsão demográfica na Europa. O alto crescimento da população, ao lado do acelerado processo de industrialização, afetaram diretamente as oportunidades de emprego naquele continente. Estima-se que, entre 1870 e 1970, em torno de 28 milhões de italianos emigraram (aproximadamente a metade da população da Itália). Entre os destinos principais estavam diversos países da Europa, América do Norte e América do Sul.
Não apenas a população da Itália, mas de toda a Europa de um modo geral estava afundada na miséria no século XIX. A transição entre um modelo de produção feudal para um sistema capitalista afetou diretamente as condições sociais no continente europeu. As terras ficaram concentradas nas mãos de poucos proprietários, havia altas taxas de impostos sobre a propriedade, fazendo o pequeno proprietário se endividar com empréstimos. Havia a concorrência desigual com as grandes propriedades rurais, que fazia o preço dos produtos do pequeno proprietário ficarem muito baixos, empurrando essa mão de obra para as indústrias nascentes, que não conseguiam absorver essa massa de trabalhadores, saturando as cidades com desempregados. À medida que a disputa pelos mercados consumidores se acirrou, a concentração de terras nas mãos de poucos se agravou. Assim, milhões de camponeses, que antes eram pequenos proprietários rurais, desceram à condição de trabalhadores braçais (bracciante) nas grandes propriedades rurais. Mesmo aqueles que continuaram na condição de pequenos proprietários não conseguiam mais tirar seu sustento da terra. Isto porque as terras eram normalmente adquiridas por herança, e o filho mais velho adquiria a propriedade após a morte do pai, enquanto os outros filhos eram excluídos. Mesmo quando as terras eram divididas entre os filhos, o fracionamento acarretava no recebimento de um pedaço de terra muito pequeno, tornando impossível dali extrair o sustento.

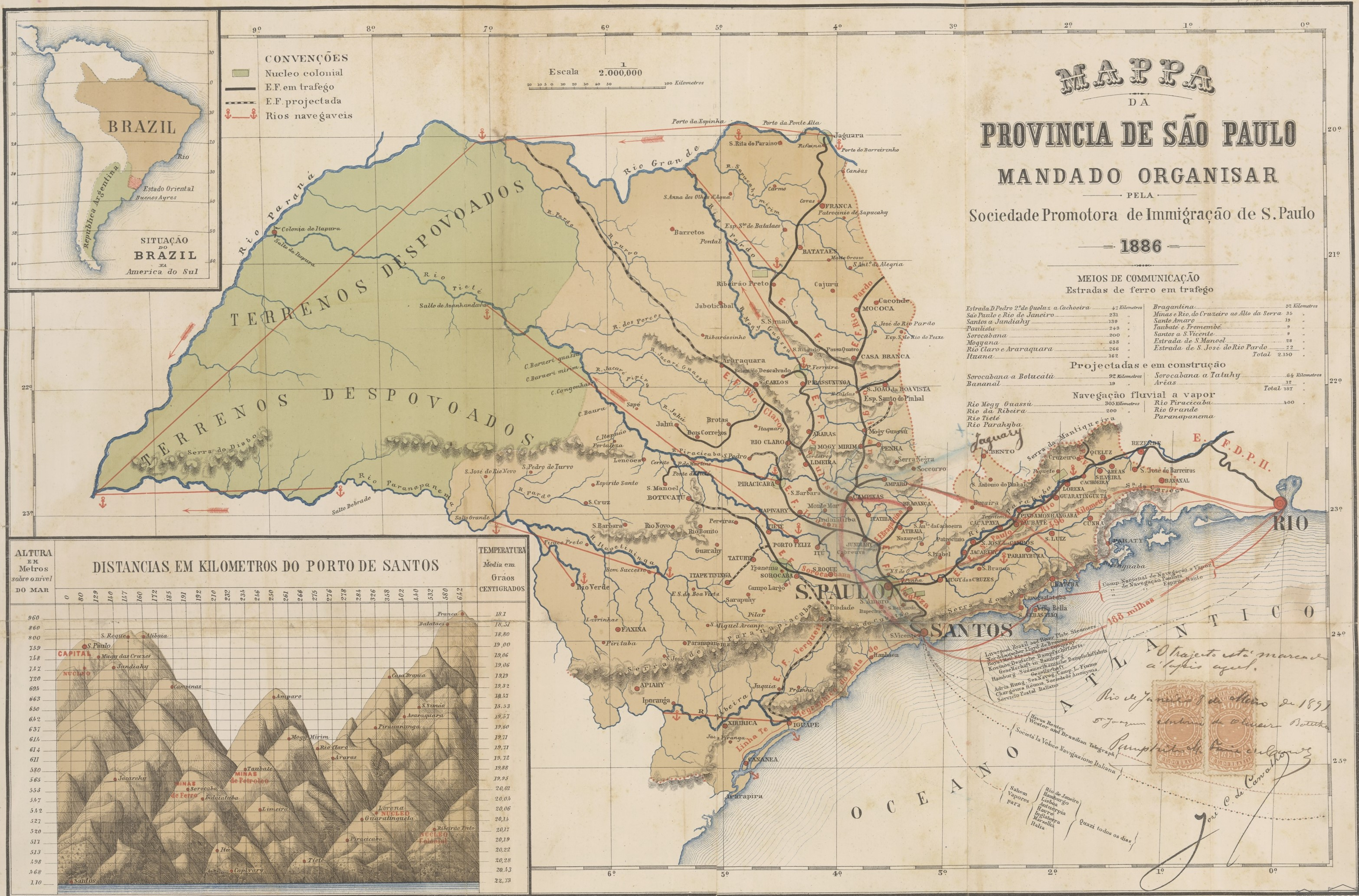
Mapa da Província de São Paulo, 1886, apresentando a região oeste do estado como "terrenos despovoados" para atrair os imigrantes

No século XIX, a população europeia cresceu duas vezes e meia, agravando ainda mais os problemas sociais naquele continente. Ao retratar o Vêneto oitocentista, região italiana de onde veio 30% dos imigrantes italianos no Brasil, o historiador Emilio Franzina escreveu que "podia-se morrer de inanição e que a única alimentação da classe rural não passava de polenta, uma vez que a carne de vaca era um mito e o pão de farinha de trigo inacessível pelo seu alto preço". Em outras regiões da Itália e em outros países europeus a situação não era diferente: a fome e a miséria assolavam a Europa. O camponês europeu nutria grande amor pelo seu pedaço de terra e toda a sua existência girava em torno da manutenção da sua propriedade. O seu mundo não ia além da comunidade a qual pertencia e seu ideal econômico era a autossuficiência. O continente americano aparece, nesse contexto, como um destino sonhado por milhões de europeus, que imigravam com a promessa de se tornarem grandes proprietários agrícolas.
Foi assim que milhões de camponeses europeus, que não conheciam nada além do seu vilarejo de origem, tornaram-se emigrantes. Primeiramente, buscaram trabalho nas cidades. Em seguida, nos países vizinhos, numa migração sazonal quando a demanda por mão de obra aumentava, como em época de colheitas. Depois, regressavam para casa. Quando essas alternativas já não surtiam mais efeito, buscaram a emigração transoceânica, sobretudo para os países das Américas. Estados Unidos, Canadá e Argentina eram países que tinham a capacidade de atrair grande número de imigrantes espontâneos. O Brasil, por sua vez, teve que apelar para uma migração subvencionada, na qual o próprio governo brasileiro pagava a passagem dos imigrantes. Do fim das Guerras Napoleônicas até a década de 1930, 60 milhões de europeus emigraram. Destes, 71% foram para a América do Norte, 21% para a América Latina (sobretudo Argentina e Brasil) e 7% para a Austrália. Nota-se que a nacionalidade que mais imigrou para a América Latina foi a italiana, superando os espanhóis e os portugueses. Dos 11 milhões de imigrantes que foram para a América Latina, 38% eram italianos, 28% eram espanhóis e 11% eram portugueses.

“Que entendeis por uma Nação, Senhor Ministro? É a massa dos infelizes? Plantamos e ceifamos o trigo, mas nunca provamos pão branco. Cultivamos a videira, mas não bebemos o vinho. Criamos animais, mas não comemos a carne. Apesar disso, vós nos aconselhais a não abandonarmos a nossa Pátria? Mas é uma Pátria a terra onde não se consegue viver do próprio trabalho?”

— Fala anônima de um italiano para o Ministro de Estado da Itália.
| Estados Unidos         | 5,6  |
| França                 | 4,1  |
| Suíça                  | 3,0  |
| Argentina              | 2,9  |
| Alemanha               | 2,4  |
| Brasil                 | 1,5  |
| Império Austro-Húngaro | 1,1  |
| Canadá                 | 0,6  |
| Bélgica                | 0,5  |
| Austrália              | 0,4  |
| Venezuela              | 0,2  |
| Grã-Bretanha           | 0,2  |
| Europa                 | 12,5 |
| Américas e Austrália   | 11,5 |
| Total                  | 24   |

## O Brasil como destino

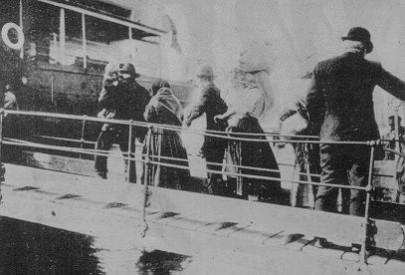
Italianos partindo para o Brasil em um navio (1910).

Para compreender a imigração italiana no Brasil, é necessário analisar os aspectos do país durante o século XIX. Na primeira metade deste século, o Reino Unido, a superpotência da época, pressionou fortemente o Brasil para acabar com o tráfico negreiro que supria as necessidades de mão de obra com a importação de escravos da África. A Lei Eusébio de Queirós proibiu o tráfico negreiro em 1850 e, a partir deste momento, começou a falta de mão de obra nas zonas em que se expandia a cultura cafeeira. Isto foi limitadamente resolvido com a importação de escravos da Região Nordeste.
Nesta época, surgiu no oeste paulista um grupo de fazendeiros que, premido pela falta de mão de obra escrava, defendeu o uso da mão de obra livre nas plantações de café, opondo-se politicamente aos fazendeiros do Vale do Paraíba, donos de grandes plantéis de escravos. A nação brasileira passou então por um período de fermentação das ideias abolicionistas. Novas leis, como a Lei do Ventre Livre (1871) e a Lei dos Sexagenários (1885) anunciavam o fim próximo da escravidão. Ao mesmo tempo, a população escrava envelhecia durante a segunda metade do século XIX sem que a reprodução natural da população fosse suficiente para suprir a necessidade de mão de obra nas lavouras que se expandiam ou para colonizar as terras ainda inexploradas no sul do Brasil. É comum afirmar-se erroneamente que a libertação dos escravos em 1888 desencadeou a falta de mão de obra nas lavouras quando os escravos libertos saíram das fazendas para as grandes cidades. Isto aconteceu em pequena escala, e somente no Vale do Paraíba onde a lavoura cafeeira estava em franca decadência de produção. Enquanto isto, na então província de São Paulo, as plantações de café prosperavam e necessitavam cada vez mais de mão de obra em quantidade muito superior à existente.

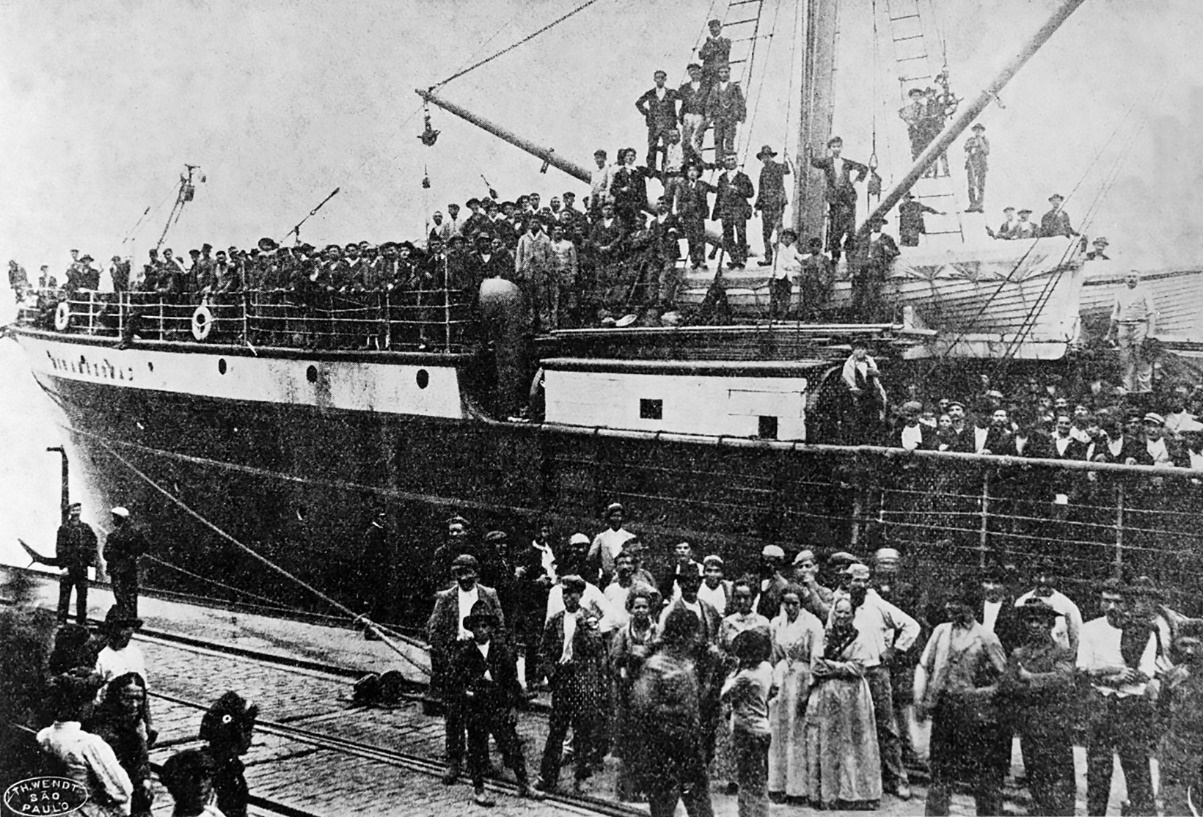
Navio com italianos no porto de Santos (1907).

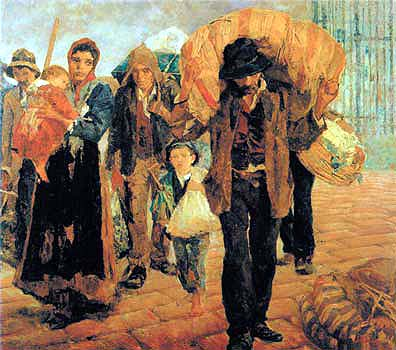
Os emigrantes, por Antonio Rocco (1910).

Pouco antes, o Reino de Itália havia passado pelas guerras pela Unificação Italiana. Com o fim destas guerras, a economia italiana se encontrava debilitada, com altas taxas de crescimento demográfico e de desemprego. Os Estados Unidos (maior receptor de imigrantes) passaram a criar barreiras para a entrada de estrangeiros. Tais fatores levaram, a partir da década de 1870, ao início da maciça imigração de italianos para o Brasil.
No final do século XIX e início do século XX, as ideias de darwinismo social e eugenia racial tiveram grande prestígio no pensamento científico mundial. Na medida em estas ideias eram aceitas e divulgadas pela comunidade científica nacional, o imaginário social e político brasileiro passou a considerar que os brasileiros eram incapazes de desenvolver o país por serem, em sua grande maioria, negros e mestiços. Essa política de imigração, além de aumentar a oferta de mão de obra, trazendo um maior número de pessoas brancas para o país, também possibilitou melhores condições de vida aos agricultores europeus, que viviam uma situação difícil em seu país.pg.3
Neste contexto, o imigrante italiano era considerado um dos melhores, pois além de ser branco, também era católico. Deste modo, sua assimilação seria fácil na sociedade brasileira e ele colaboraria para o "branqueamento" da população em geral. Deve-se ressaltar que não foi apenas o Brasil que implantou políticas de imigração que privilegiavam os grupos de imigrantes conforme as características raciais ou religiosas desejadas. Vários países do mundo preferiam até mesmo o imigrante do norte da Europa em vez dos que vinham do sul. A imigração italiana para o Brasil tornou-se significativa a partir da década de 1870 e transformou-se num fenômeno de massa entre 1887 e 1902, influenciando decisivamente no aumento da população do Brasil. Entre 1880 e 1924, entraram no Brasil mais de 3,6 milhões de imigrantes, dos quais 38% eram italianos. Considerando-se a faixa de tempo entre 1880 e 1904, os italianos representaram 57,4% dos imigrantes. Em um distante segundo lugar apareciam os portugueses, seguidos dos espanhóis e dos alemães. O Brasil posicionou-se, assim, como o terceiro maior país receptor de imigrantes italianos entre os anos 1880 e a Primeira Guerra Mundial, atrás apenas dos Estados Unidos (5 milhões de italianos entre 1875 e 1913) e da Argentina (2,4 milhões).pg.18
A imigração italiana para o Brasil atingiu seu ápice no final do século XIX. Porém, por volta de 1900, aparecem na imprensa italiana notícias de péssimas condições de vida de emigrantes italianos que não podiam abandonar as fazendas de café onde trabalhavam, pois tinham dívidas principalmente relativas ao pagamento dos custos de suas viagens. Isto faz com que, em 1902, o governo da Itália emita o decreto Prinetti proibindo a imigração subsidiada de cidadãos italianos para o Brasil. O fluxo de imigrantes diminui bruscamente já que, a partir de então, cada cidadão italiano que quisesse emigrar para o Brasil deveria ter dinheiro para pagar a própria passagem.
| Imigração italiana para o Brasil por períodos | Imigração italiana para o Brasil por períodos | Imigração italiana para o Brasil por períodos | Imigração italiana para o Brasil por períodos | Imigração italiana para o Brasil por períodos | Imigração italiana para o Brasil por períodos | Imigração italiana para o Brasil por períodos | Imigração italiana para o Brasil por períodos | Imigração italiana para o Brasil por períodos | Imigração italiana para o Brasil por períodos | Imigração italiana para o Brasil por períodos | Imigração italiana para o Brasil por períodos |
| --------------------------------------------- | --------------------------------------------- | --------------------------------------------- | --------------------------------------------- | --------------------------------------------- | --------------------------------------------- | --------------------------------------------- | --------------------------------------------- | --------------------------------------------- | --------------------------------------------- | --------------------------------------------- | --------------------------------------------- |
| Período                                       | 1884-1893                                     | 1894-1903                                     | 1904-1913                                     | 1914-1923                                     | 1924-1933                                     | 1934-1944                                     | 1945-1949                                     | 1950-1954                                     | 1955-1959                                     | Total                                         |                                               |
| Quantidade                                    | 510 533                                       | 537 784                                       | 196 521                                       | 86 320                                        | 70 177                                        | N/D                                           | 15 312                                        | 59 785                                        | 31 263                                        | 1 507 695                                     |                                               |

| Canção dos imigrantes toscanos "Itália bela, mostra-te gentil e os filhos teus não a abandonarão senão eles vão todos para o Brasil e não se lembram mais de voltar ainda aqui haveria trabalho sem ter que emigrar para a América o século presente está nos deixando e o novecentos se aproxima eles têm a fome pintada na cara e para saciá-los não existe a medicina a cada momento escutamos dizer: e vou para lá onde tem a colheita do café". Canção dos imigrantes (Final do século XIX) |  | Canção dos imigrantes vênetos "América América lá se vive que é uma maravilha vamos ao Brasil com toda a família América América se ouve cantar vamos ao Brasil Brasil a povoar" Canção dos imigrantes (Final do século XIX). |

### A questão racial

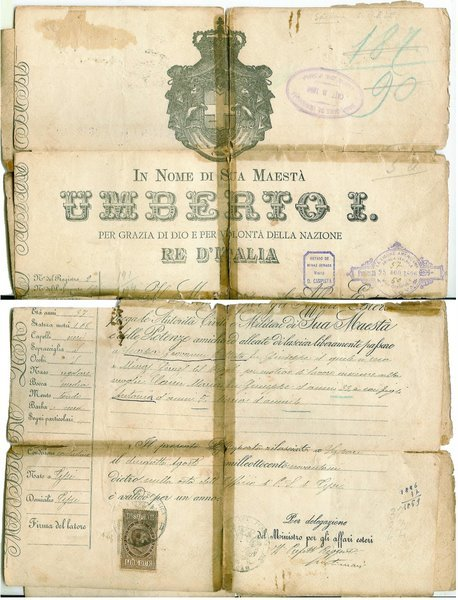
Passaporte de uma família de sardos que emigrou para o Brasil em 1896 no Vapor América. Atracaram no Porto do Rio de Janeiro, com destino ao estado de Minas Gerais - Família Scarpa: Giovanni Battista Scarpa, Maria Luigia Canu e suas filhas, Antonietta Scarpa e Maria Scarpa, provenientes da localidade de Tissi, província de Sássari, Sardenha.

A questão racial foi decisiva na política imigratória brasileira. O imigrante ideal teria que ser agricultor e, mais do que isso, branco e que emigrava com a família. Neste momento, imigrante virou sinônimo de europeu, pois negros e mestiços foram automaticamente excluídos dos projetos de colonização baseados na distribuição de terras. Nos contratos firmados por agenciadores, os imigrantes eram selecionados de acordo com suas origens regionais (o que indicava que a categoria genérica de "europeu" não era absoluta ou exclusiva). Como exemplo, no decreto 5 663, de 1873, celebrado pelo governo imperial com Joaquim Caetano Pinto Júnior, no topo da lista apareciam alemães e austríacos, portugueses e espanhóis foram excluídos, mas incluía bascos e italianos do Norte. Porém, a política imperial quase sempre não se prendia a escolhas minuciosas da região de origem, sendo o europeu genérico o alvo preferido da política imigrantista. Por muitas décadas os alemães permaneceram no topo da preferência entre os imigrantes, por sua "índole" e seu "pendor" agrícola. A situação se alterou no final do século XIX, quando cresceu a corrente contrária à imigração alemã, devido à formação de quistos germânicos no sul do Brasil, que não se assimilavam dentro da sociedade brasileira, o que passou a ser considerado uma ameaça.
Recorrer à imigração de trabalhadores africanos foi uma ideia prontamente descartada pois, para a elite, isso representaria um restabelecimento do tráfico negreiro e um aumento da "africanização" do Brasil. O grande número de negros e mestiços, majoritários na população brasileira, causava preocupação entre a elite. Chineses, indianos e outros asiáticos também foram excluídos uma vez que, ao lado dos africanos e dos índios, eram considerados pertencentes às "raças inferiores", em um momento em que as ideias de eugenia racial tinham grande prestígio no pensamento científico. O decreto 528, de 1890 foi explícito ao restringir a entrada no Brasil de "indígenas da Ásia e da África".
O privilégio concedido aos europeus também não era irrestrito, uma vez que criminosos, mendigos, vagabundos, portadores de doenças contagiosas, inválidos, velhos, ciganos, ativistas políticos, refugiados, etc, eram listados como "indesejáveis". Os alemães também passaram a figurar na lista dos "indesejáveis", devido à sua tendência à não assimilação. Neste momento, a questão da "latinidade" ganhou força, uma vez que o governo pretendia formar um crisol de raças, que se miscigenaria, caldearia, fundindo-se e assimilando imigrantes e descendentes, alcançando uma meta que seria uma totalidade inequivocamente brasileira. No pensamento da elite, se formaria no Brasil um povo mestiço, mas onde deveriam predominar as características da raça branca, diluindo a presença das "raças inferiores" (negros e índios).
Assim, italianos, portugueses (e, às vezes, espanhóis), pelo fato de serem povos de cultura latina, próxima à matriz luso-brasileira, apareciam como os imigrantes preferenciais, provavelmente com ênfase nos italianos, pois também havia um certo sentimento antilusitano, inclusive nos meios intelectuais. Assim, a política migratória brasileira privilegiou italianos e portugueses, considerados "assimiláveis", tratou com reservas alemães e japoneses (menos propensos à assimilação) e excluiu por completo africanos e asiáticos (a restrição à migração de asiáticos só foi revogada em 1907, pouco antes da chegada dos primeiros imigrantes japoneses).

### A escolha em imigrar para o Brasil

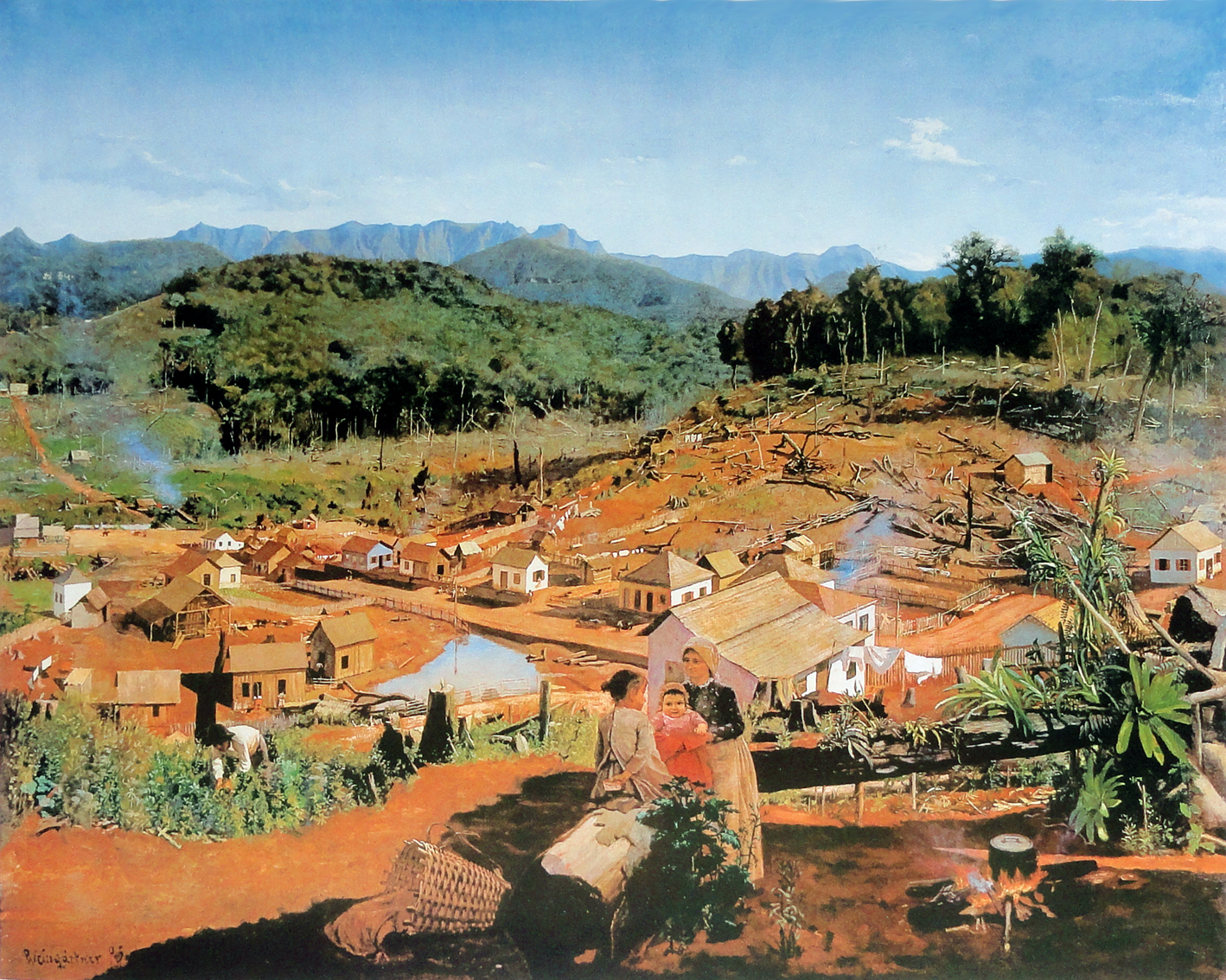
Óleo sobre tela de Pedro Weingärtner retratando Nova Veneza em 1893.

A política imigratória brasileira teve duas vertentes: uma era atrair imigrantes e fazer deles proprietários rurais e a outra focava em simplesmente obter braços para as lavouras de café. Em consequência, os imigrantes podiam optar entre rumar para os núcleos coloniais ou para as fazendas. Os núcleos coloniais apenas vigoraram nas regiões onde não havia plantações de café, uma vez que, nas regiões cafeeiras, as terras disponíveis à colonização eram escassas e marginais. Ademais, a formação de novos núcleos coloniais dependia da autorização do parlamento, e os representantes impunham obstáculos ao fluxo exagerado de imigrantes para as colônias, visando garantir o fluxo da mão de obra necessária para as fazendas de café. Isso, todavia, não impediu a formação de núcleos coloniais onde havia plantações de café, desde que aqueles não fizessem concorrência com estes.pg.27
Para atrair imigrantes, o governo efetuava contratos com empresas ou particulares. O mais famoso foi o firmado entre o governo federal e a Companhia Metropolitana, que pretendia trazer um milhão de imigrantes ao Brasil num espaço de dez anos. Embora essa meta não tenha sido alcançada, não eram raros os contratos que estipulavam a vinda de 50 ou 60 mil imigrantes. Em 1894, os serviços de imigração foram transferidos do governo federal para os estados-membros. Apenas os estados mais ricos, como São Paulo, puderam prosseguir na política de imigração, em consequência. A passagem gratuita de navio oferecida pelo governo brasileiro surtiu grande efeito na Itália.pg.100 A imigração subsidiada deu a oportunidade para que milhares de camponeses e lavradores assalariados, que dificilmente conseguiriam dinheiro para pagar suas próprias passagens, pudessem fazer a viagem migratória. A imigração subvencionada constituiu, em São Paulo, 89% da imigração total entre 1891 e 1895. Embora o governo estipulasse que apenas agricultores aptos ao trabalho deveriam ser recrutados para imigrarem para o Brasil, na prática os agentes e subagentes contratados na Europa para atrair imigrantes recrutavam qualquer um. Isso acarretava em litígios logo na chegada, uma vez que no meio dos jovens camponeses também chegavam velhos, crianças de peito e mulheres em gravidez avançada. Os problemas não paravam por aí, uma vez que era comum que imigrantes fossem forçados a pagar a sua passagem, mesmo quando tinham direito à passagem gratuita. Os agentes de emigração foram os grandes responsáveis pela vinda em massa de italianos para o Brasil. Em 1892, existiam na Itália 30 agências de emigração e 5 172 subagentes que perambulavam pelo país persuadindo as pessoas a irem para o Brasil. Em 1895, o número de agências havia crescido para 33 e o de agentes para 7 169. Os agentes eram contratados pelas companhias de imigração e eram conhecidos pela sua falta de honestidade. Passavam pelas aldeias nos dias de feira ou mercado, vendendo uma ideia positiva do Brasil, dizendo que era o país do ganho assegurado e onde a propriedade rural estava ao alcance da mão.pg.29 A companhia de imigração La Veloce pagava entre 5 e 25 dólares para o agente que conseguisse convencer uma família a imigrar para o Brasil.
A imprensa da época comparava os agentes aos traficantes de escravos. As aldeias eram inundadas com panfletos e cartas falsificadas de emigrantes que já tinham partido. Porém, muitas vezes essas estratégias não eram suficientes uma vez que, mesmo premidos pela miséria e sendo persuadidos a imigrarem para um país de "ganho assegurado", também era necessário que quem estivesse acenando a possibilidade de emigração fosse uma pessoa que ocupasse um papel na sociedade para oferecer um mínimo de garantias. Nestes casos, eram os próprios prefeitos e vigários e, sobretudo, os secretários municipais e os mestres-escolas que estimulavam as pessoas a emigrar.pg.30

### A viagem de navio

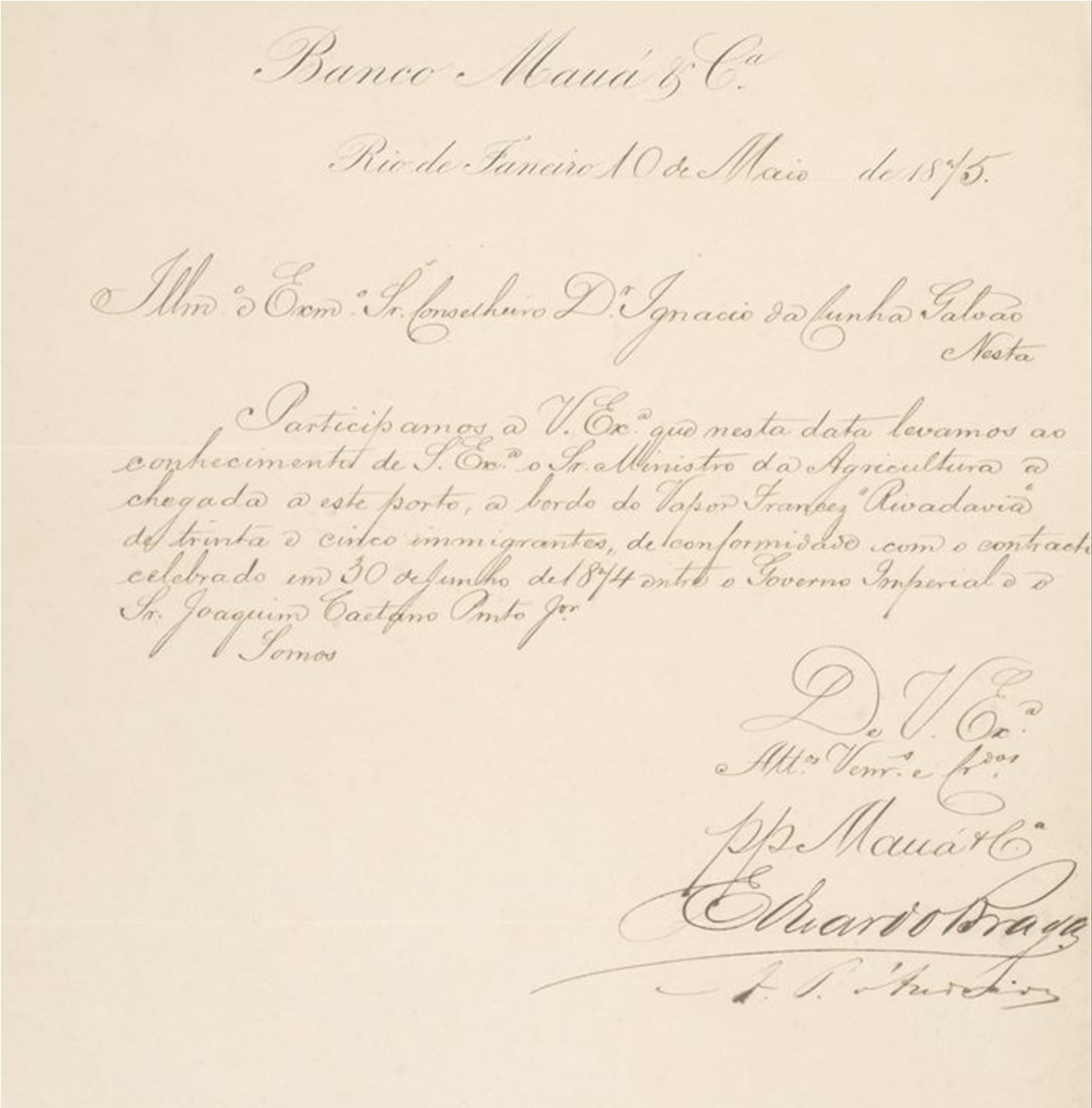
Carta do Banco Mauá ao conselheiro Inácio da Cunha Galvão comunicando a chegada de 35 italianos ao porto do Rio de Janeiro, em conformidade com o contrato estabelecido pelo governo imperial em 1874. O vapor Rivadavia foi o primeiro a transportar imigrantes subsidiados. Arquivo Nacional.

Depois de decidirem imigrar para o Brasil, quase sempre após terem sido persuadidos pelos agentes e subagentes de imigração, a próxima etapa era a viagem migratória. O primeiro desafio era chegar até o porto de embarque. No caso do Norte, era o porto de Gênova e, no Sul, o porto de Nápoles. A ida até o porto, que às vezes era feita a pé, inclusive no inverno, envolvia aldeias inteiras. Antes de partir, vendiam os poucos bens que possuíam. Frequentemente chegavam ao porto vários dias antes do embarque, por má-fé dos agentes, mancomunados com taberneiros e estalajadeiros, que tratavam de abusar dos preços.pg.44
Uma vez dentro do navio, os imigrantes tinham que enfrentar uma viagem naval terrível, com duração entre 21-30 dias, amontoados no navio como passageiros de terceira classe. Não eram raros os envenenamentos por comida estragada, mortes por epidemias e ondas de furtos. Em 1888, em dois navios que transportavam imigrantes para o Brasil, o Matteo Bruzzo e o Carlo Raggio, 52 pessoas morreram de fome e, em 1899, no Frisca, 24 morreram por asfixia.pg.45
Ao desembarcarem nos portos brasileiros, como o porto de Santos, se encantavam com o verde intenso da natureza exuberante do país e estranhavam os homens e mulheres de pele escura que perambulavam pelo porto, os quais os italianos nunca tinham visto em seu país de origem. Encaminhados para as fazendas, muitos imigrantes tiveram que enfrentar uma vida de semiescravidão nas plantações de café, bem diferente dos relatos de paraíso vendido pelos agentes que os persuadiram a abandonar a Itália. Em consequência, um número elevado de imigrantes retornou para a Itália ou reemigrou para outros países. Entre 1882 e 1914, entraram no estado de São Paulo 1 553 000 imigrantes e saíram 695 000, ou seja, 45% do total.pg.65 Entre aqueles que voltaram para a Itália, ficaram na lembrança histórias trágicas que ainda hoje permanecem na memória dos filhos e netos desses imigrantes retornados. Mas também ficou na lembrança memórias positivas do Brasil, das plantações de café, das frutas tropicais que nunca mais iriam provar e, de certo modo, um agradecimento à terra que os havia permitido viver por algum tempo.

### A imigração italiana no sul

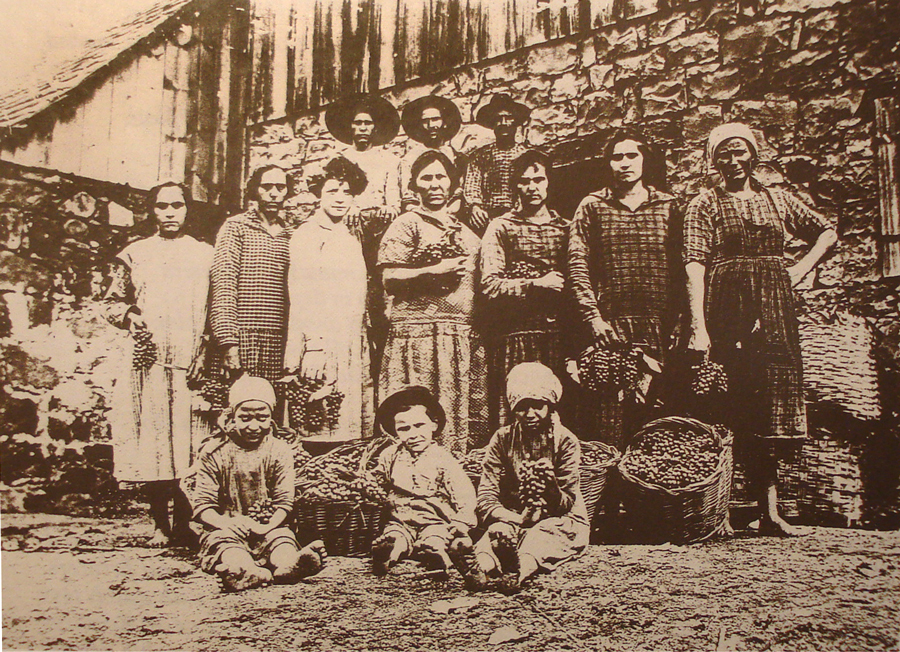
Colonos italianos no sul na colheita da uva, fim do século XIX

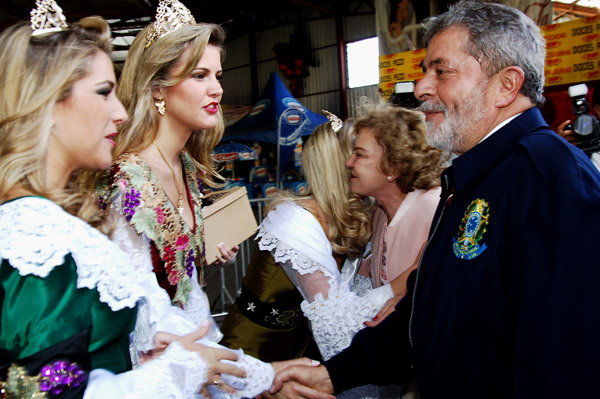
O então presidente do Brasil Lula e membros da comunidade ítalo-brasileira durante a Festa da Uva, 2009.

No Brasil, havia grande disponibilidade de terras e um grande vazio demográfico, que causava preocupação no governo. Atrair imigrantes europeus para ocupar essas regiões foi uma política que existia desde o início do século XIX. Entre 1818 e 1824, foram feitas duas tentativas de colonização por imigrantes, sendo elas Nova Friburgo, no estado do Rio de Janeiro, com suíços, e São Leopoldo, no Rio Grande do Sul, com alemães. Em 1867, as terras públicas disponíveis à colonização mediam 503 965 hectares e em 1861 existiam 33 colônias habitadas por 33 970 estrangeiros. Quatorze anos depois, o número de colônias crescera para 89, sendo 66 delas no Sul (de São Paulo ao Rio Grande do Sul).pg.19
Esse modelo de colonização era bastante limitado, devido à falta de disponibilidades financeiras para levar a cabo um projeto desse porte e à desorganização das iniciativas que envolviam particulares, o Estado e as províncias. Em decorrência, das 96 colônias criadas entre 1846 e 1860, 66 desapareceram sem deixar sinal. A primeira lei orgânica para tratar da colonização data de 1867, integrada por sucessivos decretos nos anos posteriores, até o abandono da política de colonização, no ano de 1914. Os imigrantes recebiam diversos auxílios governamentais, como viagem paga entre o porto do Rio de Janeiro até o núcleo colonial, recebimento de um lote de terra para a família imigrante, que poderia ser pago em oito ou cinco prestações (conforme a área do terreno), uma casa provisória e auxílio para construir uma nova moradia.
Nessa época, foram poucas as colônias que conseguiram prosperar, com exceção das colônias alemãs, mais bem organizadas devido às iniciativas de particulares. O governo brasileiro já assistia, com apreensão, à progressiva germanização das províncias sulinas, haja vista a sua organização e a sua impermeabilidade em relação à população brasileira. É nesse momento que, com a crise afetando as zonas rurais na Itália, se incentivou a vinda de colonos italianos para a região. O Sul do Brasil, nesse período, exercia um poder de atração de italianos, pois contava com disponibilidade de terras, atraindo os que aspiravam se tornar proprietários rurais. Ademais, as notícias de que o clima no Brasil meridional era suficientemente semelhante ao italiano para assegurar o cultivo de produtos aos quais estavam acostumados e tinham conhecimento contribuiu para a corrente migratória italiana ter se concentrado quase que exclusivamente nos estados sulinos, nesse primeiro período de imigração. É importante salientar que a historiografia sempre deu destaque à questão do clima "temperado" do sul como um fator de atração dos imigrantes para a região. Na realidade, a questão climática teve um peso reduzido na escolha em imigrar para aquela região. O que, de fato, contribuiu para esse modelo de colonização europeia ter predominado no sul é que, desde o início, essa região foi a que mais sistematicamente investiu nesse modelo de povoamento com pequenos proprietários estrangeiros. Esse modelo de colonização também foi tentado em outras partes do Brasil, mas os parcos recursos gastos e a falta de organização geraram colônias que prontamente fracassaram.
Os imigrantes que se dirigiram para o Sul do Brasil eram quase todos do Norte da Itália. Isto porque a imigração de italianos do Sul da Itália para o Brasil só se intensificou a partir de 1895, quando a imigração italiana para o Sul do Brasil já estava em plena decadência, pois o fluxo migratório estava se dirigindo maciçamente para o estado de São Paulo. No Rio Grande do Sul, vênetos e lombardos corresponderam a 87% dos imigrantes. Em Santa Catarina, trentinos, vênetos e lombardos formavam a maioria, além de um número reduzido de emilianos. No Paraná, no início da imigração, os vênetos corresponderam a 90% dos imigrantes, caindo para 70% mais tarde. Em 1908, dos 52 núcleos coloniais habitados por italianos no Paraná, 46 eram habitados por vênetos, 3 por meridionais, 1 por friulanos e 1 por imigrantes de várias regiões.

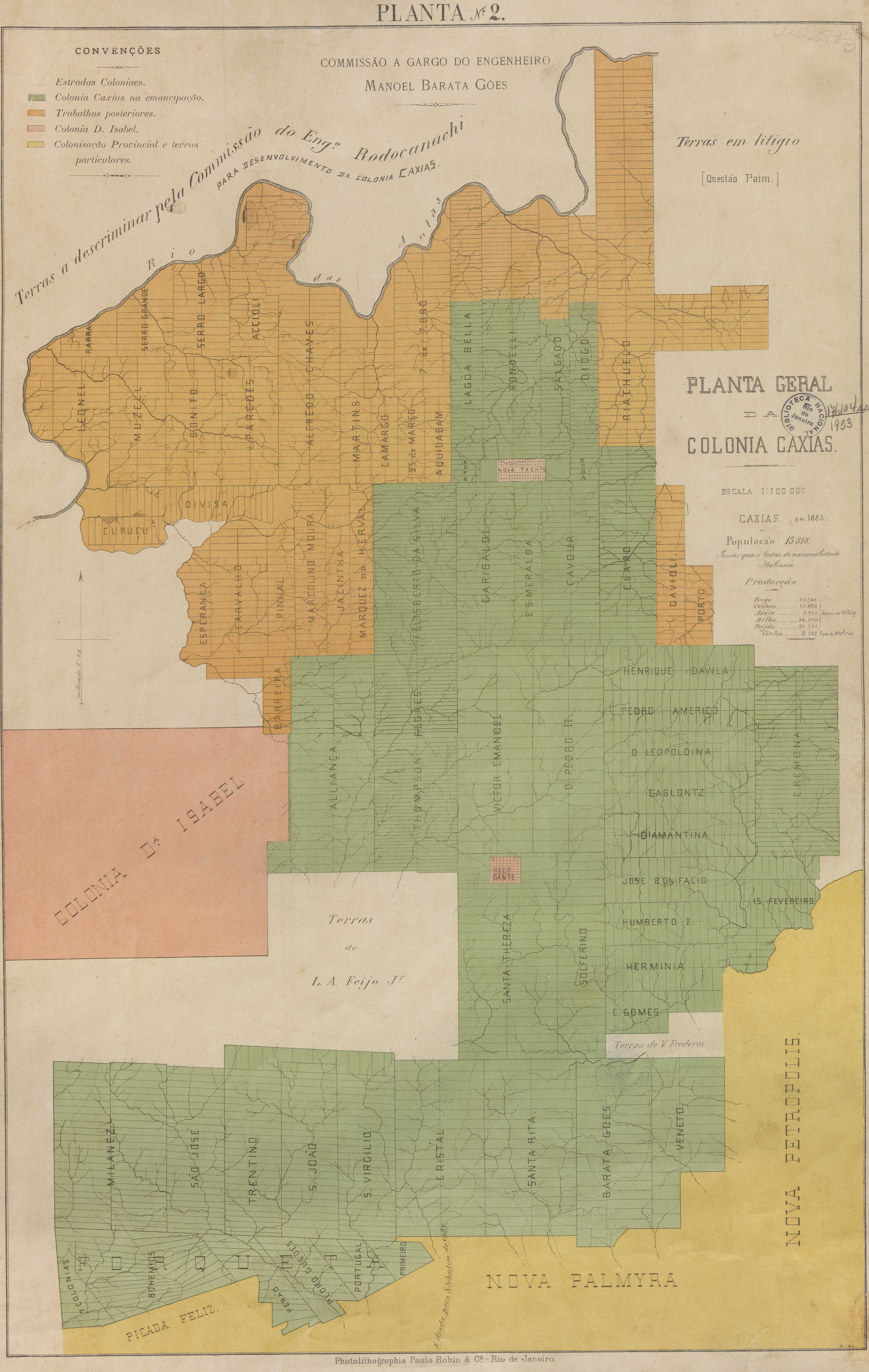
Planta da Colônia Caxias (em verde)

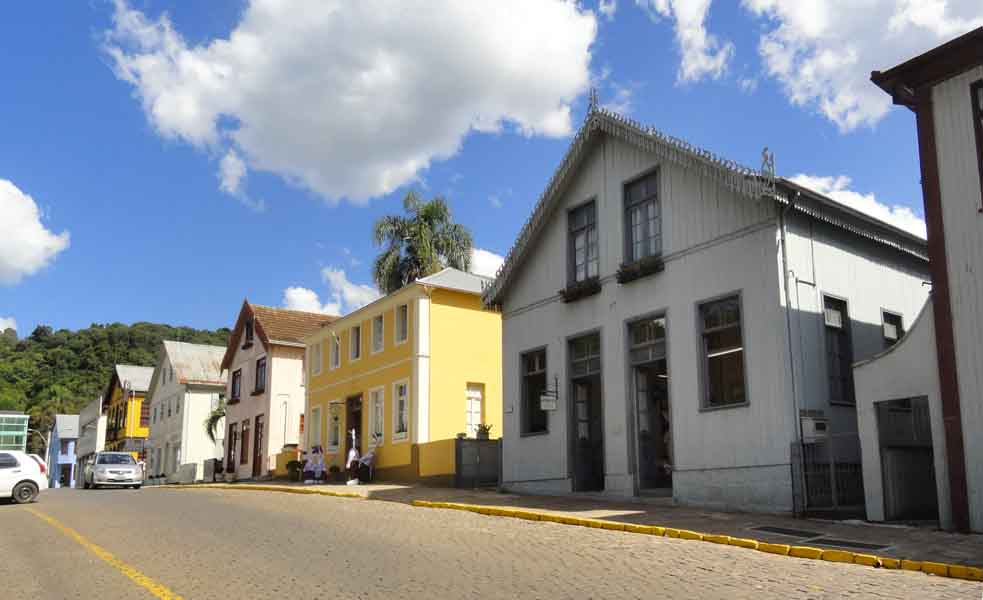
Trecho do Centro Histórico de Antônio Prado, tombado pelo IPHAN.

Os italianos tiveram que ocupar lotes localizados no planalto gaúcho, região coberta pela mata, sem vias de comunicação, tendo que desenvolver uma agricultura de subsistência. Isto porque as terras mais férteis já estavam ocupadas pelos alemães, estimados em número de 70 mil indivíduos, que gozavam de certa prosperidade, devido à sua organização. A emigração italiana para a região foi contínua entre 1875 e 1892, quando entrou em decadência. A colônia de Caxias do Sul, fundada em 1875, foi a que progrediu mais rápido, tornando-se o centro econômico da região colonial italiana no estado. Município autônomo desde 1890, em 1898 já contava com 25 mil habitantes, quase todos italianos. Os colonos apresentavam uma alta taxa de reprodução, com uma média de 8-10 filhos, provocando um excedente populacional que tinha que buscar terras virgens em outras áreas.pg.86
Essas colônias italianas ficavam normalmente em regiões isoladas por matas. Esse isolamento representou barreiras enormes ao seu desenvolvimento, como para escoar a sua produção devido às estradas que foram precariamente construídas e para encontrar mercado consumidor para seus produtos, além de trazer problemas como a falta de acesso à saúde e à educação. Por outro lado, esse isolamento permitiu a manutenção de usos e costumes italianos, onde foi possível a "reprodução orgânica de um tipo de sociedade vêneta de fins do século XIX, tradicionalista e católica". A influência italiana ficou visível no panorama arquitetônico da região, onde até as casas de madeira tinham telhado inclinado para facilitar o deslizamento de uma neve que não viria mais. Mas a influência italiana foi além disso, sendo visível no modelo de família patriarcal, na alimentação (pão, polenta, toucinho) e também na língua, sendo que o dialeto vêneto predominou na região por muitos anos e, ainda hoje, empréstimos linguísticos vênetos são usados nas áreas de colonização italiana.pg.85
Inicialmente, 95% dos italianos nos estados sulinos estavam dedicados à agricultura. Isso se devia a uma carência de demanda em algumas áreas, sobretudo a industrial, praticamente inexistente, e no artesanato urbano. Isso fazia com que alguns operários migrassem para os países da bacia do rio da Prata (Argentina e Uruguai) em busca de outros campos de trabalho. O subproletariado que não desejava viver do trabalho agrícola tinha que procurar as capitais, como Porto Alegre. Com o decorrer do tempo, tanto nas colônias como nos centros urbanos, assistiu-se a uma diversificação das atividades e italianos passaram a se dedicar também ao comércio. Em 1920, as fábricas pertencentes a italianos eram apenas 227 no Rio Grande do Sul, 56 em Santa Catarina e 61 no Paraná, mostrando que a acumulação de poupança não foi muito satisfatória entre os imigrantes italianos no Sul.pg.98
Os italianos se espalharam por várias partes do Rio Grande do Sul, e muitas outras colônias foram criadas por particulares, que vendiam as terras aos italianos. Nessas terras, os imigrantes italianos começaram a cultivar uvas e a produzir vinhos. Atualmente, essas áreas de colonização italiana produzem os melhores vinhos do Brasil. Em Santa Catarina, os colonos que vieram do norte da Itália no final do século XIX fugindo da pobreza se estabeleceram principalmente no sul do estado. Hoje seus descendentes representam quase metade da população catarinense e ocupam posição de destaque na economia através da vinicultura e da produção de grãos, queijos e embutidos. O turismo rural encontra terreno fértil na região de Criciúma, Urussanga e Orleans, onde antigos casarões coloniais e cantinas típicas dividem a atenção com obras de arte como o Paredão do Zé Diabo e o Museu ao Ar Livre, que retrata a vida dos primeiros imigrantes.
Nas colônias do Sul do Brasil, os imigrantes italianos puderam se agrupar no seu próprio grupo étnico, onde podiam falar seus dialetos de origem e manter sua cultura e tradições. A imigração italiana para o Brasil meridional foi muito importante para o desenvolvimento econômico, assim como para a cultura e formação étnica da população.

### Mão de obra italiana para o café no sudeste

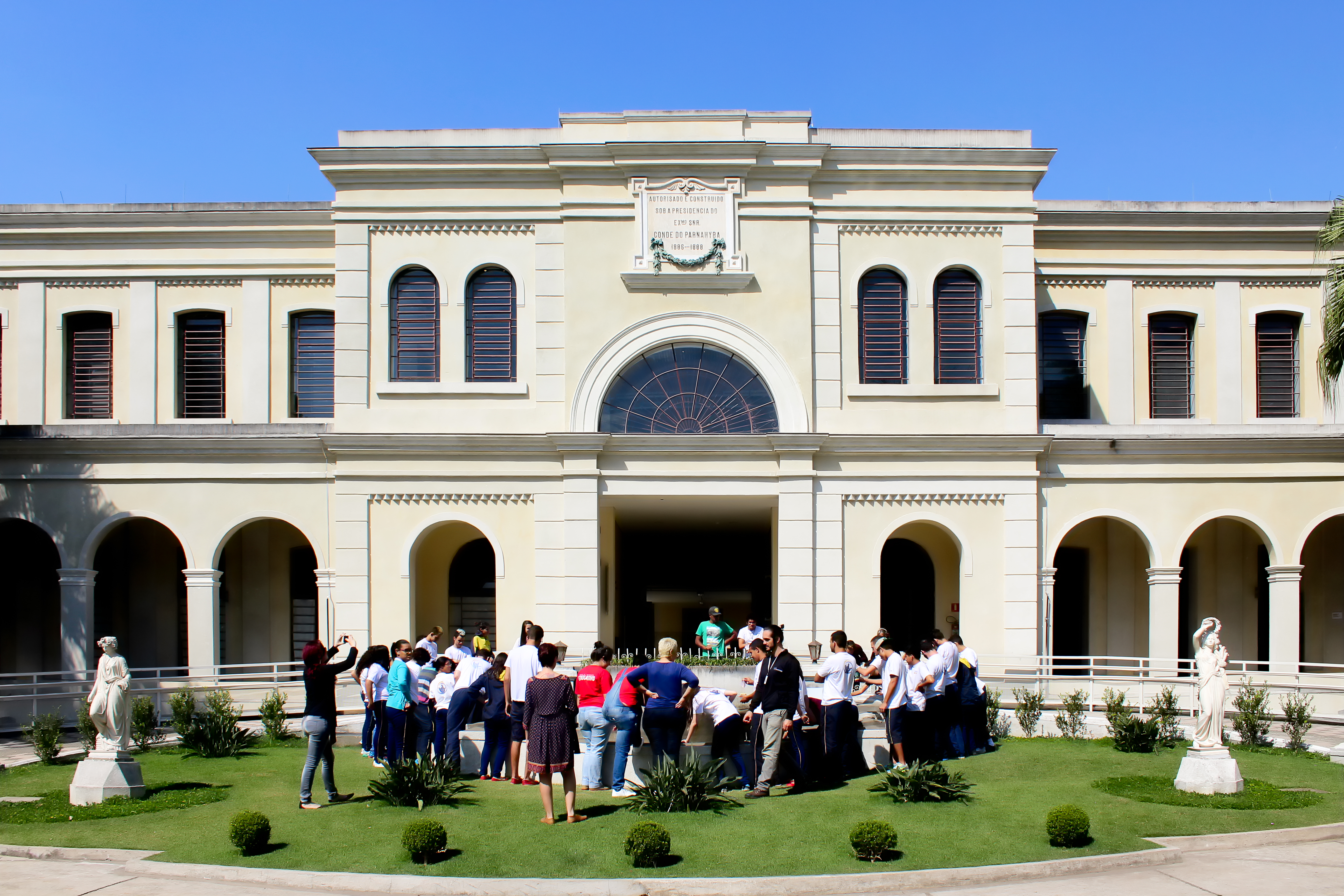
O Memorial do Imigrante, antiga Hospedaria dos Imigrantes, em São Paulo.

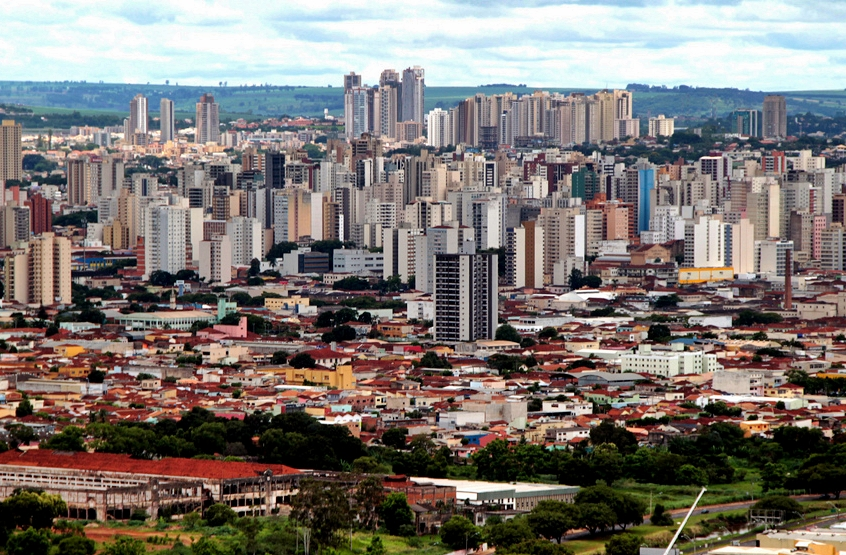
Panorama de Ribeirão Preto. Por volta de 1902, 52% da população da cidade tinha nascido na Itália.

Embora tenha sido a região Sul a pioneira na imigração italiana, foi a Região Sudeste aquela que recebeu a maioria dos imigrantes. Isto se deve ao processo de expansão das lavouras de café em São Paulo (e, em menor medida, também em Minas Gerais). Com o fim do tráfico negreiro, os próprios donos das fazendas de café tratavam de atrair imigrantes italianos para as suas propriedades. Em 1871, foi criado o subsídio federal à imigração. Também na década de 1870, os proprietários de terras pagavam diretamente a viagem e o imigrante tinha que trabalhar nas fazendas com um contrato de cinco anos, devolvendo o valor da passagem paga. A partir da década de 1880, o governo paulista, controlado politicamente pelos fazendeiros, passou a incentivar a imigração italiana com destino aos cafezais, subsidiando 50% das despesas da viagem, mantendo-se o contrato de cinco anos e o ressarcimento.pg.23 A pressão do principal grupo interessado na mão de obra de trabalhadores livres estrangeiros, os cafeicultores paulistas, reorganizou a política de imigração ao longo dessa década, criando um sistema de subvenções para atrair essa mão de obra. Entre 1889 e 1930 (Primeira República Brasileira), ingressaram no país mais de 3,5 milhões de estrangeiros.
O estado de São Paulo absorveu a maioria dos imigrantes italianos que vieram para o Brasil. Este estado foi o destino de 44% da imigração italiana para o Brasil entre os anos de 1820 e 1888, de 67% entre 1889 e 1919, com ênfase entre 1900 e 1909, quando atraiu 79%. O peso demográfico italiano no estado foi enorme: em 1934, italianos e seus filhos representavam 50% da população de São Paulo.pg.107 Além dos vultosos recursos federais destinados à imigração subvencionada, havia as vantagens oferecidas pelo governo estadual para quem quisesse imigrar: pagava-se 75 mil réis por adulto, a metade por meninos de 7 a 12 anos e 20% pelas crianças de 3 a 7 anos. A Sociedade Promotora de Imigração foi criada com o intuito de incentivar a imigração. Não era difícil atrair imigrantes: os jornais paulistas publicavam anúncios convidando os estrangeiros já residentes a chamar parentes para o Brasil, que teriam passagem gratuita. Na sede europeia na Itália, somavam-se milhares de pedidos de pessoas dispostas a ir para o Brasil.pg.110 Em 1887, foi edificada a Hospedaria de Imigrantes no bairro do Brás, onde os imigrantes permaneciam por no máximo oito dias. Lá, eles eram visitados por fazendeiros que lhes ofereciam contratos de trabalho. O contrato era estipulado de forma verbal, sem nenhuma garantia de que fosse integralmente cumprido conforme o combinado. Uma vez aceito o acordo, os imigrantes eram transportados de trem, custeado pelo estado, até a fazenda.pg.23
O incentivo à vinda de imigrantes, porém, deixou de ocorrer com as mudanças políticas em 1930 no Brasil, que levaram, entre outros atos, à promulgação, pelo presidente Getúlio Vargas, do Decreto n.º 19 482, de 12 de dezembro de 1930. Tal decreto restringia a entrada no país de "estrangeiros de terceira classe" durante um ano, a partir de 1.º de janeiro de 1931, com a justificativa de que a entrada desordenada de estrangeiros seria uma das causas das altas taxas de desemprego.

### Os italianos nas cidades brasileiras

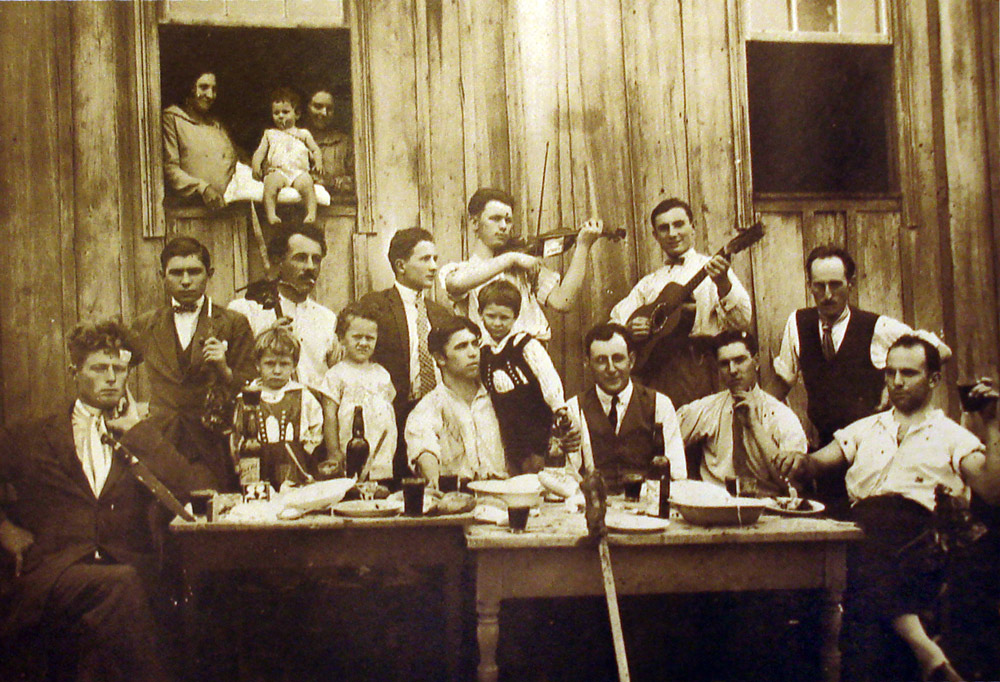
Reunião da família do imigrante Franklin Benvenutti em Caxias do Sul em 1928.

Embora a imigração italiana no Brasil fosse predominantemente rural, muitos italianos também foram diretamente para os centros urbanos brasileiros. É necessário fazer uma distinção entre imigração subsidiada e imigração espontânea. Os imigrantes subsidiados foram aqueles que chegaram ao Brasil com suas passagens de navio pagas pelo governo brasileiro e que foram encaminhados, predominantemente, para trabalharem nas fazendas de café do Oeste Paulista. Tratou-se de uma imigração incentivada pelo Estado brasileiro, sobretudo como meio de substituição do trabalho escravo na agricultura de exportação. Os imigrantes subsidiados eram, em sua maioria, oriundos do Norte da Itália, miseráveis e analfabetos. Por sua vez, os imigrantes espontâneos foram aqueles que chegaram ao Brasil por conta própria, sem qualquer auxílio do governo brasileiro, e que se instalaram principalmente nos centros urbanos. Os imigrantes espontâneos provinham principalmente das províncias mais ao Sul da Itália e formavam um grupo social bastante heterogêneo. Diferentes autores enfatizam que muitos imigrantes espontâneos já chegavam ao Brasil com algum capital, por mínimo que fosse, o que significa que, ainda que pobres, a maioria deles não era de miseráveis. Muitos deles tinham algum grau de instrução e possuíam habilidades específicas (sapateiros, funileiros, ourives e pintores).
A imigração italiana para o Brasil, até o final do século XIX, caracterizou-se pela predominância quase absoluta do imigrante subsidiado, o qual estava submetido aos desmandos das companhias de navegação, "verdadeiras aliciadoras de uma nova forma de tráfico humano". Contudo, a partir do início do século XX, ocorreu uma redução constante e significativa da imigração subsidiada, ao passo que aumentava a chegada dos imigrantes espontâneos. Os principais destinos eram a cidade de São Paulo, que recebeu o maior contingente de italianos,  e a cidade do Rio de Janeiro e seus arredores, pois era a capital do país e um dos portos mais importantes de chegada de imigrantes. Por meio de um levantamento dos moradores do bairro do Bixiga, famoso reduto de italianos na cidade de São Paulo, verificou-se que os italianos desse bairro eram predominantemente oriundos do Sul da Itália, particularmente da Campânia, da Basilicata e da Calábria, com alguns também da Puglia e da Sicília. Verifica-se, portanto, que essa comunidade urbana não tinha relação com o fluxo migratório para as fazendas de café do interior do estado, o qual era composto principalmente por italianos das regiões setentrionais do Vêneto e da Lombardia.
O imigrante italiano no meio urbano brasileiro foi de extrema importância, participando ativamente no desenvolvimento do comércio e de atividades urbanas. Em 1901, dos 50 mil operários fabris de São Paulo, 90% eram italianos. Foram um dos protagonistas no desenvolvimento dos maiores centros urbanos do Brasil.
Ao lado de brasileiros e de outros imigrantes, os italianos trabalharam ativamente nas fábricas que se multiplicavam pelo País. Os salários eram muito baixos, o que forçava os imigrantes a viverem amontoados em cortiços, podendo viver em uma única casa diversas famílias. Surgem então, em São Paulo, bairros como o Brás, a Moóca e o Bixiga, ainda hoje ligados ao passado operário italiano. O trabalho não era exclusivo dos homens: crianças e mulheres italianas formavam parte significativa dos trabalhadores. Com o passar do tempo, o setor terciário das cidades brasileiras cresceu e muitos imigrantes italianos deixaram as indústrias para trabalhar como artesãos autônomos, pequenos comerciantes, motoristas de ônibus e táxi, vendedores de frutas e vegetais, sapateiros, garçons de restaurante. Surgiram então pessoas que se destacaram. Exemplos notáveis foram Francesco Matarazzo, criador do maior complexo industrial da América Latina do início do século XX, tendo sido um dos marcos da modernização no Brasil, e Rodolfo Crespi, que construiu um dos maiores grupos industriais do Brasil na mesma época. Desta forma, membros da comunidade italiana passaram a compor a elite paulista. A maioria dos primeiros grandes industriais de São Paulo vinham da colônia italiana.

## Regiões de origem
| Imigração italiana para o Brasil (1876-1920) | Imigração italiana para o Brasil (1876-1920) | Imigração italiana para o Brasil (1876-1920) | Imigração italiana para o Brasil (1876-1920) | Imigração italiana para o Brasil (1876-1920) |
| Região de Origem                             | Número de Imigrantes                         |                                              | Região de Origem                             | Número de Imigrantes                         |
| -------------------------------------------- | -------------------------------------------- | -------------------------------------------- | -------------------------------------------- | -------------------------------------------- |
| Vêneto                                       | 365 710                                      | Sicília                                      | 44 390                                       |                                              |
| Campânia                                     | 166 080                                      | Piemonte                                     | 40 336                                       |                                              |
| Calábria                                     | 113 155                                      | Apúlia                                       | 34 833                                       |                                              |
| Lombardia                                    | 105 973                                      | Marcas                                       | 25 074                                       |                                              |
| Abruzos-Molise                               | 93 020                                       | Lácio                                        | 15 982                                       |                                              |
| Toscana                                      | 81 056                                       | Úmbria                                       | 11 818                                       |                                              |
| Emília-Romanha                               | 59 877                                       | Ligúria                                      | 9 328                                        |                                              |
| Basilicata                                   | 52 888                                       | Sardenha                                     | 6 113                                        |                                              |
| Total : 1 243 633                            |                                              |                                              |                                              |                                              |

A imigração italiana no Brasil ficou marcada por ter vindo, sobretudo, do Norte da Itália. A grande corrente migratória veio do Vêneto, no Nordeste italiano, região outrora com grandes problemas nas zonas rurais. Porém, a partir do início do século XX, diminuiu a chegada de italianos do Norte, que foram então ultrapassados pelos sulistas, sobretudo da Campânia e da Calábria. Entre 1870 e 1959, dos imigrantes italianos entrados no Brasil, 53,3% vieram do Norte da Itália, 32,1% do Sul e 14,6% do Centro.
Os italianos do Norte emigravam preferencialmente para outros países da Europa. O Brasil e a Argentina foram os únicos países fora da Europa que conseguiram atrair uma migração significativa oriunda do Norte da Itália. Os italianos do Sul, por sua vez, preferiam a imigração transoceânica, sendo os Estados Unidos o destino principal.
Os vênetos predominaram entre os imigrantes italianos no Brasil, enquanto os toscanos eram os mais numerosos dentre aqueles oriundos do Centro da Itália. Entre os do Sul, destacavam-se os campânios, seguidos dos calabreses e abruzenhos. De fato, o Brasil recebeu imigrantes de quase todas as regiões da Itália. Apenas quatro regiões não contribuíram com praticamente nenhuma imigração para o Brasil: Ligúria, Úmbria, Lácio e Sardenha.pg.40
As regiões de origem dos imigrantes variaram no decorrer do tempo. Entre 1878 e 1886, praticamente somente chegaram vênetos e lombardos e meridionais ao Brasil. Entre 1887 e 1895 ficou nítida a predominância dos italianos do Norte. A partir de 1893-95 cresceu a participação dos italianos do Sul, que passaram a predominar a partir de 1898. O Brasil foi o destino principal da imigração transoceânica dos habitantes da Emília-Romanha e da Toscana, entre os anos de 1887 e 1902. Também recebeu 80% da imigração transoceânica oriunda do Vêneto e Friul (mas apenas 20% da sua imigração global).pg.40–41
Os vênetos eram pequenos proprietários de terra na Itália e viam na imigração para o Brasil a possibilidade de se tornarem grandes fazendeiros. Os imigrantes do Sul da Itália, por sua vez, eram braccianti, gente muito pobre que trabalhava em terras alheias.pg.4 Ademais, os vênetos são mais claros que a maioria dos italianos e, em contrapartida, os meridionais são mais morenos. O governo brasileiro incentivava a vinda de europeus para o Brasil, dentre outros motivos, para "aprimorar" os hábitos de trabalho e "estimular" a concorrência entre os trabalhadores brasileiros.pg.104
Os italianos que foram para o Brasil podem ser classificados em três grupos distintos: os meridionais, os setentrionais e os pequenos proprietários vênetos. Os meridionais vieram sobretudo das regiões de Campânia e da Calábria, ao sul da Itália, e emigravam preferencialmente sem família. Privilegiavam as ocupações urbanas (o que não quer dizer que não tenham, também, se dedicado à agricultura). Os setentrionais provinham das regiões ao norte da Itália e eram os trabalhadores braçais sem terra que foram trabalhar ao lado dos escravos e ex-escravos nas plantações de café. Por fim, os proprietários vênetos foram aqueles encaminhados para os núcleos coloniais no interior do Brasil.
Na época da grande imigração, havia uma notável diferenciação interna entre o Norte e o Sul da Península Itálica. A Itália meridional continuava agrária, atrasada e miserável, contrastando com algumas regiões do Norte, que entravam num processo de desenvolvimento e industrialização. Tais diferenças econômicas contribuíram para a formação de estereótipos negativos em relação aos italianos do Sul, que eram vistos pelos do Norte como violentos, pouco civilizados e ignorantes. Esses conflitos internos foram trazidos pelos imigrantes para o Brasil, mas não se perpetuaram no tempo, pois os brasileiros enxergavam todos como sendo italianos, sem fazer essas diferenciações o que, com o tempo, contribuiu para enfraquecer esses sentimentos regionalistas.
Muitos fazendeiros brasileiros tinham uma inclinação em preferir contratar imigrantes do Norte da Itália, pois estes tinham fama de serem mais fáceis de lidar que os italianos do Sul, temidos por sua "agressividade". Somado a isso, os setentrionais emigravam com a intenção de adquirir terras e se tornarem pequenos agricultores, enquanto os meridionais tinham grande aversão em servir os fazendeiros, evitando ao máximo rumar para as zonas rurais. Mas as regiões de procedência dos imigrantes não dependiam somente dos desejos dos fazendeiros, pois as áreas de expulsão demográfica na Itália variaram no decorrer do tempo. Se, por um longo período, o Vêneto foi a região italiana que mais forneceu imigrantes para o Brasil, no final do século XIX já havia sido superado pela região de Campânia.

### Os setentrionais
Os colonos italianos, sobretudo os do norte da Itália, satisfazem melhor aos proprietários. Contentam-se com pouco, são muito econômicos e mais fáceis de dirigir que os colonos alemães, que parecem ter aversão pela cultura do café.
- Delden Laèrne, historiador.
O Vêneto constituiu, por um longo período, a região que mais expulsou imigrantes em direção ao Brasil, principalmente no período entre 1887 e 1895. Neste interregno de apenas oito anos, desembarcaram nos portos brasileiros 246 168 pessoas do Vêneto e do Friul, perfazendo 50% de todos os italianos que lá chegaram.

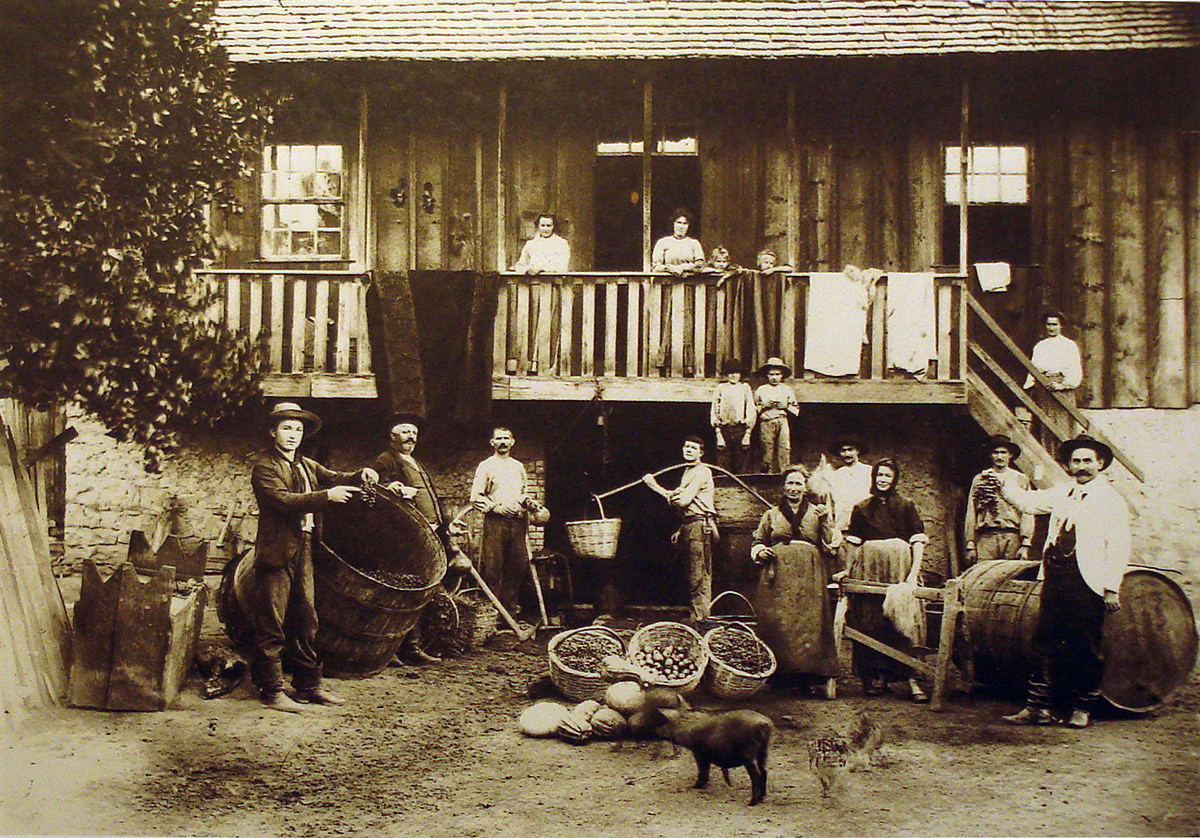
Colonos expõem seus produtos em Caxias do Sul.

As famílias vênetas eram constituídas, em média, de 12 a 15 pessoas, que viviam em torno de um pequeno núcleo do qual eram proprietárias ou trabalhavam na forma de meeiros em terras de terceiros. Essencialmente agrícola, o Vêneto era uma das regiões mais pobres e atrasadas de toda a Itália. Até 1885, os vênetos que foram para o Brasil não eram camponeses destituídos de qualquer capital, mas sobretudo viviam como meeiros, pequenos proprietários e arrendatários. Só emigravam quando as suas propriedades já não ofereciam a quantidade de gêneros suficientes à sua subsistência.
Os vênetos e os lombardos eram os preferidos dos fazendeiros brasileiros, pois eram valorizados por sua parcimônia, frugalidade e docilidade. Em alguns contratos de introdução de imigrantes, aqueles provenientes da Sicília, da Romanha e das Marcas eram explicitamente excluídos, pois eram considerados rebeldes. A historiadora Zuleika Alvim discorda dessa teoria. Para ela, não foi o caráter "dócil e manso" dos vênetos que impressionava os fazendeiros brasileiros, até porque os vênetos "não eram tão dóceis assim". A região vêneta foi a fornecedora de mão de obra predileta para as fazendas de café de São Paulo porque estava afundada numa enorme crise, agravando a miséria dominante.
Os vênetos rumaram tanto para os núcleos coloniais do Sul do Brasil quanto para as fazendas de café. A cidade não era o seu objetivo e, quando nela terminavam, era por total falta de opção, quando a proletarização se mostrava a única alternativa. Os setentrionais imigravam preferencialmente com a família, trazendo esposa e filhos, o que demonstrava a sua intenção, a priori, de se fixar em definitivo no Brasil.

### Os meridionais

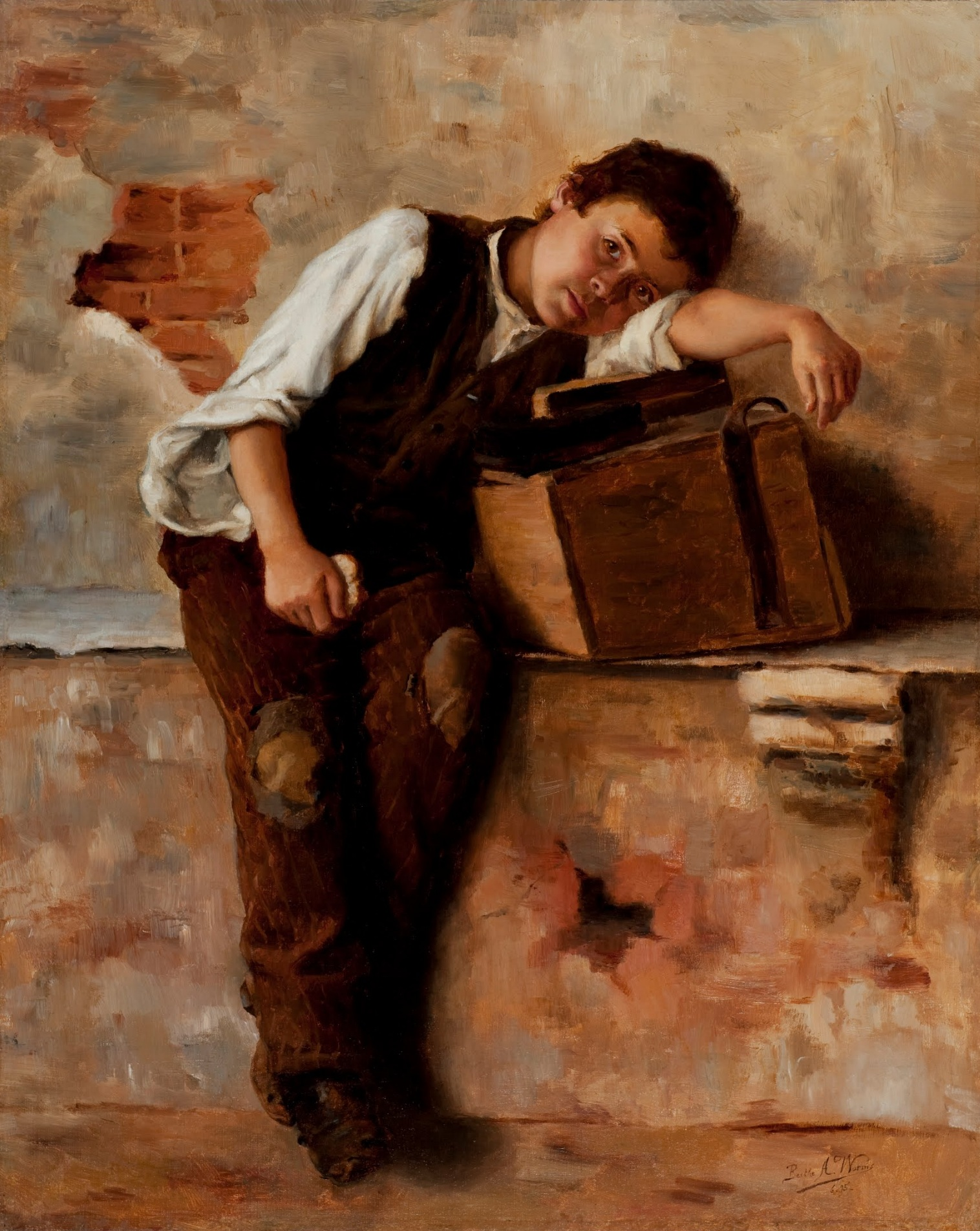
Saudades de Nápoles (1895). Pintura de Bertha Worms. A obra retrata um menino italiano engraxate, figura bastante comum nas ruas de São Paulo na época.

Após 1895, a imigração setentrional, sobretudo a vêneta, caiu e foi superada pela meridional. O Sul da Itália tinha características diferentes, uma vez que apresentava resíduos de feudalismo, uma agricultura pobre, com técnicas rudimentares, sem nenhuma mecanização. As terras, em geral, eram monopolizadas por grandes proprietários rurais, divididas em pequenos pedaços, dificultando o sustento e incentivando a emigração. No século XIX, a derrubada das áreas florestais no Sul da Itália provocou uma brusca mudança climática. Com a erosão do solo, eram frequentes as inundações e os deslizamentos. O período de seca durava aproximadamente 6 meses, seguido de outro semestre com chuvas constantes. Em decorrência da devastação ecológica, houve a propagação da malária nas terras baixas, empurrando a população para as colinas altas, longe das planícies mais férteis. Isso obrigava o agricultor a ter que se deslocar por longas distâncias diariamente, inibindo o sucesso das pequenas propriedades.
As faltas de perspectivas econômicas empurravam muitas pessoas para o mundo do crime. No período entre 1890 e 1897, época em que o nível salarial era baixíssimo na Sicília, o banditismo tornou-se um meio de vida para muitas pessoas. Muitos camponeses tinham que ir para o trabalho carregando armas de fogo para se protegerem de eventuais ataques. Na Basilicata e na Calábria os bandidos eram, muitas vezes, protegidos pela polícia e pelos senhores de terra, o que contribuiu para a perpetuação do crime na região. Entre 1880 e 1886, a média anual de homicídios na Calábria era de 33,6 homicídios por 100 mil habitantes. O banditismo diminuiu na região graças à grande imigração de jovens do sexo masculino, os mais propensos a cair no mundo do crime, para os países das Américas (o que também propiciou a migração do banditismo italiano para as Américas, sobretudo para Nova Iorque e Chicago e outras cidades menores americanas, onde encontraram um ambiente propício à propagação das máfias). No Brasil, a atuação de criminosos italianos também existiu, havendo uma predominância de meridionais envolvidos. Como exemplo, pode ser citada a quadrilha de Francisco Mangano, que aterrorizou o município de São Carlos, no interior de São Paulo, entre 1895 e 1897. A quadrilha, formada por imigrantes calabreses, promovia assaltos a pessoas, bancos, arrombamentos de casas e lojas, incêndios, tentativas de extorsão, roubos a trens, entre outros. Porém, o envolvimento de italianos no mundo do crime no Brasil foi excepcional, pois não havia um ambiente favorável à sua atuação, ao contrário do que ocorreu em algumas cidades dos Estados Unidos, onde eles eram inclusive mancomunados com a polícia e as elites locais.
A emigração meridional se concentrou nos países das Américas, sobretudo nos Estados Unidos, seguidos da Argentina e do Brasil. Em muitos casos, era mais barato imigrar para o continente americano do que para outros países da Europa. Os italianos do Sul se concentraram no estado de São Paulo. Predominava a emigração de homens que partiam sozinhos, com a intenção de trabalhar temporariamente no Brasil e retornar para a Itália. Os calabreses que emigravam para o Brasil provinham sobretudo da província de Catanzaro. Cerca de 70% eram homens, 80% eram adultos e somente 20% chegavam acompanhados da família. A maioria exercia ocupações rurais na Calábria: pequenos proprietários, trabalhadores rurais contratados ou diaristas.
Para os italianos do Sul, as zonas rurais remetiam à miséria e ao desemprego que viviam na Itália. O sonho de se tornarem proprietários rurais, tão presente entre os imigrantes vênetos que foram para o Brasil, não era compartilhado pelos meridionais. Por isso, ao chegarem ao Brasil, evitavam ao máximo ter que se empregar como trabalhadores rurais, preferindo rumar para as cidades ou se empregar como camaradas nas fazendas de café, onde exerciam serviços como de carreteiro e pedreiro.
Nas ruas de São Paulo e de outros centros urbanos, os meridionais se destacavam como comerciantes ambulantes, engraxates, carregadores e cocheiros. Em São Paulo, um observador relatou a presença de "numerosos moleques italianos, rotos e descalços, que vendem os jornais da cidade e do Rio de Janeiro, importunando os transeuntes com suas ofertas e seus gritos de malandrinhos da rua".

## Por região
Apenas seis estados brasileiros concentraram a quase totalidade da imigração italiana no Brasil. Eles foram, em ordem de importância, São Paulo, Rio Grande do Sul, Minas Gerais, Espírito Santo, Santa Catarina e Paraná. O estado de São Paulo foi, de longe, aquele que mais recebeu imigrantes no Brasil. Dos cerca de 1,5 milhão de italianos que imigraram para o Brasil entre os anos de 1875 e 1935, 1,2 milhão deles foram para São Paulo, 100 mil para o Rio Grande do Sul, 60 mil para Minas Gerais, 25 mil para o Espírito Santo, 25 mil para Santa Catarina e 20 mil para o Paraná.
São Paulo e Minas Gerais tiveram uma política imigratória muito semelhante: atrair italianos para substituírem os escravos como mão de obra nas fazendas de café. Os outros estados, por outro lado, atraíam imigrantes visando convertê-los em pequenos proprietários agrícolas. O estado do Rio de Janeiro e, sobretudo, a sua capital, também foi um destino relevante de imigrantes italianos. Mas estes vinham, sobretudo após o ano de 1900, não diretamente da Itália, mas de outros estados brasileiros, atraídos pelas oportunidades de empregos urbanos. Para as outras regiões do Brasil, a imigração italiana foi bastante exígua. Foram feitas tentativas de colonização italiana tanto no Norte como no Nordeste do Brasil, mas todas fracassaram e não tiveram continuidade.

### Espírito Santo
O Espírito Santo abriga uma das maiores colônias italianas do Brasil. Os imigrantes foram atraídos para o estado a fim de ocupar inicialmente a região das serras. Os imigrantes foram obrigados a enfrentar a mata virgem e foram abandonados pelo governo à própria sorte. A situação de miséria vivida por muitos colonos fez com que, em 1895, o governo italiano proibisse a emigração de seus cidadãos para o Espírito Santo.
Entre 1812 e 1900, entraram no estado do Espírito Santo 43 929 imigrantes, dos quais 32 900 eram italianos, ou seja, 75% do total. Após o ano de 1900, pouquíssimos italianos ainda entraram no estado, somente 121 indivíduos. Cerca de 93% dos imigrantes italianos que foram para o estado provinham de regiões do Norte da Itália. Cerca de 40% eram provenientes da região do Vêneto, 20% da Lombardia, 14% do Trentino-Alto Ádige, 10% da Emília-Romanha, 5% do Piemonte, 4% do Friul-Veneza Júlia, 2% das Marcas e 2% de Abruzos, 1% da Toscana e 1% de Campânia e outro porcento de outras regiões.
Algumas fontes afirmam que 60% da população do Espírito Santo é formada por descendentes de italianos. A historiadora Maria Cristina Dadalto critica essa informação que, segundo ela, é um "mito". Não existe nenhuma pesquisa que comprove esse dado, mas "uma profícua produção literária produzida sobre a imigração italiana no estado ajudou a construir e a fortalecer este mito".

### Minas Gerais

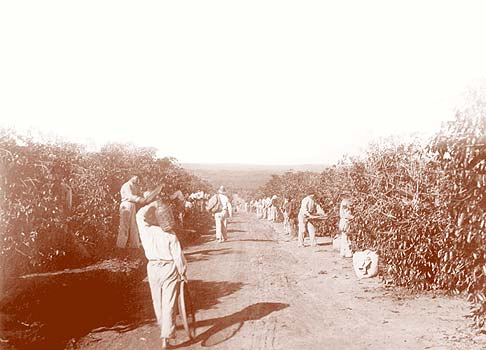
A maioria dos italianos vieram para o Brasil para trabalhar em fazendas de café do sudeste

Minas Gerais recebeu o terceiro maior fluxo de imigrantes italianos que veio para o Brasil, atrás somente dos estados de São Paulo e do Rio Grande do Sul. Cerca de 60 mil italianos se dirigiram para esse estado durante o período da imigração. De forma bem semelhante ao estado de São Paulo, os italianos também foram atraídos para Minas Gerais com o objetivo de aumentar a força de trabalho nas lavouras de café. Mas os resultados da política de imigração em Minas foram bem menos significativos, uma vez que o estado obrigava os imigrantes e os próprios fazendeiros a pagarem parte da passagem de navio, enquanto o estado de São Paulo cobria todos os gastos. Por fim, em 1898, uma grave crise financeira atingiu o estado, que suspendeu a imigração subsidiada.
Minas passou a incentivar a vinda de italianos sobretudo a partir do ano de 1887. Todavia, foi só a partir de 1894 que o estado fez contratos que aumentaram o fluxo de imigrantes. Em 1895, entraram no estado 6 422 italianos, número que saltou para 18 999 em 1896, decrescendo para 17 303 em 1897. A partir de então, o número de imigrantes chegando ao estado caiu drasticamente (2 111 em 1898 e apenas 41 imigrantes em 1901).pg.101
Muitos aportavam no Rio de Janeiro, ficando hospedados na Hospedaria de imigrantes da Ilha das Flores por alguns dias, mas já vinham contratados pelo governo da província de Minas Gerais e depois, com a República, estado de Minas Gerais. Após seu registro na Ilha das Flores, embarcavam em trens que os levavam até Petrópolis e de lá seguiam até Juiz de Fora pela recém inaugurada Estrada União e Indústria. Chegando a Juiz de Fora, hospedavam-se na Hospedaria Horta Barbosa, a maior hospedaria do estado, que funcionava como ponto de acolhida dos imigrantes. Tinha capacidade para seiscentas pessoas, mas era comum ficarem alojadas cerca de quatro vezes esta capacidade, durante a "quarentena", período que os imigrantes tinham para se organizar e se submeter aos controles de saúde. Durante este período, existiam relatos de sujeira, promiscuidade e falta de higiene. Lá aguardavam a chegada dos fazendeiros que faziam a seleção dos braços mais fortes para trabalhar nas suas propriedades. A localização da hospedaria era estratégica, já que Juiz de Fora era na época, o mais importante centro de produção de café de Minas Gerais, além de estar muito próxima do Rio de Janeiro.
Os italianos que foram para Minas provinham de várias regiões da península. Os registros de imigrantes que foram para o município de Leopoldina mostram que eles provinham de quatorze regiões diferentes do norte, centro e sul da Itália. Minas Gerais foi o único estado brasileiro que recebeu número significativo de imigrantes da ilha da Sardenha, região italiana que pouco contribuiu com a imigração para o Brasil. Isso foi resultado de uma persistente propaganda para atrair imigrantes da Sardenha, embora a maioria tenha regressado para a Itália no prazo de dois anos. Minas Gerais também foi uma meta imigratória de muitos italianos da região da Emília-Romanha, também fruto de uma propaganda agressiva que se deu na região, visando atrair mão de obra para as lavouras de café mineiras, sobretudo após a abolição da escravatura, em 1888.
| 4 410 | 6 422 | 18 999 | 17 303 | 2 111 | 650 | 21 | 41 |

### Paraná
Os primeiros italianos a imigrar para o Paraná foram os vênetos, a partir de 1875, alocados em colônias próximas à Paranaguá, nas regiões de Morretes e Antonina. A Colônia Alexandra e posteriormente a Colônia Nova Itália tiveram vários problemas, sendo que seus moradores foram posteriormente remanejados para regiões mais próximas da capital.
Em 1900, viviam no estado do Paraná mais de trinta mil italianos, espalhados por catorze colônias etnicamente italianas e outras vinte mistas. No início, a maior parte dos imigrantes trabalhou como colonos autônomos porém, com o desenvolvimento do café, passaram a compor a mão de obra da região. As maiores colônias prosperaram na Região Metropolitana de Curitiba, sendo o município de Colombo (localizado na Grande Curitiba) a maior colônia italiana do Paraná. A Colônia Alfredo Chaves (que posteriormente se tornaria a cidade de Colombo) foi uma das quatro onde se concentraram os primeiros italianos que chegaram ao estado. As outras são a Senador Dantas (que deu origem ao bairro curitibano Água Verde), a Santa Felicidade (atual pólo gastronômico da capital paranaense) e a Colônia de Santa Maria do Tirol, localizada no município de Piraquara (na Grande Curitiba). A influência italiana se faz presente em todas as regiões do estado (como no norte do estado, com o vocábulo terra roxa, oriundo da confusão da língua italiana para a cor vermelha - "terra rossa").
Em Curitiba chegaram a partir de 1872, estabelecendo-se como agricultores em vários núcleos coloniais da região, que posteriormente deram origem aos atuais bairros de Pilarzinho, Água Verde, Umbará e Santa Felicidade (tradicional bairro de cultura e gastronomia italiana da capital paranaense), por exemplo. Com o passar do tempo adotaram outras atividades, incluindo industriais e comerciais.
Fato inédito no Brasil, a Colônia Cecília foi a primeira experiência anarquista no país; fundada em 1890 no atual município de Palmeira por um grupo de libertários mobilizados pelo italiano Giovanni Rossi, os colonos plantaram mais de oitenta alqueires de terra - em área que lhes fora cedida pelo imperador Pedro II do Brasil, pouco antes da proclamação da República - e construíram mais de dez quilômetros de estrada, numa época na qual inexistiam máquinas, tratores ou guindastes de transporte de terras. Nos quatro anos de existência da colônia, sua população chegou a atingir cerca de 250 pessoas. O experimento da Colônia Cecília terminou por vários motivos, tanto econômicos como socioculturais.
Outras cidades receberam imigrantes italianos: além de municípios da Microrregião de Paranaguá (na Serra do Mar e litoral) e a capital, cidades da Grande Curitiba (como São José dos Pinhais, Araucária, Campo Largo, Piraquara, Cerro Azul e Colombo), assim como do interior receberam significativo número de imigrantes.

### Rio de Janeiro
Ao contrário do que sucedeu no restante do Brasil, no Rio de Janeiro os imigrantes italianos eram majoritariamente urbanos, trabalhando principalmente na indústria e no comércio. Em 1900 viviam no estado 35 mil italianos, a maioria na própria cidade do Rio de Janeiro, e o restante nas colheitas de café.
Os italianos que foram para o Rio de Janeiro se diferenciavam pois eram sobretudo meridionais, oriundos especialmente das províncias de Cosenza, Potenza e Salerno e, em número menor, também de Nápoles, Caserta e Reggio Calábria. Isto porque os italianos do Sul preferiam se dedicar às ocupações urbanas, sendo que a então capital do Brasil oferecia uma série de profissões alternativas.pg.102

### Rio Grande do Sul

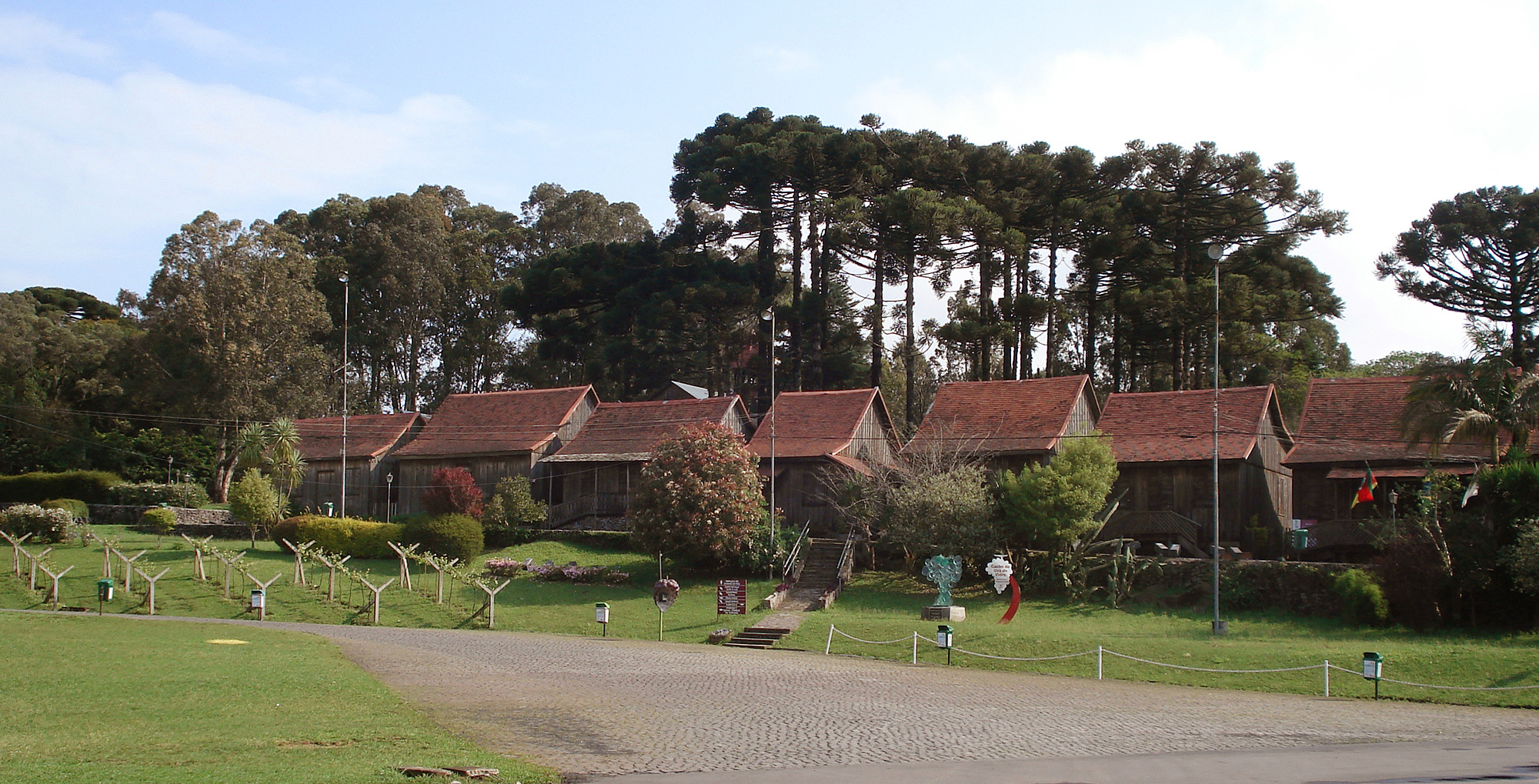
Parte da réplica da antiga Caxias do Sul, no parque de exposições da Festa da Uva, em Caxias do Sul, Brasil.

No estado do Rio Grande do Sul os primeiros imigrantes desembarcaram em 1875, para substituírem os colonos alemães que, a cada ano, chegavam em menor quantidade. Os colonos italianos foram atraídos para a região para trabalharem como pequenos agricultores e lhes foram reservadas terras selvagens na encosta da Serra Gaúcha.
Na região foram criadas as primeiras três colônias italianas: Conde D’Eu, Dona Isabel e Campo dos Bugres, atualmente as cidades de Garibaldi, Bento Gonçalves e Caxias do Sul, respectivamente. Com o tempo, os italianos passaram a subir as serras e a colonizá-las. Com o esgotamento de terras na região, esses colonos passaram a migrar para várias regiões do Rio Grande. A base da economia na região italiana do Rio Grande foi, e continua a ser, a vinicultura.
No centro do estado foi criada a Quarta Colônia de Imigração Italiana, o primeiro reduto de italianos fora da Serra Gaúcha e que originou municípios como Silveira Martins, Ivorá, Nova Palma, Faxinal do Soturno, Dona Francisca e São João do Polêsine. Nesse último, está a localidade de Vale Vêneto, nome dado para fazer homenagem a tal região italiana.pg.4
Outras colônias italianas foram criadas e deram origens a cidades como Caxias do Sul, Farroupilha, Bento Gonçalves, Garibaldi, Flores da Cunha, Antônio Prado, Veranópolis, Nova Prata, Encantado, Nova Bréscia, Coqueiro Baixo, Guaporé, Lagoa Vermelha, Soledade, Sananduva, Cruz Alta, Jaguari, Santiago, São Sepé, Caçapava do Sul e Cachoeira do Sul. Essas são as principais colônias italianas do estado. Estima-se que imigraram para o Rio Grande 100 mil italianos, entre 1875 e 1910. Em 1900, já viviam no estado 300 mil italianos e descendentes. A língua italiana também é de ensino obrigatório nas escolas de Antônio Prado.

### Santa Catarina

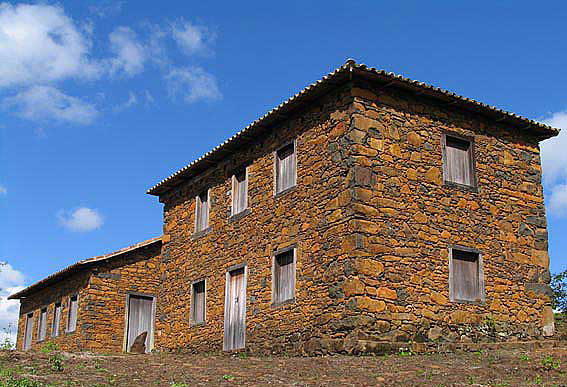
Casa de pedra em Nova Veneza, marco da colonização italiana.

Cerca de 95% dos italianos que chegaram ao estado de Santa Catarina eram do norte da Itália, dos atuais estados do Vêneto, Lombardia, Friul-Veneza Júlia e Trentino-Alto Ádige. Porém, os primeiros imigrantes italianos que chegaram ao estado, em 1836, eram oriundos da Sardenha, fundando a colônia de Nova Itália (atual São João Batista). Esses imigrantes pioneiros chegaram em número reduzido e pouco influenciaram na demografia do estado. Foi mais tarde, a partir de 1875, que passou a ser assentado no estado número maior de imigrantes italianos. Foram criadas, assim, as primeiras colônias italianas do estado: Rio dos Cedros, Rodeio, Ascurra e Apiúna, todas estas no entorno da colônia alemã de Blumenau, servindo assim, os italianos, como a ponta de lança deste núcleo germânico. Neste mesmo ano, imigrantes do Trentino fundaram Nova Trento, e em 1876 foi fundado Porto Franco (hoje Botuverá). Os italianos instalados nestas primeiras colônias provinham majoritariamente da Lombardia e do Trentino, o qual pertencia na época ao Império Austro-Húngaro.
Diversas outras colônias foram criadas nos anos seguintes, sendo o sul de Santa Catarina o principal foco de colonização italiana do estado. Nesta região foram fundadas Azambuja em 1877, Urussanga em 1878, Criciúma em 1880, a colônia mista de Grão-Pará em 1882, o núcleo Presidente Rocha (hoje Treze de Maio) em 1887, os núcleos de Nova Veneza, Nova Belluno (hoje Siderópolis) e Nova Treviso (hoje Treviso) em 1891, e Acioli de Vasconcelos (hoje Cocal do Sul) em 1892. No sul do estado os imigrantes provinham principalmente do Vêneto, e, em menor número, da Lombardia e de Friul-Veneza Júlia. Os imigrantes se dedicaram principalmente ao desenvolvimento da agricultura e à mineração do carvão, sendo eles imprescindíveis na formação desta região. Os eventos que mais caracterizam essa colonização no sul do estado são as festas típicas, como a Festa do Vinho e o Ritorno alle origine, ambos no município de Urussanga.
A chegada de italianos ao estado terminou em 1895, quando um número já reduzido de colonos chegaram para colonizar a comunidade de Rio Jordão, no sul do estado. Principalmente pela guerra civil que estourou no país com a Revolução Federalista e pelo contrato da república que deixava a imigração subsidiada a cargo dos estados, os italianos pararam de adentrar aos portos catarinenses.
A partir de 1910, milhares de gaúchos migraram para Santa Catarina, entre eles, milhares de descendentes de italianos. Esses colonos ítalo-brasileiros colonizaram grande parte do Oeste catarinense. Muito da cultura ainda é preservada nos antigos focos de colonização, principalmente na culinária, e na linguagem.

### São Paulo

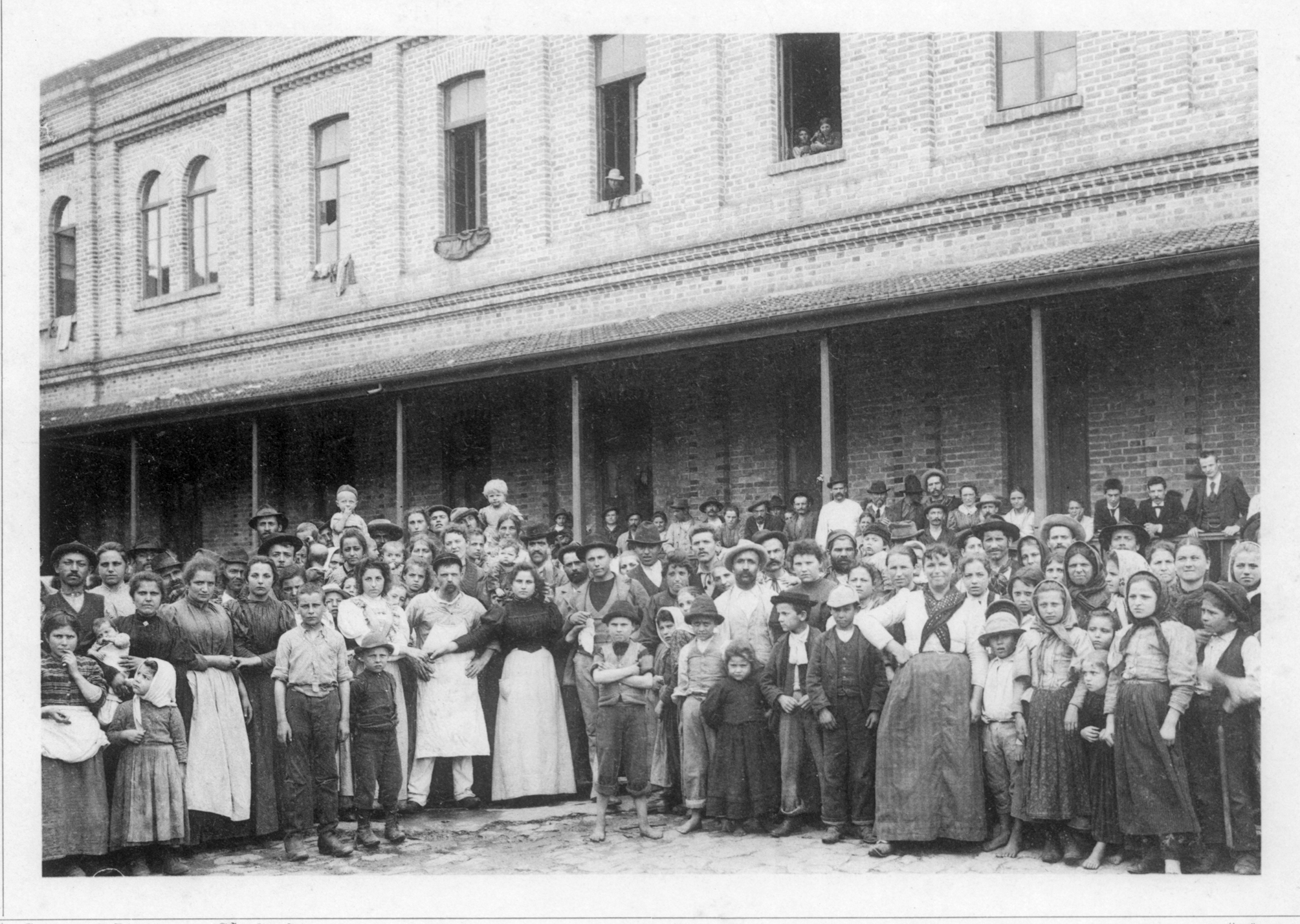
Imigrantes posando para fotografia no pátio central da Hospedaria dos Imigrantes, São Paulo, ca. 1890.

Até 1920, o estado de São Paulo havia recebido aproximadamente 70% dos imigrantes italianos que vieram para o Brasil, representando 9% da sua população total, pelo fato de as fazendas de café terem se concentrado nessa região e de esse estado ter investido grande quantia de dinheiro subsidiando a passagem dos imigrantes. Até o ano de 1920, deram entrada nesse estado 1 078 437 italianos.
São Paulo recebeu imigrantes de diversas regiões da Itália. Nos registros paroquiais de São Carlos, cidade produtora de café no interior de São Paulo, para o período compreendido entre 1880 e 1914, foi-se registrado que, dentre os italianos que ali se casaram, 29% dos homens e 31% das mulheres eram oriundos do Norte da Itália, sendo o Vêneto a região mais bem representada, com 20% dos homens e 22% das mulheres, seguido da Lombardia com 5% dos homens e 6% das mulheres. Os italianos do Sul também eram bastante numerosos, correspondendo a 20% dos homens e 15% das mulheres de nacionalidade italiana. Calábria, com 7% dos homens e 5% das mulheres e Campânia, com 6% dos homens e 5% das mulheres eram as regiões sulistas que mais mandaram imigrantes para São Carlos.

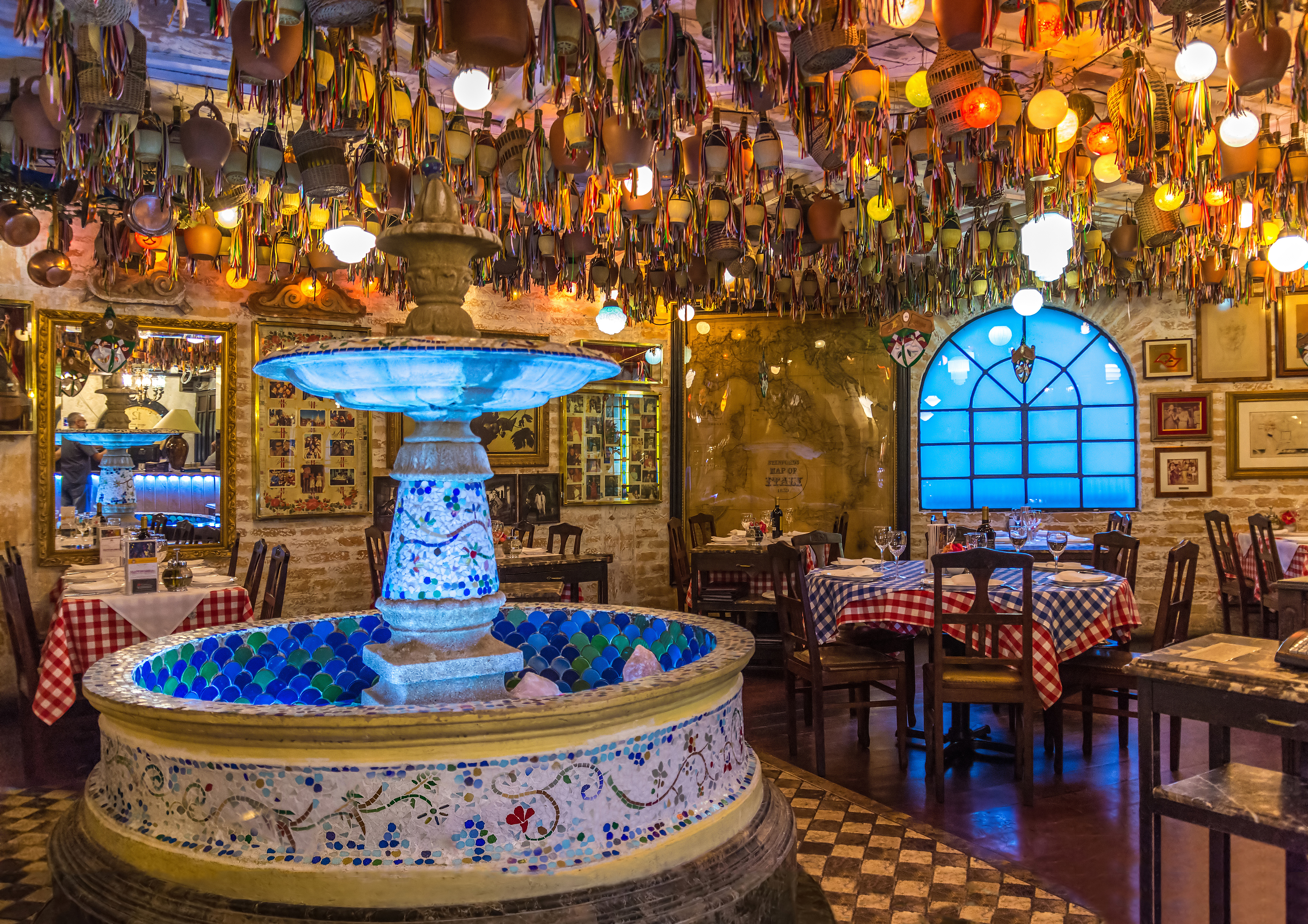
Restaurante italiano Famiglia Mancini, em São Paulo.

Em São Paulo, assim como no resto do Brasil, havia a tendência dos imigrantes do Norte da Itália rumarem para a zona rural, enquanto os do Sul preferiam se dedicar às ocupações urbanas. Isso explica o fato de, na cidade de São Paulo, os meridionais terem dominado bairros inteiros, como foi o caso do Bixiga, do Brás e da Mooca, habitados especialmente por imigrantes oriundos da Calábria e de Campânia.
Ouve-se falar o italiano mais em São Paulo do que em Turim, em Milão e em Nápoles, porque entre nós se falam os dialetos e em São Paulo todos os dialetos se fundem sob o influxo dos vênetos e toscanos, que são em maioria (Gina Lombroso, viajante italiana em São Paulo no início do século XX). Em 2013, viviam em São Paulo aproximadamente quinze milhões de italianos e descendentes, representando cerca de 34% da população do estado.

### Centro-Oeste
Praticamente não houve imigração italiana para a região Centro-Oeste do Brasil. A maior parte das pessoas de origem italiana da região são migrantes oriundos do Sul do Brasil. A partir da década de 1970, a falta de oportunidades no interior do Sul fez com que milhares de sulistas migrassem para o Centro-Oeste, em especial para o Mato Grosso do Sul. Entre esses migrantes, figuravam milhares de ítalo-brasileiros.

### Norte e Nordeste
O Norte e o Nordeste do Brasil também tentaram atrair imigrantes italianos, mas sem grande sucesso. Entre 1898 e 1902, foi publicada em Gênova uma revista quinzenal, a L'Amazzonia, que tecia elogios sobre os estados do Pará e do Amazonas, com o intuito de persuadir italianos para lá imigrarem. Mas contra o Norte e Nordeste pesavam a pobreza local e a dificuldade de adaptação dos imigrantes ao clima da região. Mesmo assim, entre 1891 e 1899, foram feitas quatro tentativas de colonização envolvendo camponeses italianos. As primeiras diziam respeito à Bahia e Pernambuco, porém ambas malograram: a tentativa baiana fracassou imediatamente e a colônia, de imigrantes provenientes da Emília-Romanha e das Marcas, logo se dissolveu; e a tentativa pernambucana também não deu frutos, pois das 40 famílias italianas trazidas para a região de Suassuma, 38 solicitaram e foram transferidas para São Paulo às custas do governo federal alguns meses após a chegada, e as duas famílias que restaram voltaram para a Itália em 1898.pg.105 Assim, a imigração para Pernambuco foi pequena e concentrada ao longo do litoral ou na capital, com italianos provenientes principalmente das províncias de Cosenza, Salerno e Potenza.pg.106 Já na Bahia, a comunidade italiana, embora pequena, era provavelmente a mais numerosa dentre os estados de sua região no fim do século XIX, e proveniente quase que totalmente de Cosenza.pg.106

#### Bahia
Pode-se notar a imigração, meados do século XIX, em Salvador onde operavam agentes comerciais, companhias de navegação e representantes diplomáticos de todos os principais países, dentre os quais três dos maiores estados que compunham então a Península italiana: o Reino das Duas Sicílias, o Estado Pontifício e o Reino de Sardenha. Em 1850, o consulado da monarquia piemontesa estimava em acerca de 150 o número de súditos ali residentes, os quais pertenciam quase todos à colônia de genoveses que, desde 1820, habitava na cidade portuária . Esta devia ser a maior coletividade peninsular em Salvador, mesmo que muitos deles fossem marinheiros, os quais não residiam na Bahia de forma permanente. A partir de 1855, os dados da polícia portuária de Salvador registram um decisivo aumento, ao mesmo tempo em que se gestava a unificação nacional italiana.

## Declínio

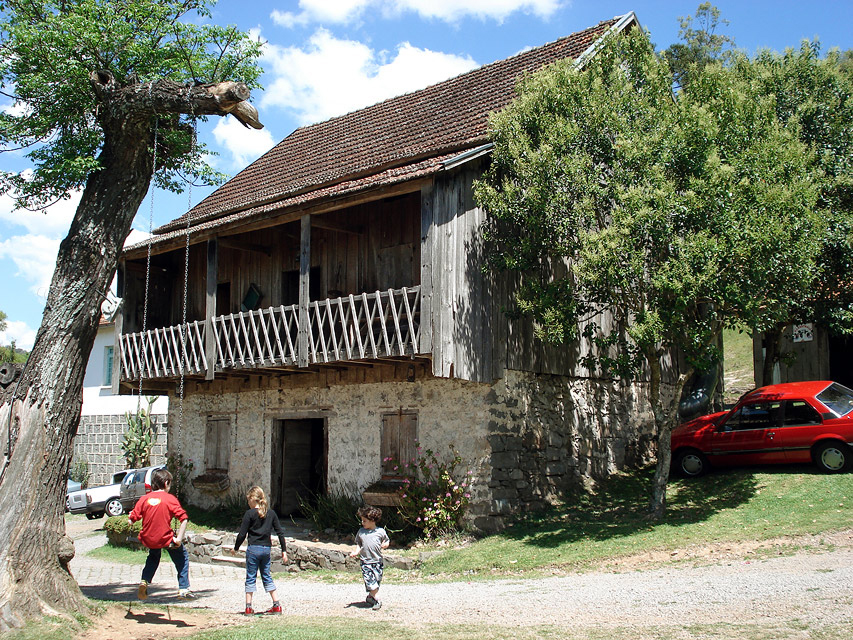
Casa de pedra e madeira do fim do século XIX em Caxias do Sul, influenciada pela arquitetura italiana

Os imigrantes italianos, na maioria, imigravam para o Brasil em famílias. O governo brasileiro preferia atrair famílias inteiras para o Brasil. Nas plantações de café, todos trabalhavam: homens, mulheres e até crianças. Os fazendeiros, acostumados a trabalhar com escravos africanos, passaram a lidar com trabalhadores europeus livres e assalariados. Ao chegarem à fazenda, os colonos se deparavam com as péssimas condições que os aguardavam. As fazendas eram um mundo à parte, isoladas por horas, às vezes dias, dos centros urbanos, sem acesso médico, distantes das igrejas, raramente com acesso à escola, tinham que dormir em cima de palha, em casas minúsculas, sem as mínimas condições de higiene. As condições de trabalho eram degradantes, com frequentes abusos por parte do fazendeiro. Houve rebeliões dos imigrantes, em alguns casos envolvendo colonos que chegavam a assassinar o fazendeiro. O caso mais emblemático foi o assassinato em 3 outubro de 1900, na região de Rio Claro, do fazendeiro Diogo Salles, irmão do então presidente da República Campos Sales, cujo filho tentou abusar de três irmãs do colono italiano Angelo Longaretti e acabou morto por este. O fato deu início a uma revolta de colonos, chamada de Rebelião de Longaretti. Mas as revoltas eram exceções, pois os camponeses italianos normalmente agiam de forma apática, pois provinham eles próprios de uma sociedade que via a resignação como uma virtude cristã. Ademais, havia o afluxo contínuo de imigrantes e os trabalhadores descontentes eram prontamente substituídos por outros. Embora os italianos estivessem habituados a levar uma vida de privações em seu país de origem, a vida nas plantações restringia de tal forma a liberdade que se tornava insuportável. A fazenda era um mundo fechado e o fazendeiro era o senhor absoluto, impondo leis próprias. Habituado a lidar com escravos, o tratamento despendido aos imigrantes não era muito diferente. Os colonos eram vigiados e tinham seu tempo controlado por capangas, com toques de sino marcando o início e o fim do trabalho. Os abusos se verificavam sobretudo na violência física generalizada, inclusive com uso de chicote, como no tempo da escravidão. Eram também controlados em suas atividades familiares e sociais. Aos colonos não havia nenhuma possibilidade de obter proteção legal e o fazendeiro raramente era punido pelas autoridades por seus abusos, o que estimulava a manutenção do seu comportamento e frequentes abusos econômicos, dentre os quais, a aplicação de multas exorbitantes por motivos fúteis, confisco dos produtos dos colonos, adulteração de pesos e medidas e retenção do salário. Aliás, o endividamento do colono era uma estratégia usada para o manter preso à fazenda e impedir sua saída. Neste caso, apenas restava a fuga como forma de escapar da plantação. De fato, seria muito difícil romper com a mentalidade escravista de forma célere, e isso só ocorreu anos mais tarde.pg.48 Esta situação se agravou com o início do declínio dos preços do café de modo acentuado, a partir de 1895.pg.37
As notícias de trabalho semi-escravo chegaram à Itália, e o governo italiano passou a dificultar a imigração para o Brasil, promulgando o Decreto Prinetti em março de 1902, que restringia a emigração de cidadãos italianos para o Brasil, proibindo os subsídios da viagem. Entre 1904 e 1913, a entrada de italianos no Brasil foi cerca de 40% da década anterior, diminuindo de 537,8 mil para 196,5 mil. Entre 1887 e 1903 a média anual de entradas de italianos no Brasil foi de 58 mil. Entre 1903 e 1908, esta média caiu para 19 mil por ano.
A entrada de italianos no Brasil, mesmo afetada pelo Decreto Prinetti, continuou ainda significativa mas sofreu um novo golpe na década de 1920, quando o então Primeiro Ministro italiano Benito Mussolini passou a controlar a emigração italiana. Entre 1904 e 1913 entraram no país 196,5 mil italianos; entre 1914 e 1923 entraram 86,3 mil e entre 1924 e 1933 entraram 70,2 mil. Após a Segunda Guerra Mundial e a declaração de guerra do Brasil contra os países do eixo, a vinda de italianos para o Brasil entrou em decadência. Paralelamente, o país recebeu ajudas financeiras através do Plano Marshall, que obrigou a permanência de trabalhadores para reconstruir a Itália.
No Brasil, com o excesso de mão de obra, o então presidente Getúlio Vargas aprova, através da promulgação da Constituição Brasileira de 1934, a Lei de Cotas de Imigração, que dificultava a entrada de estrangeiros no país (parágrafos 6º e 7º do artigo 121 da Constituição de 1934), tendo por finalidade "promover o amparo da produção", a "proteção social do trabalhador brasileiro" e proteger os "interesses econômicos do País". Limitava a entrada de imigrantes a "dois por cento sobre o número total dos respectivos nacionais fixados no Brasil durante os últimos cinquenta anos". Essa medida restritiva foi resultado de um debate da Assembleia Nacional Constituinte e da repercussão provocada pelas emendas sobre imigração e colonização. Não foi uma decisão direta do governo Vargas. Além disso, a explosão de uma polêmica de caráter nacional alimentou a proliferação de discursos que serviram de base para as medidas repressivas e restritivas posteriores em relação às populações imigrantes. É preciso compreender o significado da aprovação das cotas a partir dos personagens que comandaram essa discussão nos debates parlamentares, o impacto que essas propostas provocaram na imprensa e nas relações diplomáticas, e o contínuo empenho do governo Vargas em lidar com a questão ao longo dos anos.
| Pós-guerra: entrada de italianos no Brasil | Pós-guerra: entrada de italianos no Brasil |
| Ano                                        | nº de imigrantes                           |
| ------------------------------------------ | ------------------------------------------ |
| 1945-1949                                  | 15 312                                     |
| 1950-1954                                  | 59 785                                     |
| 1955-1959                                  | 31 263                                     |
| Total                                      | 106 360                                    |

A Assembleia Nacional Constituinte foi instalada no final de 1933, e diversos membros apresentaram emendas e propostas, manifestando suas posições sobre as políticas relacionadas à imigração. Temas como trabalho e povoamento suscitaram a elaboração de discursos e debates que abordavam desde a miscigenação e a assimilação, até propostas de proteção ao trabalhador nacional. Por ocasião da sessão de instalação da assembleia, Getúlio Vargas discursou a respeito dos assuntos que seriam tratados na elaboração da Carta Magna. Essa fala inaugural já apresentava indícios das polêmicas que marcaram a questão imigratória. Por um lado, Vargas defendia que o Brasil ainda constituía um país de imigração devido à necessidade de povoar seu vasto território e pela necessidade de braços “numerosos e adestrados” para o cultivo da terra. Por outro lado, procurava ressaltar que a orientação dada à política imigratória até então não poderia mais continuar, isto é, com a livre entrada de imigrantes.
Alguns anos antes, em dezembro de 1930, Vargas já havia assinado o Decreto nº 19 482, limitando a entrada de imigrantes "não qualificados" no país.
Nos quinze anos que se sucederam à Segunda Guerra Mundial, entraram no Brasil 106 360 italianos, encerrando assim o grande fenômeno migratório.

## Idioma
Hoje em dia, quase todos os ítalo-brasileiros falam o português como língua materna. A maioria dos imigrantes italianos que vieram para o Brasil não sabia falar a língua italiana culta. O italiano padrão que hoje conhecemos nada mais é que o dialeto toscano, que foi alçado à condição de língua oficial da Itália. Este dialeto foi arbitrariamente escolhido como sendo o idioma principal do Reino da Itália, devido ao prestígio cultural da Toscana e, sobretudo, de Florença (da mesma maneira que o francês vem da língua falada em Paris). A maioria dos imigrantes italianos chegaram ao Brasil na segunda metade do século XIX, época em que o analfabetismo era dominante na Itália. A maioria dos italianos (com a exceção óbvia dos toscanos) falavam exclusivamente outras línguas e dialetos regionais. A língua italiana só se difundiu na Itália a partir do século XX, com a alfabetização em massa da população, um processo relativamente recente (até a década de 1950, a maioria da população italiana ainda se comunicava em dialeto). Os imigrantes, quando tinham conhecimento da língua italiana, se limitavam a um "italiano popular", típico dos estratos baixos da sociedade italiana, no qual mesclavam italiano com seu dialeto regional.
Portanto, os imigrantes italianos trouxeram para o Brasil uma variedade de dialetos, além do italiano popular de nível baixo que tinham conhecimento. No novo ambiente, tiveram que absorver a língua portuguesa, pois era o instrumento de comunicação com os brasileiros, sendo importante diferenciar se essa aprendizagem ocorreu de forma controlada ou de forma passiva. No primeiro caso, a inserção na nova sociedade e o bem-estar econômico aconteceram de forma harmônica, conservando a cultura e a língua de origem. No segundo caso, a busca por uma adaptação ao novo ambiente levou a uma alienação da pessoa, que queria se inserir naquela sociedade considerada superior, acarretando numa negação do dialeto e do italiano.
Muitas vezes, no primeiro contato com a língua portuguesa, os imigrantes de primeira geração, em razão de fatores como a idade já avançada, casamentos mononacionais ou baixo grau de socialização com os nativos, se contentavam com um conhecimento apenas razoável do português, delegando aos filhos a função de se tornarem falantes nativos. Esses filhos, frequentemente, eram educados em dialeto ou no italiano popular, caso os pais falassem dialetos distintos. O português, nestes casos, era a terceira língua a ser aprendida. É nesse contexto que uma ou outra língua passou a ser usada, dependendo do ambiente e com quem se estava falando, formando vários graus de bilinguismo. Um italiano bilíngue usava o português para se comunicar com um brasileiro, mas usava o italiano para se comunicar com seus conterrâneos bilíngues. A língua a ser usada dependia, portanto, de quem fosse o interlocutor. Mas essa estrutura era ainda mais complexa, pois dois falantes italianos poderiam alternar entre dialeto e italiano com o português, podendo até mesmo misturar essas línguas dentro de uma mesma frase.
O italiano (neste caso, os dialetos) influenciou o português do Brasil nas regiões onde houve maior concentração de imigrantes, como foi o caso da cidade de São Paulo ou do nordeste do Rio Grande do Sul. No caso de São Paulo, a convivência entre o português e o italiano criou um "dialeto" com peculiaridades que o distingue dos outros falares brasileiros. O português falado em São Paulo é "muito mais aberto e menos nasalizado em confronto com o português do Rio de Janeiro, por exemplo". Na cidade de São Paulo, a diversidade dos falares dos imigrantes resultou numa maneira de falar bastante peculiar, que se difere substancialmente do falar caipira, que predominava na região antes da chegada dos italianos e é ainda generalizado no interior do estado. O novo falar se forjou da mescla do calabrês, do napolitano, do vêneto, do português e ainda com o caipira. Atualmente, a influência italiana no português falado em São Paulo não é tão grande quanto no passado, embora o sotaque paulistano continue marcado pelo dialeto ítalo-brasileiro que predominava na cidade no início do século XX. É de se notar que a influência italiana no falar paulistano se generalizou bastante, ao ponto de englobar os habitantes da cidade que nem ao menos possuíam ascendência italiana.
A interferência do italiano também foi detectada em falantes de Chapecó, em Santa Catarina. Os encontros vocálicos nasalizados de finais de palavra são substituídos, como a palavra "mão" sendo pronunciada [mon], a lateralização de /l/ em palavras como [sal], que no português do Brasil se pronuncia [saw] e na troca da vibrante múltipla pela simples em contextos intervocálicos, como "carro" sendo pronunciado [karo]. Em muitos casos, os falantes nem ao menos sabiam falar o dialeto italiano, mas a interferência do italiano no português persistiu, pois as suas características fonéticas foram passadas e ainda permanecem de geração em geração.
Na década de 1930, o governo brasileiro iniciou uma campanha de nacionalização que restringiu o uso de idiomas estrangeiros. Na época da Segunda Guerra Mundial, o italiano foi proibido de ser usado publicamente. Todos deveriam falar em português, sabendo ou não esse idioma. Isso causou um grande estigma na comunidade de origem italiana, principalmente no nordeste do Rio Grande do Sul. Falar dialeto ou falar português com sotaque italiano passou a ser motivo de vergonha e de chacota. Essas pessoas passaram a ser estigmatizadas por "falarem errado", por serem "não urbanas", "não cultas", "não instruídas", "não brasileiras". Isso contribuiu bastante para que o idioma italiano fosse pouco desenvolvido entre os descendentes de italianos. Mais recentemente, esse estigma vem sendo superado.
Embora os imigrantes tenham vindo de diferentes partes da Itália, o dialeto italiano que mais se difundiu no Brasil foi o vêneto, pois foi da região do Vêneto que veio a maior corrente migratória italiana (principalmente no sul do Brasil, onde eles foram a maioria). O dialeto talian (com raiz no vêneto), é bastante difundido nas zonas vinícolas do Rio Grande do Sul. Nas zonas rurais marcadas pelo bilinguismo, mesmo entre a população monolingue em português, o sotaque italiano é bastante característico.

### Dados estatísticos
| Japoneses  | 84,71% |
| Alemães    | 57,72% |
| Russos     | 52,78% |
| Poloneses  | 47,75% |
| Austríacos | 42,18% |
| Espanhóis  | 20,57% |
| Italianos  | 16,19% |

O censo de 1940 analisou as línguas faladas pela população brasileira e a difusão dos falantes da "língua italiana" no Brasil (embora, na maior parte dos casos, tratava-se de falantes de dialetos). Esta pesquisa mostrou que, na década de 1940, a língua portuguesa já se impunha como o idioma dominante nos lares das famílias de origem italiana no Brasil. De acordo com esse censo, havia no país naquele ano 1 260 931 brasileiros nascidos de pai italiano. Destes, somente 115 596 declararam que não falavam o português habitualmente no lar, ou seja, apenas cerca de 10% dos filhos de pai italiano nascidos no Brasil não falavam o português em casa. Situação bem diferente foi verificada entre os alemães: dos 159 809 brasileiros nascidos de pai alemão, 79 088, ou seja, a metade, declarou não falar o português no lar. O censo de 1940 revelou que, embora a imigração alemã tenha sido bem menos numerosa que a italiana, o idioma alemão era mais falado no Brasil que o italiano. Naquele ano, 644 458 pessoas declararam que falavam o alemão em casa, contra 458 054 que falavam o italiano. O Rio Grande do Sul concentrava o maior número de falantes de "italiano" (sobretudo dialetos) no Brasil. Mas, mesmo lá, embora a presença de imigrantes italianos tenha sido mais numerosa e recente que a de alemães, os falantes de alemão eram mais numerosos. No censo de 1940, 393 934 pessoas do Rio Grande do Sul (11,86% da população do estado) declararam falar alemão como língua materna. Em comparação, 295 995 apontaram o italiano (8,91% da população local). No censo de 1950, o número de gaúchos que declararam falar o italiano caiu para 190 376. No estado de São Paulo, que concentrava a maior população italiana do Brasil, no censo de 1940, apenas 28 910 italianos natos disseram falar o italiano em casa (somente 13,6% de toda a população italiana daquele estado).
Os dados mostram que, entre os imigrantes no Brasil, italianos e espanhóis foram aqueles que mais rapidamente adotaram o português como língua, e japoneses e alemães foram aqueles que mais resistiram. A assimilação linguística, então, variava consideravelmente de um grupo ou nacionalidade para outro, pesando a questão da identidade e da similaridade de idiomas. Ademais, tinha influência a força do ambiente (nas regiões onde os imigrantes ficaram reunidos em grupos isolados, a língua materna pode sobreviver por gerações, enquanto que nas regiões onde houve maior fusão entre os imigrantes e os brasileiros, a língua-mãe foi rapidamente suplantada pelo português).
Também segundo o censo de 1940, viviam no Brasil 285 124 pessoas nascidas na Itália. Porém, mesmo entre os próprios imigrantes o português já tinha uma hegemonia, pois somente 16% deles falavam preferencialmente o "italiano" (comparado a 84,1% dos imigrantes japoneses que preferiam utilizar a língua japonesa). A maioria dos falantes de "italiano" no Brasil não eram os imigrantes, mas brasileiros natos, descendentes de italianos de segunda e terceira geração, que preservaram os dialetos, concentrados nas colônias do Rio Grande do Sul. Embora a comunidade italiana tenha se concentrado no estado de São Paulo, o uso dos dialetos italianos não vingou nesse estado. Isto porque, em São Paulo e em outros lugares do Brasil, havia o contato diário dos imigrantes com a população brasileira, formando redes de amizade, havendo interesses comuns e casamentos mistos. Nessas áreas a manutenção do falar italiano foi menos forte e durável. Nas colônias, por outro lado, a resistência à assimilação linguística foi mais forte, uma vez que ali foi possível que certas nacionalidades ficassem isoladas ou relativamente independentes do resto da população, sendo a assimilação bem mais lenta e gradual, permitindo a manutenção do dialeto italiano por várias gerações. Assim, segundo o demógrafo Giorgio Mortara, com base no censo de 1940, o italiano era falado preferencialmente por 54,26% dos italianos natos que viviam no Rio Grande do Sul, mas apenas por 12,90% dos que viviam em São Paulo.
O censo de 1950 mostrou que, dos 458 mil falantes de italiano no Brasil, 64,62% viviam no Rio Grande do Sul, 20,87% em Santa Catarina e 9,99% em São Paulo, embora estivesse neste último estado a maior concentração demográfica de descendentes de italianos. Os censos mais recentes não analisaram a questão dos idiomas falados no Brasil e os dados disponíveis são todos baseados em estimativas.
| Primeira (imigrantes)                      | 53 000  |
| Segunda (filhos)                           | 120 000 |
| Terceira e seguintes (netos, bisnetos etc) | 285 000 |
| Total                                      | 458 000 |

### O talian

Municípios em que o talian é co-oficial no Rio Grande do Sul.

O talian é a segunda língua mais falada do Brasil, após o português. O isolamento das colônias do sul permitiu a manutenção da fala dialetal italiana, sobretudo vêneta, com destaque para o norte do Rio Grande do Sul. Ali nasceu um koiné oriundo da convivência de diversos dialetos italianos, mas com uma predominância vêneta que serviu como língua franca para a comunicação dos falantes de diferentes formas dialetais. Para o Rio Grande do Sul houve um fluxo majoritariamente vêneto e lombardo e, na primeira fase, que durou de 1875 a 1910, os imigrantes preservaram seus dialetos regionais vênetos e lombardos, além de falares minoritários trentinos e friulanos. O segundo período inicia-se a partir de 1910, com a construção da estrada de ferro que liga Caxias do Sul a Porto Alegre. O isolamento foi rompido, aliado ao incremento comercial e industrial. Em consequência, os dialetos menos representativos numericamente foram extintos, ao mesmo tempo que os dialetos lombardos e vênetos se interinfluenciaram, com a predominância dos últimos, surgindo uma fala comum, um koiné, chamado de talian.
Na década de 1930 e durante a Segunda Guerra Mundial, a campanha de nacionalização instituiu o aprendizado obrigatório do português e proibiu o uso da fala dialetal italiana. Os italianos eram considerados a "quinta coluna" e houve grande repressão policial nas colônias contra o uso do dialeto. Pessoas foram presas e até espancadas pela polícia ao serem pegas falando dialeto nas ruas. No mesmo período, formava-se um novo grupo de descendentes de italianos, mais urbanos e enriquecidos, que menosprezavam o dialeto e davam preferência ao português, enxergando o falante de talian como um colono grosso e rural, inferiorizando-o socialmente. Todos esses fatores levaram a criação de um estigma de ser falante de talian e os pais muitas vezes optavam por não transmitir a língua a seus filhos, para evitar que estes fossem estigmatizados ou motivo de chacota nas escolas por não falarem bem o português ou por falá-lo com uma fonética italiana. O êxodo rural também contribuiu para o declínio no uso da fala dialetal, pois nos centros urbanos a língua portuguesa era dominante e as gerações nascidas no meio urbano não adquirem o talian como língua materna. O uso do dialeto vai se perdendo ao longo das gerações. A primeira e a segunda gerações nascidas no Brasil costumam falar o dialeto, mas a partir da terceira já começa a haver a perda gradual do uso, por meio do bilinguismo com o português. Na quarta geração o dialeto é apenas uma memória familiar e na quinta desaparece a memória também.
Atualmente, não se sabe quantas pessoas falam o talian no Brasil, mas há quem estime em 500 mil o número de seus falantes. Nos últimos anos, os governos regionais tem tentado revitalizar o dialeto. Em 2009, o talian foi reconhecido como Patrimônio Histórico e Cultural do Rio Grande do Sul e o próprio estigma de ser falante dessa língua vem dando lugar a um orgulho.

## Assimilação e identidade

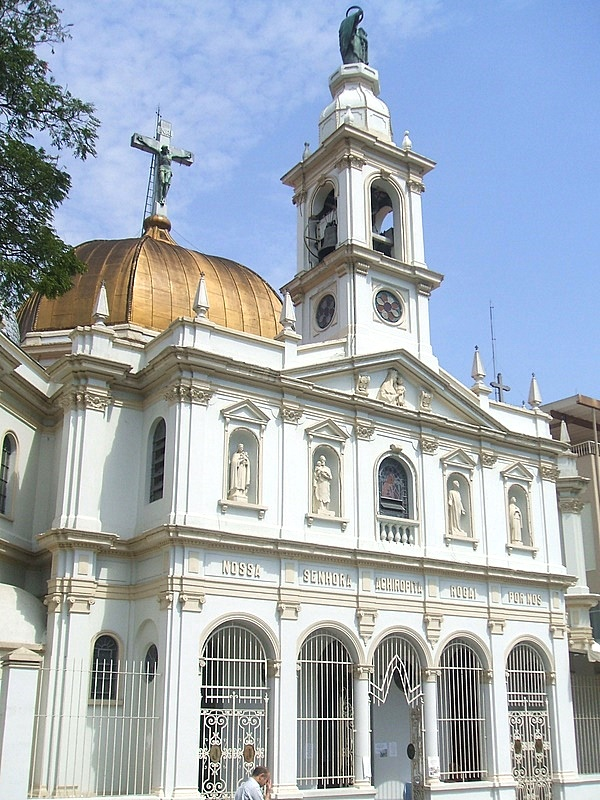
Paróquia Nossa Senhora Achiropita, no Bixiga, em São Paulo, onde a Festa de Nossa Senhora Achiropita acontece desde 1926.

Católico e latino, o imigrante italiano se assimilou no Brasil mais facilmente que alemães e japoneses, por exemplo. O quase desaparecimento dos dialetos italianos no Brasil é um exemplo dessa rápida assimilação. É evidente, porém, as diferenças entre o grupo de italianos que se concentrou em colônias (no Sul) e os trabalhadores do café (Sudeste). Nas colônias, o imigrante se manteve por cerca de três gerações praticamente isolado com outros italianos nas zonas rurais sulistas. No Sudeste do Brasil, por outro lado, o italiano mais facilmente se integrava entre a população local. Ao longo das décadas, os italianos e seus descendentes passaram por três etapas de identificação étnica no Brasil. No início, tinham uma identidade italiana fraca, identificando-se mais com a sua região de origem na Itália. Com o passar do tempo, foram transfigurando-se em italianos "genéricos", abandonando ou amenizando o regionalismo. Por fim, a identidade italiana foi sendo substituída pela brasileira, ficando cada vez mais débeis as ligações com a Itália e a cultura italiana.
Os italianos que chegaram ao Brasil em finais do século XIX não traziam uma identidade italiana definida. A Itália, enquanto Estado nacional, apenas se unificou em 1870. Antes disso, a Península Itálica era um amontoado de pequenos Estados independentes ou dominados por potências estrangeiras. A construção de uma identidade italiana se deu bem mais tarde, num processo bastante custoso com reflexos até os dias atuais. Não foi à toa que Camilo Benso, conde de Cavour, um dos mentores da Unificação da Itália, afirmou: “Nós fizemos a Itália: agora temos que fazer os italianos”. Eram "vênetos", "calabreses", "sicilianos" ou "lombardos", antes de serem "italianos". E, mesmo dentro desses grupos regionais, havia diversas outras subdivisões.

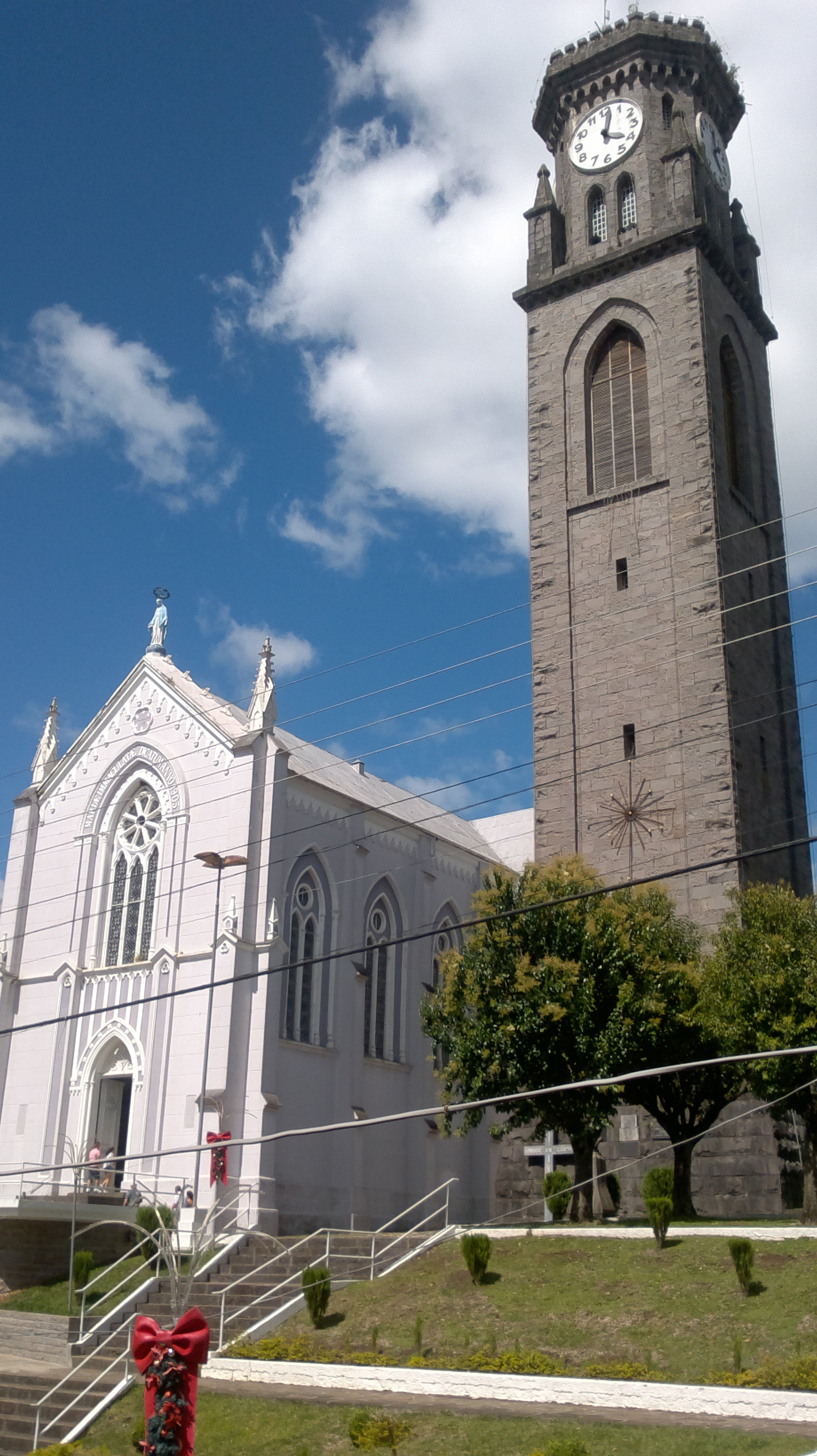
Catedral Nossa Senhora de Lourdes em Flores da Cunha.

Os imigrantes que partiam da Itália tinham como noção identitária de pertencimento o seu vilarejo de nascimento e moradia. Falavam dialetos distintos, veneravam santos diferentes, alimentavam-se e casavam-se distintamente. Na Itália, existiam rivalidades entre as localidades e a estranheza já começava dentro do navio, ao colocar em contato italianos de diversas regiões que falavam dialetos variados, muitos dos quais incompreensíveis entre si. Uma vez em solo brasileiro, os imigrantes tentavam remarcar essas diferenças, criando redes de solidariedades calcadas no regionalismo. Mesmo nas colônias mais homogêneas do sul do Brasil, onde quase todos os imigrantes eram do Norte da Itália, as compras dos lotes eram organizadas de forma que friulanos ficassem concentrados de um lado, vênetos de outro, mantovanos de outro etc. A relação entre vênetos e friulanos, em particular, não era das mais amistosas nas colônias sulistas, embora ambos os grupos tenham vindo da mesma área do Norte da Itália. Em São Paulo, a comunidade era muito mais heterogênea, vez que continha italianos do sul, do centro e do norte da Itália. Os italianos do Norte, da então chamada "Alta Itália", frequentemente olhavam com desdém os do Sul, região mais pobre da Itália e com altas taxas de criminalidade, atribuindo-lhes estereótipos negativos. No início do século XX, em São Carlos, no interior de São Paulo, chamar alguém de "calabrês" era considerado um insulto, denotando que o preconceito que os italianos do Norte tinham contra os da Calábria e de outras regiões do Sul foi transportado para o Brasil.
A noção de ser italiano apenas surgiu mais tarde, após a imigração para o Brasil, visando fazer uma diferenciação entre eles próprios, os "italianos" e os "outros", os "brasileiros" ou "negri" (o termo "negro" designava os brasileiros, nem sempre com uma referência à cor da pele). Dessa forma, o sentimento de ser italiano consolidou-se mais prematuramente nas comunidades italianas no exterior do que na própria Itália, onde apenas se consolidaria anos mais tarde. Da colônia para fora, os imigrantes eram "italianos" mas, internamente, as divisões regionais ainda se perpetuaram. Os imigrantes procuravam se agrupar com italianos que vinham da sua mesma região de origem na Península.
Com a ascensão do fascismo na Itália, a busca por uma "identidade italiana" (italianità) tornou-se uma questão política, com a adesão de muitos italianos e descendentes ao fascismo. A Igreja Católica teve papel fundamental na formação da identidade italiana, pois o catolicismo e a italianidade estavam estreitamente ligados, pois nos espaços de ensino e lazer as escolas religiosas e as festas a santos padroeiros sempre tiveram grande destaque.
O Estado Novo (1937-1945), comandado por Getúlio Vargas, iniciou uma campanha de nacionalização que afetou a vida dos italianos e seus descendentes. Depois, durante a II Guerra Mundial, quando o Brasil declarou guerra aos países do eixo (Alemanha, Itália e Japão), as medidas se tornaram mais pesadas. Ser italiano passou a ser sinônimo de "perigo". Os dialetos italianos foram proibidos de ser falados publicamente, as associações italianas foram fechadas, o comércio e residência de italianos foram invadidos, e bens de imigrantes foram confiscados. Nas colônias italianas do sul, muitos descendentes de italianos tiveram que esconder características que remetessem às suas origens, alguns desenvolveram sentimento de vergonha, principalmente os jovens que frequentavam escolas para aprender corretamente a língua portuguesa e eliminar qualquer vestígio que denunciasse as suas origens. Ser colono passou a ser algo negativo, associado ao "atrasado", "rude", "da roça". Ser brasileiro passou a ser algo positivo, uma necessidade de sobrevivência social e econômica. Porém, na intimidade, muitos descendentes continuaram a falar seus dialetos, mantiveram suas formas tradicionais de vestimenta e de alimentação, mas sempre receosos da ação policial que os reprimia. A vontade de fazer a italianidade ser algo positivo continuava a existir, e o "brasileiro" continuou a ser considerado o outro que contrastava, por ser considerado menos trabalhador e religioso e sem os mesmos compromissos em relação à família.
A partir da década de 1970, durante as comemorações do centenário da imigração, assistiu-se a um movimento inverso. Se antes as origens italianas eram, muitas vezes, motivo de vergonha, recriou-se a italianidade, fazendo dela um atributo positivo. Muitos descendentes de italianos, já bem posicionados socialmente, criaram um novo discurso acerca da italianidade, positivando-a. Buscaram qualidades na saga dos imigrantes, no seu pioneirismo empreendedor e civilizador, aliado a um "padrão moral italiano", tido como trabalhador, religioso, focado na família. Desde então, proliferaram a criação de circolos italianos que passaram a agregar a comunidade de origem italiana, recriando a própria visão dos descendentes de si mesmos. Os aspectos negativos, se uma vez existiram, passaram a ser omitidos ou reinterpretados sob uma nova ótica social.
Segundo Angelo Trento, de maneira geral, os italianos não tiveram grandes problemas em se assimilar no Brasil. Segundo ele, com a exceção de alguns casos isolados de atritos entre italianos e brasileiros, houve uma rapidez na assimilação dos italianos em relação ao novo ambiente, aliada à facilidade com a qual os brasileiros acolheram e fizeram próprios alguns hábitos e costumes trazidos pelos imigrantes. Outros autores, contudo, mostram que a integração do italiano no Brasil não foi tão pacífica. Essa assimilação aconteceu mais rápido em São Paulo do que nos estados sulinos, devido ao isolamento característico das colônias que predominaram no sul, permitindo a manutenção de grupos homogêneos e de uma estrutura patriarcal que dava preferência aos casamentos entre italianos. A elite brasileira, embora considerasse o imigrante europeu superior, tendia a relacionar-se entre si e admitia estrangeiro com hesitação, quando este tinha acumulado alguma fortuna ou títulos de distinção que lhe proporcionara prestígio. Samuel H. Lowrie estimou que 40% da elite de São Paulo tenha se misturado com imigrantes no decorrer de três gerações, o que mostra que a infiltração do elemento estrangeiro na elite paulista não foi nada desprezível. Nas classes baixas brasileiras, onde não havia barreiras econômicas impedindo a convivência, a infiltração do elemento estrangeiro foi, por consequência, bem mais intensa.
Contrastavam o jus sanguinis italiano e o jus soli brasileiro. Os filhos de italianos tinham, portanto, uma dupla nacionalidade mas, vivendo e trabalhando no país em que haviam nascido, acabavam privilegiando a nacionalidade que era sentida como única e verdadeira. Esse rápido processo de assimilação, todavia, não significou a perda automática da identidade italiana, que ainda continuava a se manifestar de diversas maneiras, seja na língua, na religião ou na culinária.

### Conflitos étnicos

#### Em São Paulo
Em sua obra publicada na década de 1970, Angelo Trento sustentava que, com a exceção de alguns conflitos pontuais, os brasileiros receberam os imigrantes italianos de braços abertos. Estudos mais recentes, contudo, refutam essa ideia. A década de 1890 foi o período em que mais entraram imigrantes italianos no Brasil e a imigração representou uma verdadeira "avalanche". Em poucos anos, em muitos municípios de São Paulo os estrangeiros já eram mais numerosos que os próprios brasileiros. Essa mudança demográfica não aconteceu de forma pacífica, vez que as elites locais costumavam culpar os italianos pelo aumento da criminalidade e da desordem nas cidades. Os nacionalistas, representados pelo jacobinos, viam a chegada dessa massa de estrangeiros como uma ameaça à soberania nacional. O povo brasileiro, por sua vez, se incomodava com a presença estrangeira, vendo os italianos como concorrentes no mercado de trabalho.

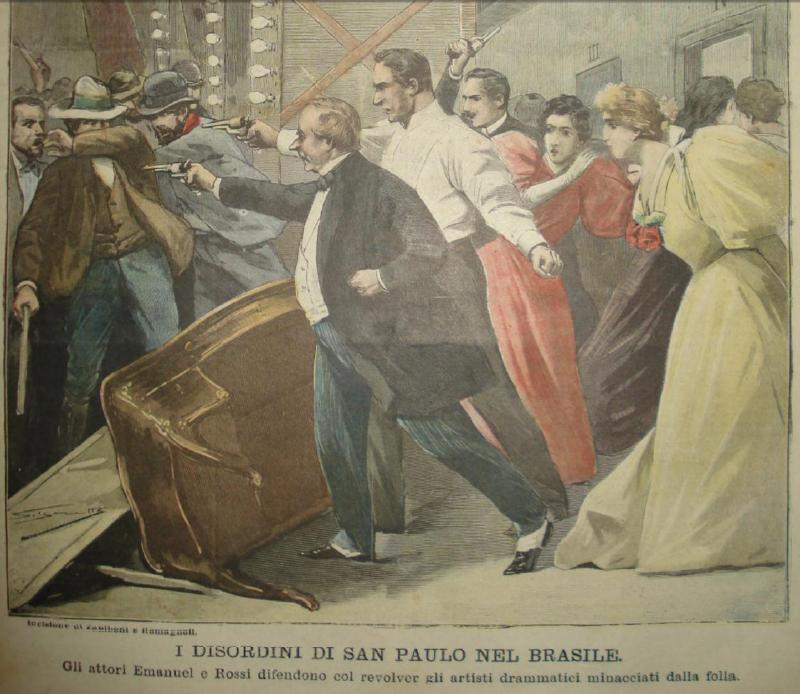
Representação do ataque dos brasileiros ao teatro São José, que resultou na morte de dez italianos e em 48 feridos

Em suas memórias, publicadas em 1997, Andrea Pozzobon, que imigrou para o Brasil em 1885, escreveu que ele e outros imigrantes, ao desembarcarem no porto de Santos, foram recebidos de forma humilhante pelos brasileiros: "(...)continuamente a ‘negrada’ nos apupava com os pouco honrosos nomes de carcamanos, gringos, ladrões, filhos da... e outras boas companhias". Em sua tese de mestrado, Rovina Melina Roberto mostrou que a interação entre italianos e brasileiros foi bastante conflituosa, especialmente na década de 1890. Embora a insatisfação quanto à presença de estrangeiros no país existisse desde o início da imigração, a situação piorou com os incidentes de Santos, de 1892. Em 13 de junho deste ano, após desentendimentos com a polícia, o capitão do navio italiano Pietro-Ten foi preso e supostamente mal-tratado no cárcere, vindo a falecer. Em 20 de junho, também em Santos, houve uma briga entre a tripulação italiana do vapor Mentana e a guarda brasileira. Estes incidentes causaram revolta na colônia italiana, alimentados por versões diferentes dos fatos contadas pela imprensa brasileira e pelos jornais da colônia italiana, cada parte imputando a culpa para o outro. Se, por um lado, os jornais da colônia e o próprio cônsul italiano instigavam os italianos a se revoltarem, por outro lado os jornais brasileiros e os republicanos jacobinos escancaravam a sua aversão aos estrangeiros.
A situação se agravou com a "Questão dos Protocolos Ítalo-Brasileiros", quando o governo da Itália passou a pressionar o Brasil para que este indenizasse os imigrantes italianos pelos danos sofridos durante a Revolução Federalista e outros movimentos armados. Isto causou revolta e protestos entre os brasileiros, que se opunham à aprovação dessa indenização. Os protocolos foram assinados em dezembro de 1895 e fevereiro de 1896 porém, devido à agitação popular, só foram ratificados em dezembro deste ano, sendo sancionados pelo Congresso brasileiro, liberando o pagamento das indenizações. Os referidos incidentes desencadearam em confrontos nas ruas entre brasileiros e italianos, com bandeiras da Itália sendo queimadas, tiros disparados, casas invadidas e transeuntes agredidos. Em agosto de 1896, a Itália chegou a considerar o envio da esquadra militar Atlântico e iniciar um conflito armado contra o Brasil, o que não veio a acontecer, embora ambos os países tenham rompido relações diplomáticas. Nesses anos de tensões, os republicanos jacobinos tiveram papel fundamental no fomento do sentimento anti-italiano, vez que eram nativistas e viam os estrangeiros como inimigos da pátria e do trabalhador nacional. No Rio de Janeiro, os imigrantes portugueses eram o principal alvo da ira dos jacobinos, enquanto que em São Paulo, por ser o grupo mais numeroso, o ódio recaía sobre os italianos, embora também atingisse qualquer outro estrangeiro. Em São Paulo, o grupo dos jacobinos era composto por militares, advogados e profissionais de todo o gênero, inclusive ex-escravos.

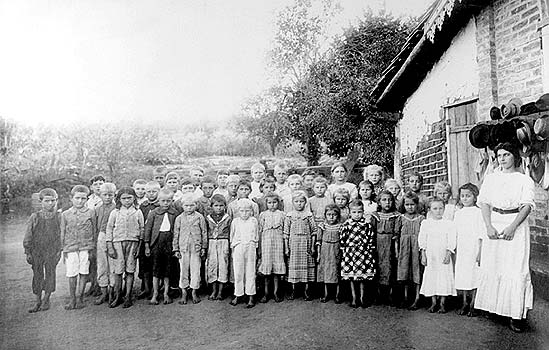
Escola italiana em Campinas (por volta do início do século XX).

Havia uma dualidade de visões no Brasil. Enquanto o governo brasileiro, sobretudo a classe política proprietária de fazendas de café, vendia a ideia de que era necessário usar o dinheiro público para atrair imigrantes europeus, considerados melhores que os trabalhadores nacionais, inclusive racialmente, muitos brasileiros não percebiam a necessidade disso. Mesmo em momentos de crise, em que faltava emprego para os brasileiros, assistia-se à entrada maciça de imigrantes, estimulada pelo próprio governo do Brasil. Tal fato criou ressentimentos e incentivou a ação nativista violenta contra os imigrantes italianos em São Paulo, que eram vistos pelos brasileiros como competidores no mercado de trabalho.
O sentimento anti-italiano era menos evidente na zona rural, vez que as áreas agrícolas eram enormes e era fácil encontrar emprego. Contudo, nas cidades, a competição se mostrava mais acirrada e a antipatia aos italianos e a todos os estrangeiros se refletiam em manifestações violentas contra a sua presença. As pesquisas mostram que, de fato, a chegada de tantos imigrantes empurrou o trabalhador brasileiro para as profissões menos desejáveis e rentáveis, tanto na zona urbana quanto na rural, enquanto os imigrantes foram, paulatinamente, ocupando diversas categorias profissionais. A imigração em massa foi particularmente prejudicial para os negros, que não conseguiam mais negociar com os empregadores, limitando o crescimento do seu salário. Na cidade de São Paulo, em 1893, os brasileiros se ocupavam sobretudo do trabalho doméstico e agrícola, ao passo que todas as outras profissões já estavam dominadas por imigrantes, sobretudo as artes (85,5% de estrangeiros), transportes e outros (81%), manufatura (78,8%) e comércio (71,6%). A mesma pesquisa demográfica mostrou que já havia uma marginalização territorial no espaço urbano de São Paulo em 1893, sendo que os brasileiros, sobretudo os caboclos, negros e pardos, estavam mais concentrados nos subúrbios, nas áreas periféricas e menos industrializadas, enquanto os brancos, em sua maioria imigrantes, concentravam-se nas áreas centrais.
O ano de 1896 representou o auge nos conflitos entre nacionais e imigrantes, havendo uma verdadeira "caça aos italianos" na cidade de São Paulo. As fontes relatam que os paulistas atacaram as casas dos imigrantes durante todo o período de discussão dos Protocolos Ítalo-Brasileiros (1892-1896). Em agosto de 1896, brasileiros exaltados invadiram o Teatro São José no momento em que se apresentava uma companhia italiana, agredindo os atores e os espectadores. Depois, rumaram para bairros habitados por italianos em São Paulo, assim como para a redação do jornal da colônia italiana, Fanfulla, com o objetivo de destruir tudo. Nesse conflito morreram 10 italianos e 48 ficaram feridos. Após 1897, a agressividade dos jacobinos contra imigrantes enfraqueceu, ao mesmo tempo em que o discurso imigrantista passou a predominar, já não havendo praticamente nenhuma voz política se opondo à presença do imigrante italiano no Brasil. Em consequência, os anos em que houve oposição à presença de imigrantes foram apagados da historiografia, na medida em que se reconstruía a História sob a perspectiva assimilacionista e colocava o imigrante italiano, em São Paulo, como aquele que teria trazido o progresso, o trabalho e a civilização. A violência contra o italiano continuou a existir e a receptividade da sociedade brasileira não melhorou, mas esses conflitos foram silenciados por meio de um discurso político homogêneo.

#### Conflitos com afro-brasileiros
A relação dos imigrantes italianos com brasileiros negros (e com pardos, mulatos, mestiços e caboclos) foi ambígua. Embora haja registros de uma convivência pautada na colaboração, amizade e intimidade entre italianos e negros, também há comprovação histórica de que havia numerosos conflitos e violência permeando essa relação interracial. Com base num estudo histórico realizado em São Carlos (interior de São Paulo) constatou-se que a violência física entre italianos e negros advinha, geralmente, de conflitos simbólicos. De um lado, os negros queriam afirmar a sua igualdade perante os italianos e, por outro lado, estes tentavam afirmar a sua superioridade. Ao contrário do que muitas vezes se propagou, os negros não abandonaram as plantações de café com a abolição da escravatura. No Estado de São Paulo, a grande maioria permaneceu no meio rural, trabalhando como feitores ou encarregados dos serviços na cafeicultura. Eventualmente os negros brasileiros trabalharam lado a lado com os imigrantes. Em alguns casos, pretos e mulatos tinham posição de autoridade sobre italianos, como administradores de fazenda ou diretores de colonos, além do fato de que 20% dos soldados esquartelados de São Carlos eram negros.
A maneira como os fazendeiros tratavam os imigrantes remetia à condição escravista e, mesmo nos centros urbanos, italianos recebiam tratamento parecido por parte da polícia, que os espancava e roubava. Ao mesmo tempo, a ideologia racial predominante no Brasil afirmava a superioridade racial dos europeus sobre os negros. Essa ambiguidade levava a tensões, uma vez que os italianos, ao verem sua própria condição tão próxima a dos negros, mesmo antes de aprender o discurso racial brasileiro, sentiam a importância de manter as distinções de cor em relação aos negros, mestiços e caboclos, com os quais não queriam se confundir. Os negros, por outro lado, não admitiam ser subordinados ou rebaixados devido à sua cor de pele. Era uma luta, portanto, pelo "capital simbólico", ou seja, o capital de respeito ou importância social. Nos inquéritos policiais de São Carlos, havia duas vezes mais negros sendo agredidos por brasileiros brancos do que o inverso e quase três vezes mais negros sendo agredidos por italianos do que o oposto. Os imigrantes italianos eram verdadeiros substituitos de escravos e, ao perceberem que sua situação social estava "perigosamente" perto da dos negros, os italianos sentiam as reivindicações por respeito e igualdade no trato como ameaça à sua identidade e honra. Assim, as análises dos inquéritos policiais de São Carlos sugerem que os italianos, ao verem como os brasileiros brancos tratavam os pretos, mulatos e caboclos, aprenderam que estes podiam ser ameaçados, agredidos ou mortos, caso ousassem contradizer, desacatar ou desrespeitar os "brancos."
Esses conflitos, opondo imigrantes italianos de um lado e pretos, mulatos e caboclos do outro, fortaleceram a formação de uma "identidade branca", que contribuiu para amenizar as fronteiras que existiam entre os próprios imigrantes europeus. Os imigrantes italianos chegavam ao Brasil com resquícios do forte regionalismo então existente na Itália, onde a identidade italiana ainda era bastante débil, haja vista tratar-se a Itália de um Estado recém-unificado. As interações sociais vividas no Brasil, todavia, acabaram diluindo e enfraquecendo o regionalismo e fortalecendo a identidade italiana e branca. Segundo Denys Cruche, "a construção das identidades se faz no interior de contextos sociais, que determinam a posição do agente e por isso mesmo orientam suas representações e escolhas". O fato de os brasileiros desconhecerem a grande variação regional que existia na Itália, tratando todos os imigrantes como meros "italianos", contribuiu para redefinir a identidade italiana dessas pessoas. Assim, ao entrar em contato com outras nacionalidades e criando fronteiras étnicas, o imigrante italiano reconstruiu a visão que tinha de si mesmo, assumindo uma identidade nacional que nem ao menos possuía antes do ato imigratório.

### Na região sul

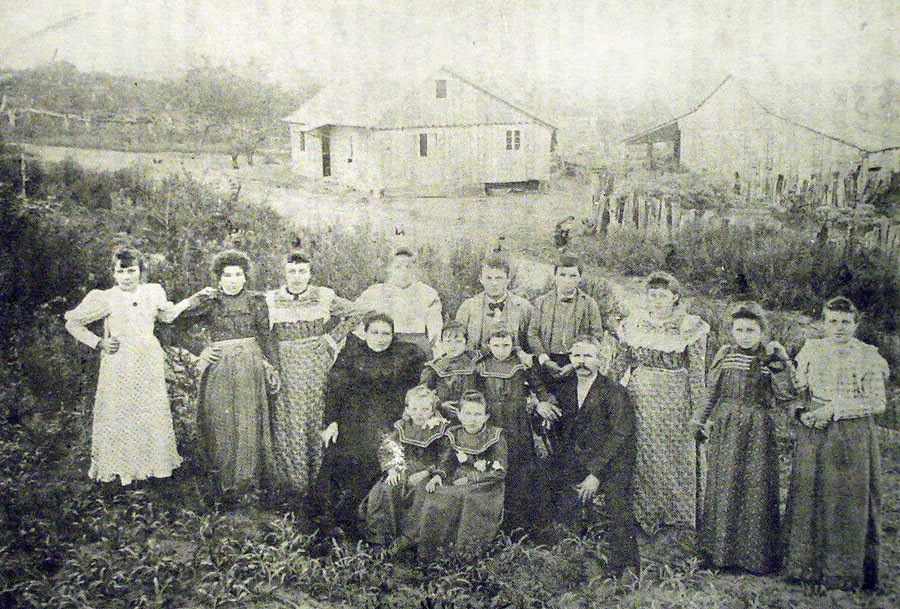
Família de italianos em Caxias do Sul, Rio Grande do Sul, em 1901

No sul do Brasil, os conflitos mais violentos envolveram imigrantes italianos e os povos indígenas. Embora o governo brasileiro afirmasse que estava trazendo imigrantes europeus para ocupar "vazios demográficos", na verdade essas terras eram ocupadas pelos índios. No sul de Santa Catarina, à medida que os italianos foram ocupando a região e desmatando a vegetação, se depararam com os xoclengues, que da floresta retiravam seu sustento. Em represália à invasão de suas terras, os índios passaram a atacar as colônias italianas, fato que foi usado pelos imigrantes para criar a ideia de que os índios eram incapazes de conviver com a civilização, justificando seu aniquilamento. Em consequência, recorreram à figura do bugreiro, geralmente brasileiros ou mesmo imigrantes mais destemidos que perseguiam os indígenas e promoviam verdadeiras chacinas, a fim de garantir a posse da terra por parte dos imigrantes.
Os massacres também ocorreram no Rio Grande do Sul, mas lá os índios eram da etnia kaingang.
A relação dos italianos com os brasileiros ou luso-brasileiros locais também teve atritos, vez que os brasileiros muitas vezes achincalhavam ou mesmo maltratavam os imigrantes, pois achavam que tinham mais direitos em virtude da sua brasilidade. O imigrante Lorenzoni registrou que, em 1884, os imigrantes da Colônia Dona Isabel eram hostilizados pelo diretor Júlio da Silva Oliveira, que os chamava depreciativamente de "gringos". Lorenzoni chamava de jacobinos "os poucos brasileiros, moradores na colônia, que só viam em qualquer imigrante italiano um elemento de desordem e um parasita". A aversão dos brasileiros do sul, sobretudo os pobres, em relação aos italianos advinha do rancor pelo fato do governo brasileiro ter facilitado o acesso à terra para os imigrantes, enquanto os nacionais permaneciam excluídos desse processo ou eram expulsos da terra caso não possuíssem título de propriedade.
Os italianos que foram morar nas regiões sulinas ocupadas por imigrantes alemães vivenciaram um choque cultural. Em Blumenau, fundada por alemães em 1850, os italianos começaram a chegar 25 anos depois e eram, em sua maioria, do Tirol do Sul, região de transição entre a Itália e os Estados de língua alemã. Portanto, as rixas, que já existiam entre esses dois povos há vários séculos na Europa, foram transportadas para o Brasil. Embora o fundador da cidade, o dr. Hermann Blumenau, pretendesse uma colônia formada apenas por alemães, na década de 1870, cada vez menos imigrantes chegavam da Alemanha, o que acarretou em falta de trabalhadores. Assim, mesmo a contragosto, o dr. Blumenau decidiu atrair italianos para a sua colônia. Os atritos logo apareceram, pois os italianos eram quase todos católicos, enquanto muitos dos alemães de Blumenau eram luteranos. Além do mais, os italianos foram assentados em lotes periféricos e montanhosos, enquanto os alemães ocupavam as melhores terras. Em uma correspondência, o dr. Blumenau chamava os italianos de "incorrigíveis vagabundos", enquanto em outra, para o presidente da província, escreveu: "são especialmente a malfadada imigração tyrolez e italiana, suas constantes travessuras, impertinentes e exageradas exigências, ameaças e até delitos e crimes, que não nos deixam, e especialmente a mim, descanso de espírito". O modo como os italianos incorporavam o trabalho na vida cotidiana era muito diferente do modo alemão, o que fazia com que eles fossem tachados de vagabundos e preguiçosos ou mesmo bêbados, já que o hábito de tomar vinho foi substituído pela cachaça. Assim, os alemães culpavam os italianos pelo atraso de todas as obras públicas da colônia.
A animosidade entre italianos e alemães se perpetuou no sul, com maior ou menor intensidade, ao longo do tempo. Porém, com a política de nacionalização de Getúlio Vargas durante a II Guerra Mundial, tanto italianos como alemães foram vítimas da agressividade do exército brasileiro e obrigados a falar português e a se assimilar na sociedade brasileira. Em consequência, com a extinção progressiva das duas culturas, as rixas também foram sendo esquecidas. Inclusive, desde as comemorações do centenário da imigração em Blumenau, em 1975, os italianos foram colocados, ao lado dos alemães, como o elemento "civilizador" da região, fazendo surgir a ideia de que as cidades foram erguidas graças ao trabalho conjunto das duas etnias. Assim, os conflitos do passado foram apagados ou pelo menos tornaram-se desconhecidos do grande público.
No sul do Brasil as diferenças "étnicas" também foram remarcadas como um elemento de diferenciação. Se durante a II Guerra Mundial ser italiano era algo negativo, após o conflito houve uma reelaboração do conceito, apontando o italiano como o "civilizador". A cultura assume um significado classificatório, implicando a noção de superioridade e inferioridade, formando hierarquia de etnias. Os pretos eram chamados de brasileiros, trazendo uma visão pejorativa e racista em favor de uma superioridade italiana. Azevedo, em 1952, observou que, em Caxias do Sul, havia uma linha de cor bastante nítida que separava os "brancos" dos "morenos". Uma linha, embora mais tênue, também separava os descendentes de italianos dos "brasileiros" originários de outras partes do Rio Grande do Sul e descendentes de portugueses. Para muitos descendentes de italianos, a reivindicação de uma identidade "ítalo-gaúcha" atualmente os fazem acreditar que isso lhes agrega valor e contribui para uma diferenciação social. "Ser ítalo-gaúcho é mais valorizado do que ser simplesmente, brasileiro". O historiador Stanley Fish denomina esse fenômeno de "multiculturalismo de boutique" e que, segundo Stuart Hall, "celebra a diferença sem fazer diferença". A ascendência italiana passa a ser tida como um diferencial, que permite o acesso à cidadania italiana, trabalho no exterior, bolsas de estudos etc. Vitalina Maria Frosi, num trabalho sobre o uso de dialetos italianos no Rio Grande do Sul, afirma que "o uso da fala dialetal italiana é, muitas vezes, artificial na boca de falantes urbanos". Para ela, muitas vezes o uso da língua italiana, no sul do Brasil, não tem a função de comunicação e de transmissão de cultura, pois assume a função "instrumental para demarcar um espaço próprio, uma identidade cultural local, um perfil de determinado grupo humano ítalo-brasileiro regional".

## Casamentos e padrões de miscigenação
Pesquisas apontam que, no início da imigração, havia uma grande resistência dos italianos de se casarem com brasileiros. Havia, inclusive, a tendência nítida de italianos se casarem com imigrantes que vinham da sua mesma região de origem na Itália. Analisando os casamentos de italianos no município de São Carlos, interior de São Paulo, entre 1880 e 1899, os dados mostram que 80% dos homens e 91% das mulheres oriundos do Norte da Itália se casaram com imigrantes oriundos da mesma região italiana. 88% dos homens e 71% das mulheres oriundos do Sul da Itália contraíram matrimônio com pessoas vindas daquela mesma região, enquanto que 23% dos homens e 61% das mulheres do Centro da Itália se uniram a italianos também vindos do Centro (as taxas de endogamia para os italianos do Centro foi mais baixa pois o número de imigrantes oriundos daquela região era menor, portanto tinham maior dificuldade de encontrar companheiros da mesma região, o que os levava a casar com italianos de outras regiões). Os italianos mais endogâmicos eram os vênetos: de 1880 a 1914, em São Carlos, 76,4% dos homens vênetos se casaram com mulheres vênetas, enquanto que 65,3% das mulheres do Vêneto se uniram a homens daquela região. Em seguida vieram os calabreses: 53,1% dos homens calabreses se uniram a mulheres calabresas, enquanto que 77,3% das mulheres da Calábria casaram com homens daquela região. Os menos endogâmicos eram os lombardos, pois estes acabavam se casando sobretudo com vênetos, os mais numerosos naquela região. Isto mostra que os imigrantes italianos tinham uma alta taxa de endogamia, preferindo casar com outros italianos, inclusive optando por se unir a italianos que provinham da sua mesma região de origem na Itália. A Itália era um Estado recém-unificado, e os italianos não tinham uma consciência nacional definida, e o que imperava na época era o regionalismo. Essa mentalidade foi trazida para o Brasil pelos imigrantes, influenciando seus padrões de casamento. Conflitos, animosidades e preconceitos entre italianos de diferentes regiões foram igualmente transportados e vivenciados pelos italianos no Brasil. Com o passar do tempo, porém, essa perspectiva regionalista foi sendo suavizada pois, uma vez no Brasil, italianos de diferentes regiões eram tratados pelos brasileiros como sendo iguais, pois essas diferenças regionais eram desconhecidas pelos brasileiros. O contato com a sociedade brasileira fez crescer não apenas as taxas de casamento entre italianos de diferentes regiões, mas a própria união entre italianos e brasileiros ou com imigrantes não italianos.
A partir de 1910 verifica-se uma mudança no quadro, pois aumenta o número de casamentos entre italianos e brasileiras. Mas essa mudança deve ser analisada com cautela, pois na maior parte dos casos, a esposa definida como "brasileira" era filha de italianos. Qualquer pessoa nascida no Brasil era definida como brasileira, independente de ser filha de estrangeiros. A partir da segunda década do século XX, há um grande número de jovens brasileiras, filhas de italianos, em idade de se casar, que se uniam a homens italianos. Isto caracterizava uma "endogamia oculta" pois, apesar de serem brasileiras de nacionalidade, no plano étnico-cultural, eram italianas.
Para os imigrantes, a escolha do cônjuge estava fortemente influenciada pelas condições de trabalho a que estavam submetidos. O colonato era um sistema baseado na força de trabalho familiar, e a sobrevivência ou mobilidade social passavam pelo matrimônio, daí a preferência por cônjuges italianos já inseridos naquele sistema de trabalho e com perspectivas semelhantes. Os italianos, nesse contexto social, eram compelidos pelos seus próprios familiares e por membros da comunidade a casarem entre si, dando origem a "famílias de produção", que se formavam em torno do trabalho. Eram, portanto, famílias numerosas, com vários filhos que ajudavam no trabalho e no aumento da produção. Este modelo de família numerosa, dedicada à produção, era o desejado pelo governo brasileiro, que incentivava a imigração de famílias inteiras para o Brasil, ao invés de indivíduos isolados. Em decorrência, visando aumentar a capacidade produtiva, casais formados por dois cônjuges italianos tendiam a ter uma extensa prole, com uma média de dez a treze filhos. Em contrapartida, casais mistos, nos quais um cônjuge era italiano e o outro brasileiro, tendiam a ter número bem menor de filhos, não mais que quatro.
Se para os italianos o casamento com um outro italiano de uma região diferente da sua já apresentava uma barreira, o casamento com brasileiros tinha barreiras maiores, e ainda mais intensas eram se se tratava de um pretendente negro, mulato ou caboclo, pois os estigmas de cor existentes na sociedade brasileira também foram incorporados pelos imigrantes. Para muitos italianos, a imigração para o Brasil era algo passageiro, portanto, o casamento com não italianos atrapalharia os planos de retorno para a Itália. Em relação aos homens italianos, havia a resistência das mães italianas de aceitarem noras brasileiras, pois na cultura italiana a nora teria que se submeter às ordens da mãe do noivo, enquanto que as brasileiras preferiam morar sozinhas com o marido, quebrando o costume italiano. Porém, era mais fácil aceitar uma nora brasileira, pois esta passaria, mesmo que forçosamente, a conviver no meio italiano e a se submeter à sogra. Porém, quando a filha italiana se casava com um brasileiro, se afastava da família, sofrendo maior risco de "abrasileiramento". A família italiana era patriarcal e, segundo a legislação brasileira da época, os filhos menores de idade tinham de ter permissão do pai para se casarem. Os pais italianos muitas vezes negavam permitir o casamento de seus filhos com brasileiros ou com imigrantes não italianos, não apenas pelos fatores já apresentados, mas também porque havia preconceito e racismo por parte de alguns italianos em relação a casamento de seus filhos com brasileiros ou com imigrantes de outras nacionalidades. Também seriam significativas as uniões informais entre homens italianos e mulheres brasileiras. O Brasil tinha uma longa tradição de uniões informais, frequentemente toleradas pela Igreja, desde que envolvessem indivíduos passíveis de se casar. As uniões consensuais eram convenientes para o homem italiano, pois poderiam ser desfeitas, deixando em aberto a possibilidade de retorno à Itália. Também refletiam a relutância de alguns italianos em assumir casamento com mulheres brasileiras, refletindo um preconceito de cor, pois parte dessas brasileiras amasiadas com italianos eram pardas ou negras. Na época, um membro do Comissário Geral de Emigração (CGE) escreveu, em tom preconceituoso, que "A degradação não para nem diante da distinção de raça: não são incomuns os casamentos de italianos com negras e, o que é pior, de mulheres italianas com negros".
Em alguns casos extremos, casais de noivos interétnicos tinham que fugir de casa e manter relações sexuais, o que fazia o juiz suprir a necessidade da permissão do pai para realizar o casamento. Essas fugas também serviam para compelir o pai a aceitar a união, pois na época a perda da virgindade da filha antes do casamento maculava a honra da família, fato que poderia ser contornado com o casamento.
Com o passar dos anos, as taxas de endogamia entre os italianos cai. Embora boa parte seja efeito da denominada "endogamia oculta" (italianos se casando com filhos de italianos nascidos no Brasil), ela não é apenas explicada por isso, pois houve de fato um crescimento notável de casamentos e uniões envolvendo cônjuges de origem italiana com cônjuges sem origem italiana. A miscigenação entre italianos e brasileiros ocorreu sobretudo entre homens italianos e mulheres brasileiras, por diferentes fatores. Os pais brasileiros raramente se opunham ao casamento de suas filhas com homens italianos, enquanto que os pais italianos frequentemente se opunham à união de suas filhas com homens brasileiros. Havia uma discrepância entre o número de homens e mulheres italianos, sendo os homens mais numerosos, portanto, as mulheres italianas tinham grande disponibilidade de homens italianos para se casarem, mas os homens tinham um número mais limitado de noivas compatriotas disponíveis, aumentando as uniões com brasileiras. As mulheres italianas chegavam ao Brasil acompanhadas de seus pais e se casavam, na maior parte dos casos, quando ainda eram menores de idade, tendo que ter a permissão do pai para realizar o casamento, e este dava preferência para genros italianos. Os homens, por sua vez, muitas vezes chegavam ao Brasil sozinhos, desacompanhados de seus pais, e tinham maior liberdade em escolher suas companheiras. Os casamentos interétnicos entre italianos e brasileiros contribuíram para a integração da comunidade ítalo-brasileira no Brasil e no seu "abrasileiramento". Em um levantamento entre estudantes do Oeste Paulista, dos sobrenomes de 224 alunos, 108 (48%) tinham sobrenomes italianos e desses, 61 (56%) também tinham sobrenomes não italianos.
A segunda geração de imigrantes, ou seja, os filhos de italianos já nascidos no Brasil apresentavam índices de assimilação mais extremos, devido ao elevado número de casamentos com a juventude brasileira. Esse fenômeno era mais acentuado nas áreas urbanas do que nas rurais e mais nas fazendas do que nas colônias. Mas, mesmo nas últimas, esse fenômeno não era pequeno, como observou o cônsul da Itália em Santa Catarina: "Os casamentos entre um italiano e uma brasileira, entre uma italiana e um brasileiro são comuníssimos, e seriam ainda mais frequentes se a maior parte dos italianos não vivesse segregada na roça". Com o passar dos anos e a suspensão da emigração, até nos núcleos coloniais os casamentos foram perdendo seu caráter de mononacionalidade que prevalecia na origem.

## Influência e descendentes

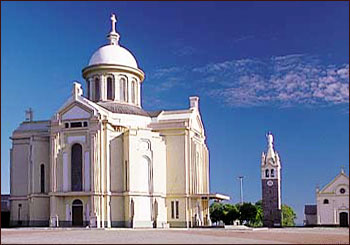
Santuário de Nossa Senhora de Caravaggio, em Farroupilha, Rio Grande do Sul.

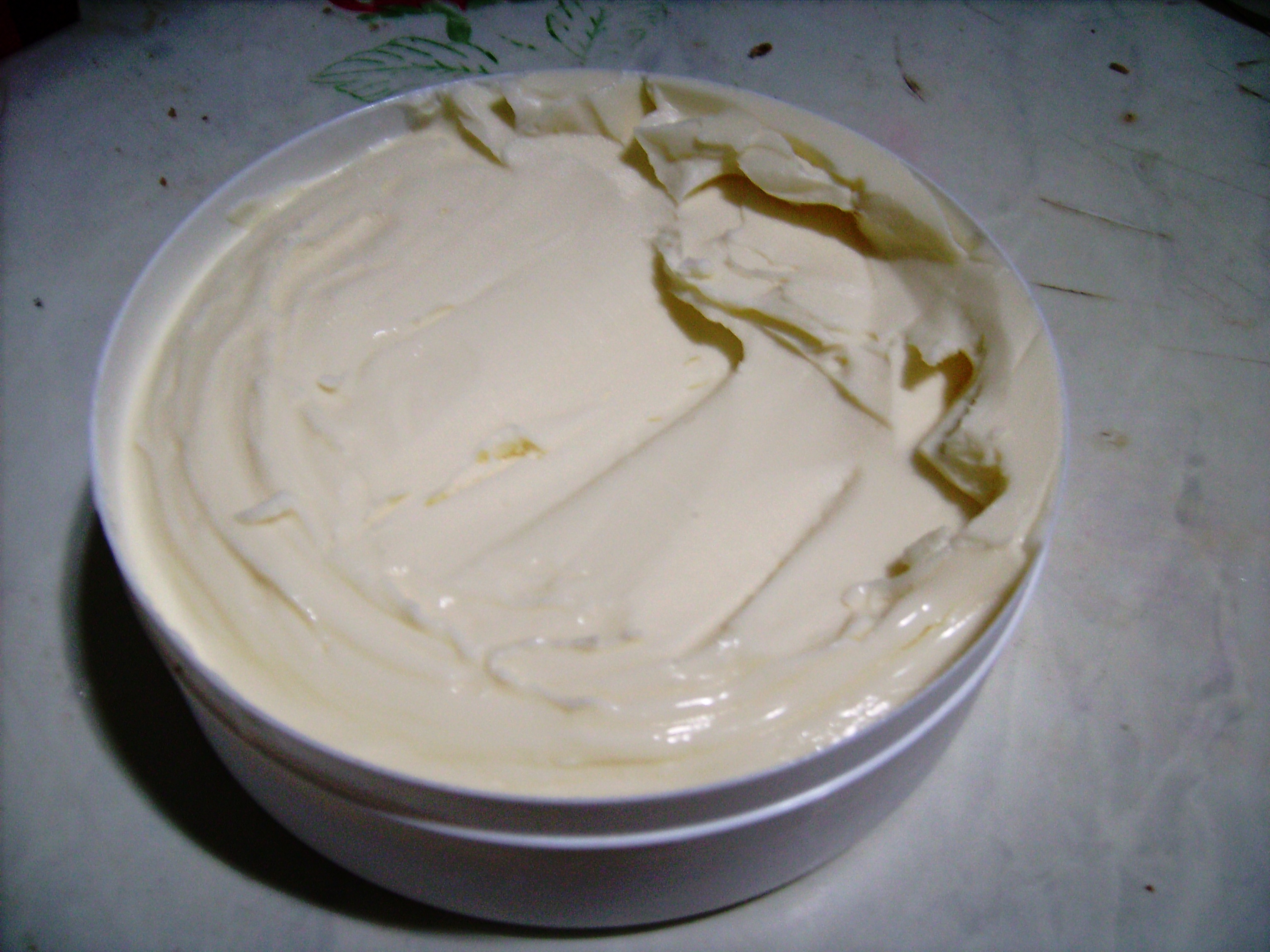
Catupiry, um queijo brasileiro desenvolvido pelo imigrante italiano Mario Silvestrini in 1911.

A imigração italiana para o Brasil foi um dos maiores fenômenos imigratórios já ocorridos. À medida que o número de imigrantes e seus descendentes ia crescendo, o Brasil modificava os seus costumes, assim como os imigrantes modificam os seus. É de notar que a influência italiana no Brasil não ocorreu de forma uniforme: enquanto no Sul/Sudeste do País a comunidade italiana era forte e, em certas localidades, chegaram a representar a maioria da população, noutras regiões do País a presença italiana foi quase nula.
Das inúmeras contribuições dos italianos para o Brasil e a sua cultura, destacam-se: introdução de elementos tipicamente italianos no catolicismo de algumas regiões do Brasil (festas, santos de devoção, práticas religiosas); diversos pratos que foram incorporados à alimentação brasileira, como o hábito de comer panetone no Natal e comer pizza e espaguete frequentemente (principalmente no Sudeste), além da popular polenta frita; o sotaque dos brasileiros (principalmente na cidade de São Paulo, o sotaque paulistano), na Serra Gaúcha, no sul catarinense e no interior do Espírito Santo; a introdução de novas técnicas agrícolas (Minas Gerais, São Paulo e no Sul).
A criação do time Palestra Itália em 1914 teve o intuito de aproximar e unificar os imigrantes italianos que viviam na cidade de São Paulo. Mas por ocasião da segunda guerra mundial, o time foi forçado a mudar o seu nome para Sociedade Esportiva Palmeiras sob pena do clube perder todo o seu patrimônio físico. Isso por imposição da ditadura Vargas após declarar guerra contra a Itália, sendo criminalizado no Brasil qualquer manifestação cultural italiana.
A imigração italiana no Brasil também serviu de inspiração para várias obras artísticas, televisivas e cinematográficas, como as telenovelas Terra Nostra e Esperança, e o filme O Quatrilho, que concorreu ao Oscar de melhor filme estrangeiro.

### A comunidade hoje
A população de imigrantes italianos no Brasil, a partir das primeiras décadas do século XX, entrou em franco declínio. As causas foram a crise na lavoura cafeeira de finais da década de 1890, que derrubou os preços do café; a aprovação, pelo governo italiano, do Decreto Prinetti em 1902, proibindo a imigração subsidiada para o Brasil; a concorrência com outros destinos migratórios (principalmente Estados Unidos e Argentina); o controle brasileiro de imigração com o Decreto nº 19 482 de dezembro de 1930 e a Lei de Cotas de Imigração, pelo governo Vargas (incluída na Constituição de 1934).

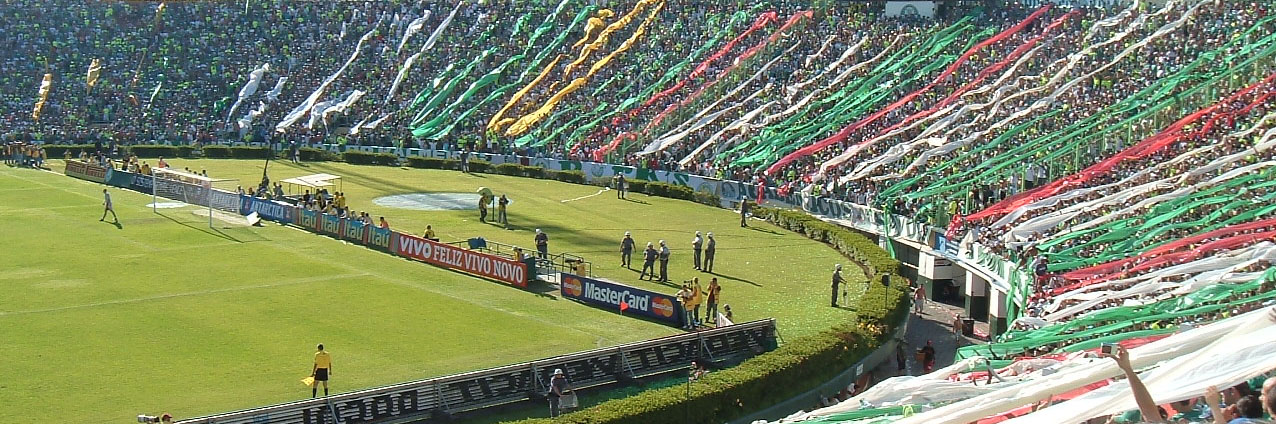
Torcedores do Palmeiras no Estádio Palestra Itália. O clube foi fundado por imigrantes em 1914 como Società Sportiva Palestra Italia.

Também foi um fator importante o controle pelo governo nacionalista de Mussolini da saída dos cidadãos italianos para outros países. As últimas grandes levas de imigrantes chegaram na década de 1950. O número de italianos residentes no Brasil, que ultrapassava meio milhão de pessoas em 1920, caiu para pouco mais de 150 mil em 1970.
Com o passar dos anos, a maioria dos descendentes de italianos foi perdendo o vínculo com a Itália e a cultura italiana. Segundo o demógrafo Miguel Angel García, em 2003 a população com origem italiana no Brasil poderia ser dividida em quatro grupos de acordo com seus vínculos com a cultura italiana. O primeiro grupo, com cerca de 80 mil pessoas, era composto por pessoas que nasceram na Itália e imigraram para o Brasil, seguido por um grupo de um milhão e meio de pessoas conscientes das suas origens italianas. Em torno deles, havia um estrato de dois ou três milhões de brasileiros que sabem que têm antepassados italianos, mas sem dar maior importância ao fato. Por fim, ele afirmou que havia um número impreciso de pessoas, talvez de 10 a 12 milhões de brasileiros, que têm algum antepassado italiano sem sabê-lo ou sem considerar que isso seja importante.
| População nascida na Itália residente no Brasil | População nascida na Itália residente no Brasil |
| Ano                                             | População                                       |
| ----------------------------------------------- | ----------------------------------------------- |
| 1920                                            | 558 405                                         |
| 1940                                            | 325 283                                         |
| 1950                                            | 242 279                                         |
| 1970                                            | 152 801                                         |
| 2000                                            | 55 035                                          |
| 2022                                            | 31 345                                          |

Segundo García, não se pode considerar seriamente que sejam "italianos" ou "ítalo-brasileiros" os 18 ou 23 milhões de brasileiros que têm um ou mais antepassados italianos, vez que a "área cultural italiana" no Brasil, ou seja, as regiões com influência em potencial das associações comunitárias, não superam dois ou três milhões de pessoas, e com grandes diferenças internas.
No ano de 2022, segundo a Istat (Istituto Nazionale di Statistica) havia no Brasil 562 871 cidadãos italianos, dos quais apenas 31 345 nasceram na Itália. A maioria desses cidadãos italianos são brasileiros que reconheceram a sua nacionalidade italiana com base no princípio do ius sanguinis (direito de sangue), visto que a Itália garante a cidadania italiana para os descendentes, salvo algumas exceções, e o Brasil permite a dupla-nacionalidade de seus cidadãos. De acordo com as leis italianas, não há diferença jurídica entre um italiano nascido na Itália ou no estrangeiro. No consulado italiano de São Paulo estavam inscritos 240 mil cidadãos italianos, no de Curitiba 105 mil e no de Porto Alegre 83 mil. Em 2022, o Brasil tinha a quarta maior população de cidadãos italianos no mundo, atrás da Argentina (924 335), Alemanha (822 251) e Suíça (637 417).

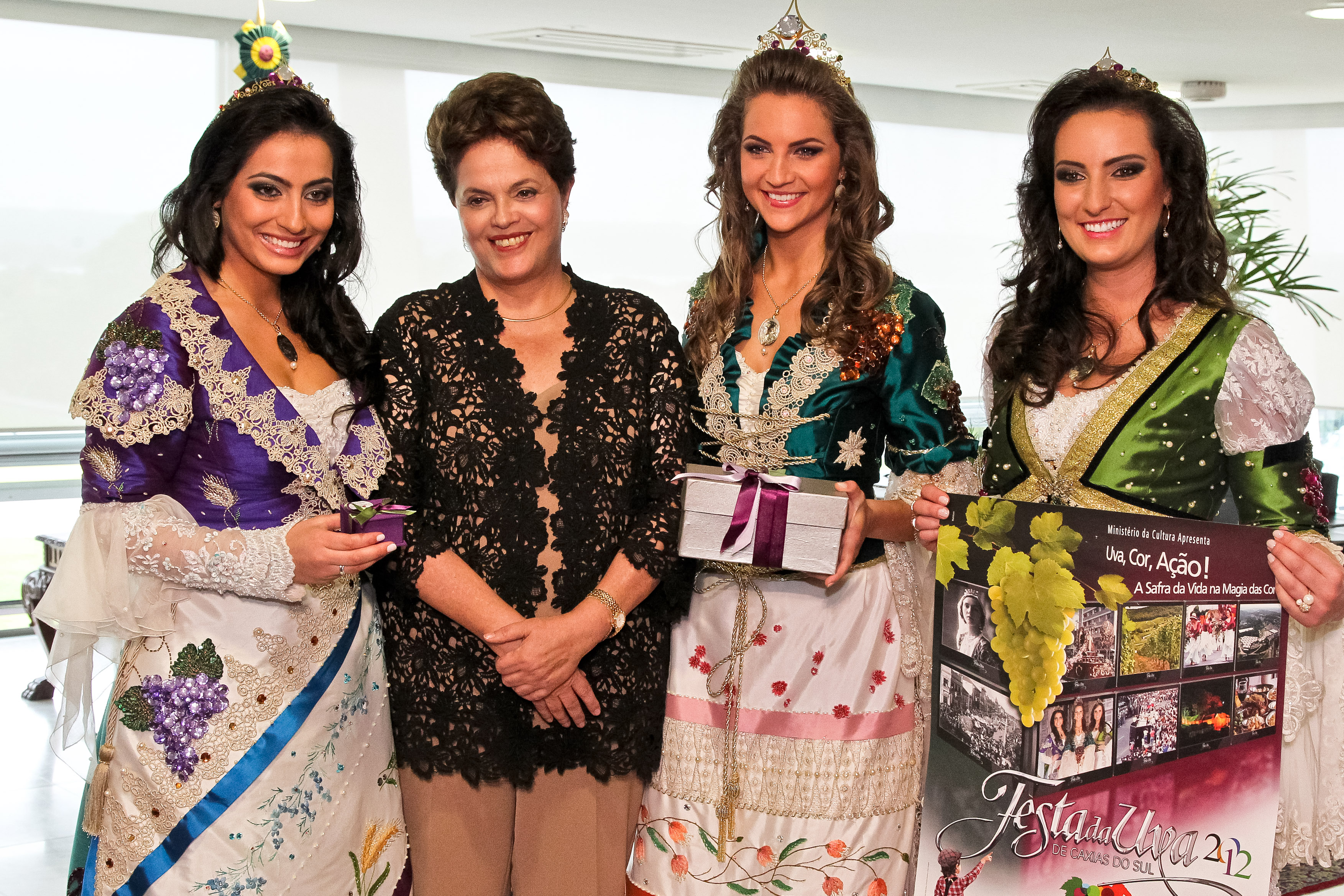
A ex-Presidente Dilma Rousseff e membros da comunidade ítalo-brasileira durante a Festa da Uva, em Caxias do Sul.

Quando se toma por base o número de brasileiros descendentes de italianos, algumas fontes defendem que o Brasil possui a maior população italiana fora da Itália. Contudo, não se sabe o número exato, visto que os censos nacionais não questionam a ancestralidade do povo brasileiro. Segundo estimativa da embaixada italiana no Brasil, em 2013 viviam cerca de 30 milhões de descendentes de imigrantes italianos, representando cerca de 15% da população brasileira.
Os italianos e descendentes não formam um grupo étnico à parte da população brasileira, mas integrante e enraizado dentro da sociedade brasileira. Seus descendentes figuram nos mais diversos setores da sociedade do País. Por exemplo, numa pesquisa de 2001, das 10 641 empresas industriais do Rio Grande do Sul, 42% estavam nas mãos de brasileiros de origem italiana. Certas localidades do Brasil meridional e do Sudeste têm uma clara maioria de brasileiros de origem italiana. Tal fato é mais evidente em localidades rurais do Sul do Brasil, tomando por exemplo municípios como Nova Veneza, que foi colonizada por italianos. Mesmo nas grandes metrópoles, a presença da coletividade italiana é significativa: por exemplo em Belo Horizonte, com 2,5 milhões de moradores, 30% era descendente em 2007.
Nas eleições italianas, os eleitores que estão fora da Itália podem participar. Em 2006, por exemplo,  62 599 cidadãos italianos no Brasil votaram.